# 미국의 전차

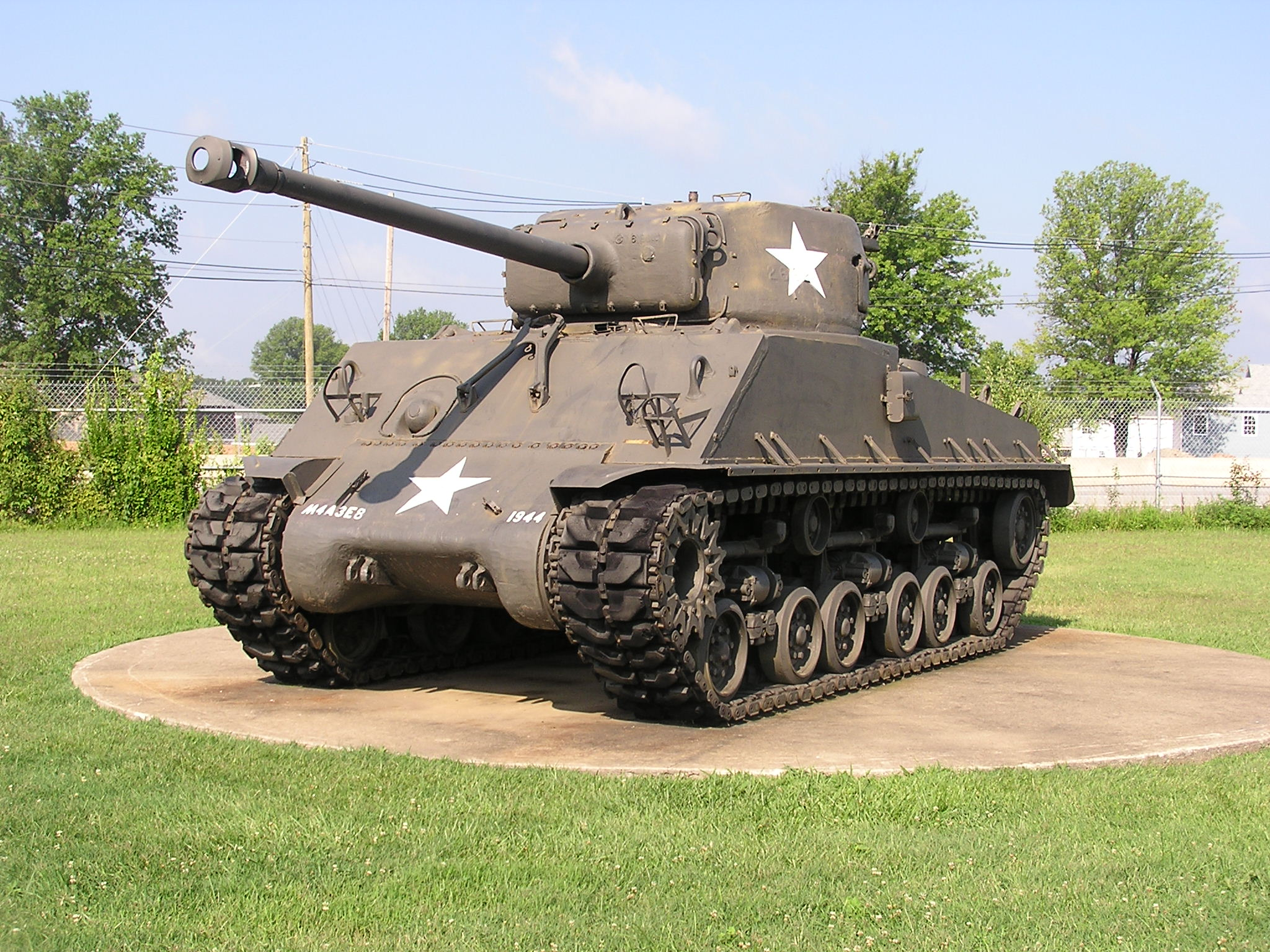
M4 셔먼 전차의 M4A3(76)W HVSS (M4A3E8) 변형은 경험을 바탕으로 생산 전반에 걸쳐 개선된 점을 담고 있다.

미국은 제1차 세계 대전에서 전차가 처음 등장한 이래 현재까지 전차를 생산해왔다. 전차 설계에 대한 여러 미국식 실험이 있었지만, 미국에서 처음으로 사용된 전차는 프랑스 경전차와 영국과의 공동 중전차 설계의 복사판이었다.
전간기에는 미국의 불개입 정책과 재정 상황으로 인해 군수품 지출이 적어 개발이 둔화되었다.
제2차 세계 대전에서 미국은 "민주주의의 조병창"으로서의 미국의 입장을 반영하여 대량 생산과 신뢰성을 위해 설계된 전차로 두각을 나타냈다.
미국은 전차의 설계 철학, 생산 및 교리에 큰 영향을 미쳤으며, 가장 성공적인 전차 설계의 일부를 담당했다.

## 제1차 세계 대전

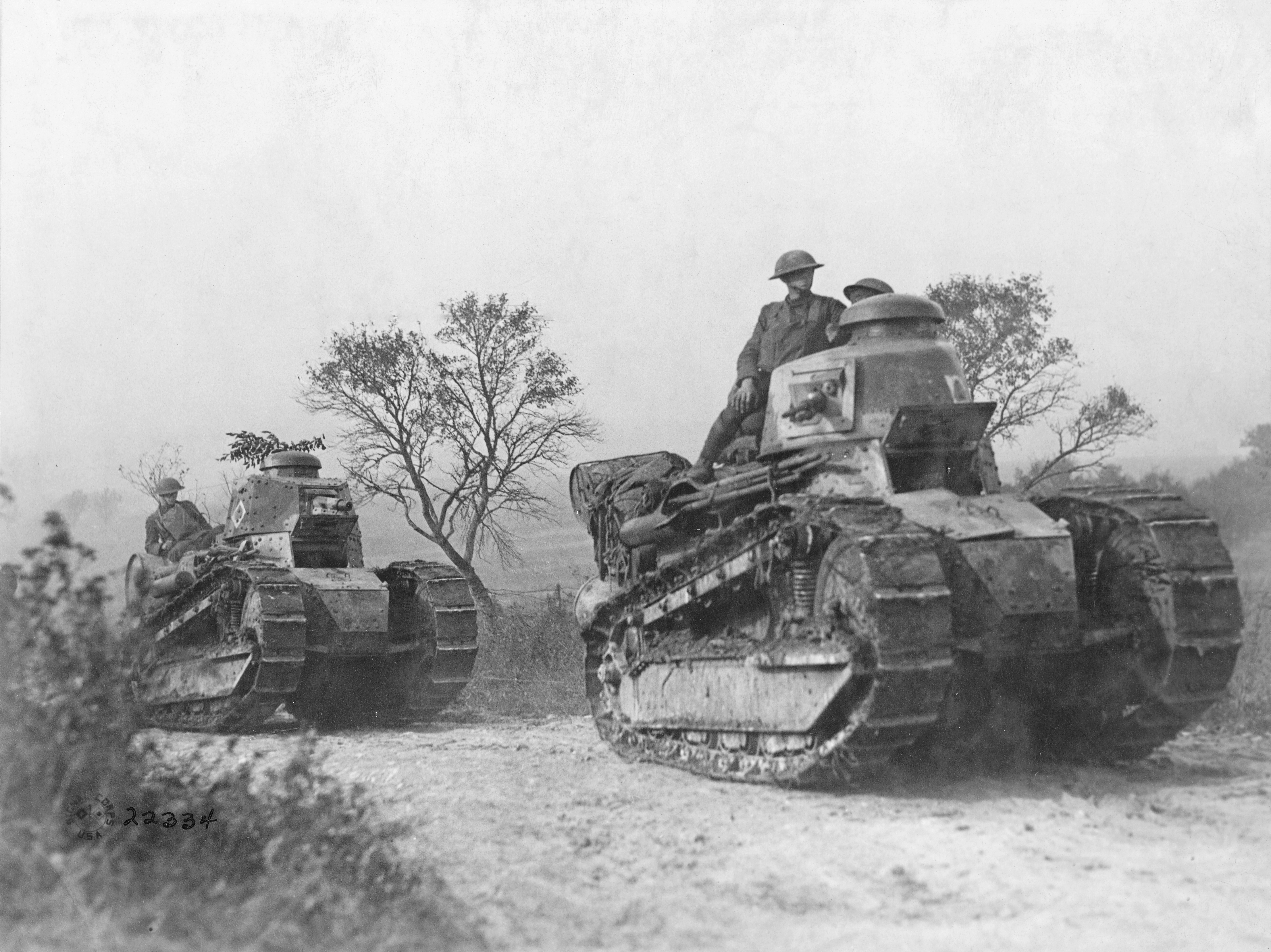
프랑스에서 미 육군이 운용하는 르노 FT-17 전차. 승무원이 두 명뿐인 경전차는 제1차 세계 대전 동안 대량 생산되었다.

미국은 1917년 4월 협상국 편으로 제1차 세계 대전에 참전했으며, 자체 전차는 없었다. 다음 달, 영국과 프랑스의 전차 운용 이론에 대한 보고서를 검토한 후, 미국 원정군 총사령관인 존 퍼싱 장군은 경전차와 중전차 모두 전쟁 수행에 필수적이며 가능한 한 빨리 확보해야 한다고 결정했다. 영국 중전차 설계를 기반으로 한 새로운 중전차를 개발하기 위한 영미-프랑스 공동 프로그램이 시작되었지만, 충분한 양의 전차는 1918년 4월까지는 확보되지 않을 것으로 예상되었다. 연합군 전차 위원회는 프랑스 산업의 전시 수요 때문에 미국군에 전차를 공급하는 가장 빠른 방법은 미국에서 프랑스 르노 FT-17 경전차를 제조하는 것이라고 결정했다. 일부 중전차는 영국에서 공급될 예정이었다.

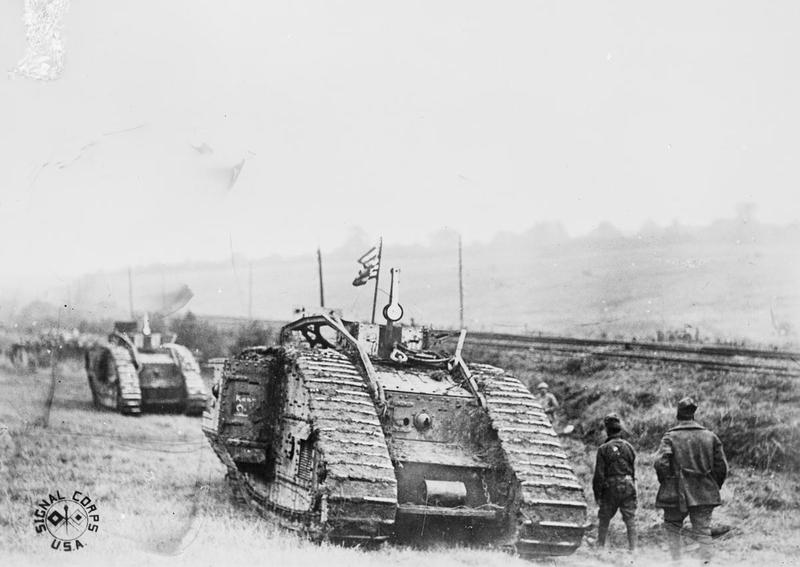
301전차대대, 1918년 10월 프랑스 생술플레트에서 마크 V 전차로 전투에 돌입 (셀 전투)

드와이트 아이젠하워 대위는 1918년 2월 메릴랜드주 캠프 미드에 육군 최초의 중전차대대 창설을 위한 조직적 기반을 제공하기 위해 편성된 제65공병연대와 함께 갔다. 3월, 제1대대, 중전차 서비스(당시 명칭)는 해외 이동 준비 명령을 받았고, 아이젠하워는 선발대와 함께 뉴욕으로 가서 승선 및 선적 세부 사항을 항만 당국과 조율했다. 대대는 3월 26일 밤에 출항했지만, 아이젠하워는 합류하지 않았다. 그는 행정가로서 훌륭하게 임무를 수행했으며, 캠프 미드로 돌아오자 육군 주력 전차 훈련 센터를 게티즈버그의 캠프 콜트에 설립하는 데 그의 물류 재능이 활용될 것이라는 말을 들었다. 아이젠하워는 신설 전차대의 #3 지도자가 되었고, 국가 육군에서 중령의 임시 계급으로 진급하여 남북 전쟁 전장인 "피켓의 돌격" 부지에서 "캠프 콜트"라는 그의 첫 지휘부에서 전차 승무원들을 훈련시켰다. 프랑스에 있는 미 육군은 조지 S. 패튼 대위를 첫 훈련 교관으로 배치했다. 마크 V와 FT 같은 전차들이 훈련을 위해 프랑스와 영국에서 선적되는 동안, 아이젠하워는 기관총이 볼트로 고정된 트럭으로 부대원들을 훈련시켰다. 전차가 도착하자 아이젠하워는 부하들에게 사용하도록 허락하기 전에 먼저 전차를 운용하는 방법을 배워야 했다.

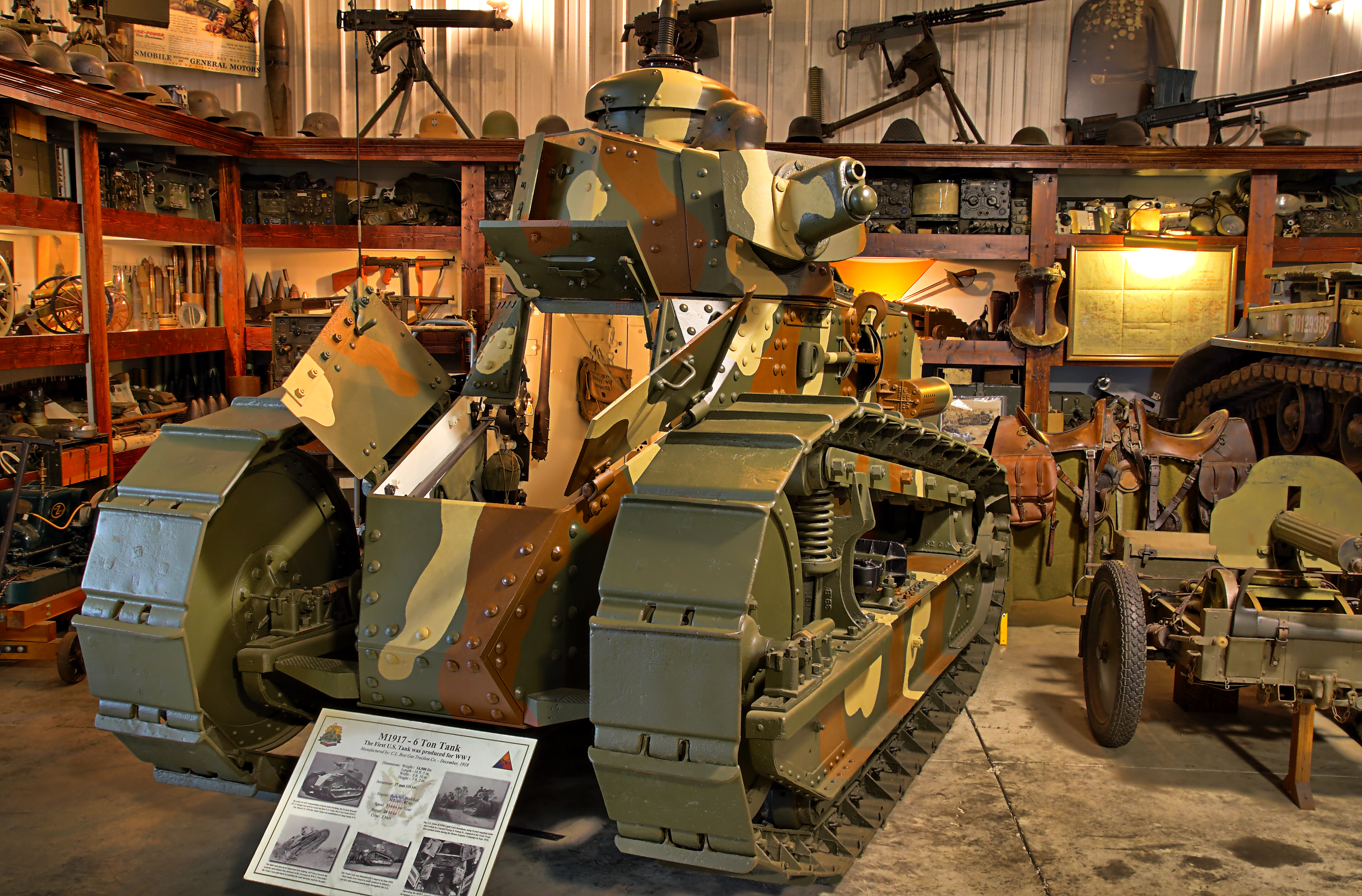
미국 M1917 경전차

M1917 경전차는 미국의 첫 대량 생산 전차로, 프랑스 르노 FT의 면허 생산에 가까운 복사본이었다. 미 육군은 1918년에서 1919년 사이에 약 4,440대의 M1917을 주문했으며, 계약 취소 전 약 950대를 받았다. 초기 요구량은 1,200대였으며, 나중에 4,400대로 증가했고, 연구를 위해 일부 르노 전차 샘플, 도면 및 다양한 부품이 미국으로 보내졌다. 설계는 병기국에서 "6톤 특수 트랙터"라는 직함으로 수행될 예정이었으며, 민간 제조업체에 차량 주문이 이루어졌다. 그러나 이 프로젝트는 문제에 시달렸다. 프랑스 사양은 미터법이어서 미국 기계와 호환되지 않았고, 군 부서, 공급업체 및 제조업체 간의 조정이 미흡했으며, 관료적 관성, 군 부서의 비협조, 그리고 가능한 이해관계가 모두 진행을 지연시켰다.
프랑스 주둔 육군은 1918년 4월까지 첫 300대의 M1917을 기대했지만, 6월까지 생산은 아직 시작되지 않았고, 이로 인해 미국은 프랑스로부터 144대의 르노 FT를 인수해야 했다. M1917 생산은 가을이 되어서야 시작되었고, 첫 완성 차량은 10월에 나왔다. 11월 20일, 독일과의 휴전 9일 후에 프랑스에 2대가 도착했고, 12월에 8대가 추가로 도착했다.

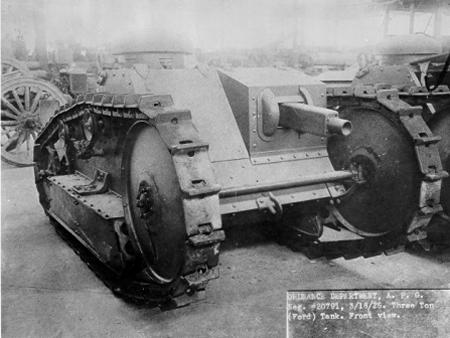
미국 포드 3톤 M1918

포드 3톤 M1918은 미국 최초의 경전차 설계 중 하나였다. 승무원 2명에 총 1문을 장착한 소형 전차로, .30 M1919 브라우닝 기관총으로 무장했으며 최고 속도는 8 mph (13 km/h)였다. 3톤 전차 설계는 1918년 중반에 시작되었다. 3톤 전차는 미국군이 르노 FT 외의 다른 전차를 사용할 수 있도록 설계된 2인승 전차였다. 트윈 포드 모델 T 엔진은 운전자(앞쪽에 앉음)가 조종했고, 사수는 옆에 앉아 제한된 회전 장착대에 장착된 30-06 기관총(M1917 말린 또는 M1919 브라우닝)을 조작했다.
이 차량 15,000대에 대한 계약이 체결되었으나, 미 전차병단은 이 설계가 요구 사항을 충족하지 못한다고 판단했다. 휴전 후 15,000대 전차 계약은 15대만 생산된 후 종료되었다.

## 제1차 세계 대전 이후
분쟁이 끝난 후 미국 육군은 재편되었다. 1919년, 퍼싱은 미국 상원과 미국 하원 군사 위원회 공동 회의에서 전차가 보병에 종속되어야 한다고 권고했다.  그 결과 1920년 국방법은 미국 전차병단을 해체하고 그 전차를 보병으로 재배치했으며, 2개의 중전차대대와 4개의 경전차대대만이 전후 복원을 면했다.

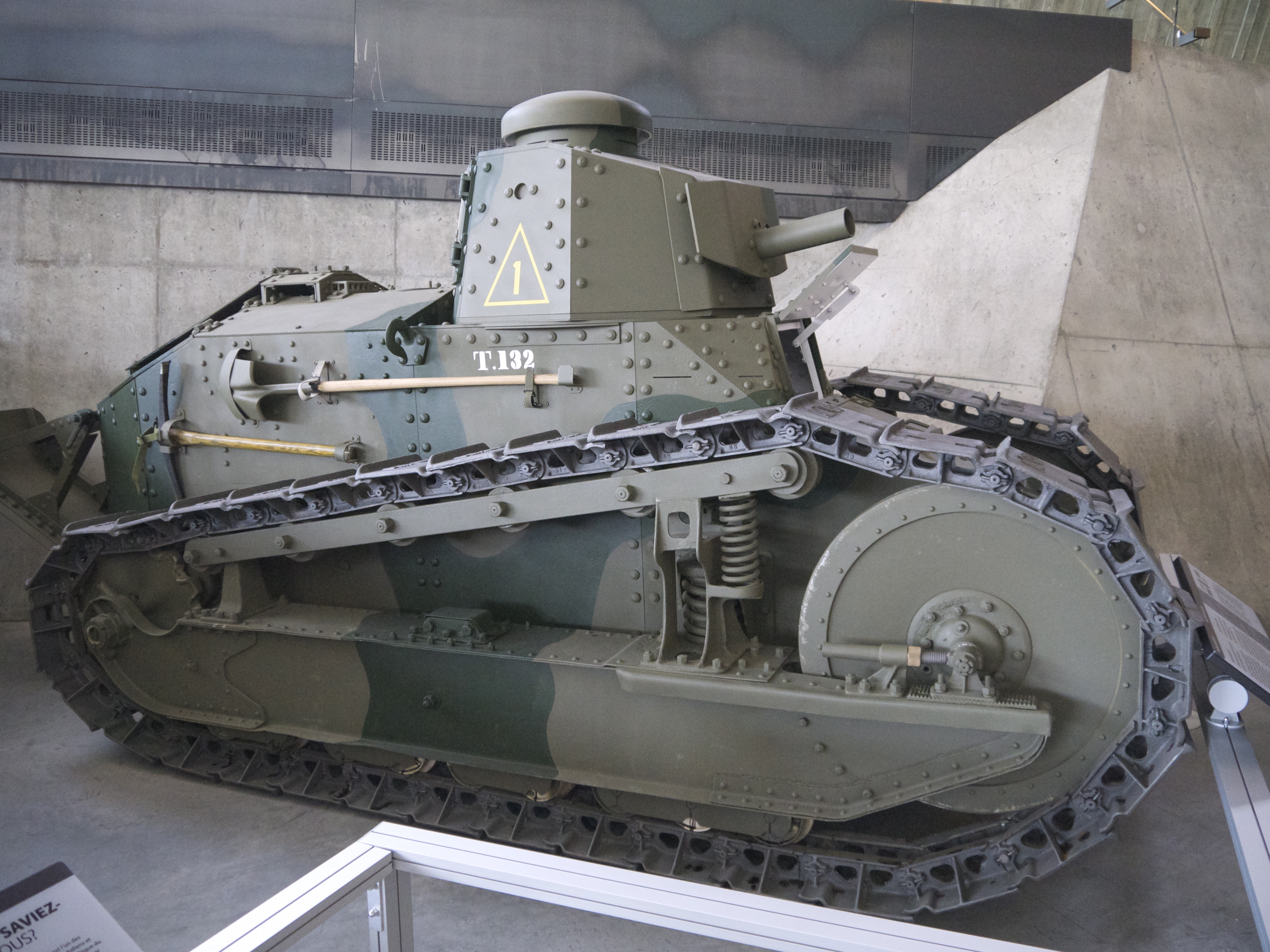
캐나다 전쟁 박물관의 M1917 전차

M1917 전차는 너무 늦게 도착하여 전쟁 중 어떤 전투에도 참여하지 못했다. 그러나 그 후 5대가 1927년 4월 스메들리 버틀러 장군 휘하의 미국 해병대 원정군과 함께 톈진시로 갔다. 이들은 1928년 말에 미국으로 돌아왔다. 전차병단이 독립적인 병과로 폐지되고 전차 통제가 보병으로 넘어간 후, 전차 부대 수는 점진적으로 감소했으며, 차량은 동면되거나 폐기되었다.

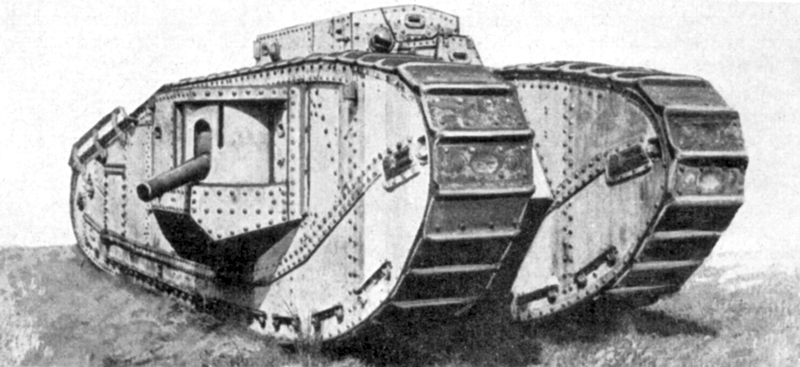
마크 8 또는 리버티 전차.

마크 8 전차 (또는 엔진의 이름을 따서 "리버티")는 제1차 세계 대전의 영미 전차 설계로, 1919년 공세를 위해 프랑스, 영국, 미국에 단일 중전차 설계를 프랑스에서 제작하여 장비하려는 협력 노력의 결과였다. 설계 시험은 전쟁 후에야 끝났고, 미국에서 100대를 제작하기로 결정되었으며, 이들은 1919년과 1920년에 제작되었다. 미국의 리버티 전차는 단일 부대인 메릴랜드주 애버딘에 주둔한 제67보병(전차)연대에 장비되었다. 이 부대의 특이한 명칭은 1922년부터 법률에 따라 모든 전차가 보병의 일부여야 한다는 사실에 기인한다. 일부 리버티 전차는 제301전차대대(중전차)에 배정되었고, 나중에 제17전차대대(중전차)로 재지정되었다. 1921년 대부분과 1922년에는 드와이트 D. 아이젠하워 소령이 이 부대를 지휘했다.
제1차 세계대전의 전차는 느리고, 서투르고, 조종하기 어려웠으며, 기계적으로 신뢰할 수 없었지만, 무기로서의 가치는 분명히 입증되었다. 제1차 세계대전에서 생산된 미국 전차의 경량 및 중량 범주 외에, 세 번째 분류인 중형 전차가 1919년에 주목받기 시작했다. 경량, 중형, 중량 전차라는 용어의 의미는 전간기에 변화했다. 제1차 세계대전 및 그 직후에는 경량 전차가 최대 10톤, 중형 전차(영국에서 생산)는 대략 10톤에서 25톤 사이, 중량 전차는 25톤 이상으로 간주되었다. 나중에 제2차 세계대전 중에는 중량 증가로 인해 경량 전차 설계가 종종 20톤 이상, 중형 전차 설계가 30톤 이상, 중량 전차 설계가 60톤 이상으로 나타났다.
패튼과 아이젠하워는 로켄바흐의 지휘 아래 캠프 미드에 임시로 주둔하며 기갑 부대 개발에 계속 참여했다. 특히, 이 두 사람은 돌파와 측면 공격을 달성하기 위한 대규모 전차 편대 사용에 대한 이론과 교리를 수립했다. 이들은 보병 지원을 위한 기갑 부대 사용을 선호하고 독립적인 작전을 수행하는 별도의 부대로서의 기갑 부대 사용에 반대하는 고위 육군 장교들의 강력한 반대에 부딪혔다. 의회도 1920년 전차병단을 별도의 독립체로 해체하는 법안을 제정할 때 이러한 견해를 취했다.
1920년 국방법은 전차병단을 보병 아래에 두었다. 패튼은 독립적인 전차병단을 주장했으며, 기병과 함께 운용되는 전차는 기동성을 강조하고, 보병에 묶인 전차는 화력을 강조할 것이라고 이해했다. 그러나 느린 제1차 세계대전 전차의 공급과 전차가 보병에 종속된 것은 직접적인 보병 지원 외의 다른 역할 개발을 방해했고, 그 결과 미국은 기갑 및 기계화 부대 개발에 느리게 움직였으며, 이는 전차 연구 개발에 대한 자금 삭감으로 이어졌다. 전차에 미래가 없다고 확신한 패튼은 1920년 9월에 기병으로 전속을 신청하여 승인받았다. 아이젠하워는 2년 후인 1922년 1월에 파나마의 보병 여단 참모로 배정되면서 전역했다.
미국 전쟁부는 두 가지 유형의 전차, 즉 경전차와 중형전차가 모든 임무를 수행해야 한다고 보았다. 경전차는 트럭으로 운송 가능해야 하며, 총 중량 5톤을 초과하지 않아야 한다. 중형전차는 15톤을 초과하지 않아야 철도 평탄차의 중량 용량 내에 들어갈 수 있었다. 비록 실험적인 15톤 전차인 M1924가 모형 단계에 도달했지만, 이것과 전쟁부 및 보병 사양을 충족시키려는 다른 시도들은 만족스럽지 못했다. 실제로, 전쟁부와 보병 요구 사항을 모두 충족하는 15톤 차량을 만드는 것은 단순히 불가능했다.
1926년에 참모부는 마지못해 23톤 전차의 개발에 동의했지만, 만족스러운 15톤 차량 생산을 위한 노력을 계속해야 한다고 분명히 밝혔다. 보병은 트럭으로 운송 가능한 경전차가 자신들의 요구 사항을 가장 잘 충족시킨다는 데 동의했다. 보병이 경전차에 몰두하고 전반적으로 전차 개발에 사용할 수 있는 자금이 제한된 결과는 더 무거운 차량의 개발을 늦추고 궁극적으로 제2차 세계 대전 발발 시 중형전차의 심각한 부족에 기여했다.

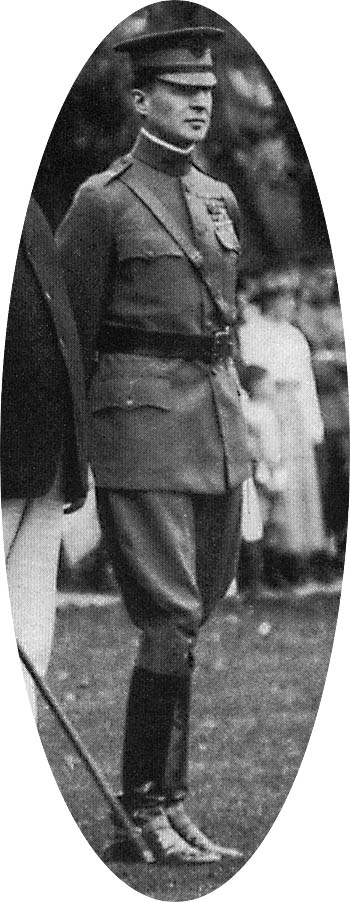
더글러스 맥아더 웨스트포인트 교장

기갑부대의 진정한 시작은 1928년, 즉 공식적으로 창설되기 12년 전이었다. 드와이트 F. 데이비스 육군장관이 영국 실험 기갑부대의 훈련을 관찰한 후 육군에 전차부대를 개발하도록 지시한 때였다. 데이비스의 1928년 전차부대 개발 지시는 1928년 7월 1일부터 9월 20일까지 메릴랜드주 캠프 미드에 실험 기계화부대를 편성하고 주둔시키는 결과로 이어졌다. 이 연합군 팀은 보병(전차 포함), 기병, 야전 포병, 항공대, 공병대, 병기국, 화학전 서비스 및 의료부대에서 제공한 요소들로 구성되었다. 1929년 실험을 계속하려는 노력은 자금 부족과 구식 장비로 인해 좌절되었지만, 1928년 훈련은 결실을 맺었다. 실험 결과를 연구하기 위해 임명된 전쟁부 기계화 위원회는 기계화부대의 영구적인 설립을 권고했다.
자금 부족에도 불구하고 병기국은 여러 실험용 경전차 및 중형전차를 개발했으며, 1929년까지 자동차 엔지니어 J. 월터 크리스티와 협력하여 크리스티 설계 모델을 테스트했다. 이 전차들은 대부분 다른 육군 부서에서 정한 기준을 초과했기 때문에 채택되지 않았다. 패튼은 나중에 크리스티와 긴밀히 협력하여 전차의 실루엣, 현가장치, 동력 및 무장을 개선했다. 크리스티의 아이디어는 여러 국가의 전차 전술 및 부대 조직에 큰 영향을 미쳤으며, 결국 미 육군에도 영향을 미쳤다.
1930년 11월 21일, 더글러스 맥아더는 장군 계급으로 참모총장이 되었다. 1930년부터 1935년까지 참모총장으로서 맥아더는 육군 전체의 기계화 및 차량화를 추진하고자 했다. 1931년 말, 모든 병과 및 부서는 기계화 및 차량화를 채택하도록 지시받았으며, 필요에 따라 연구 및 실험을 수행할 수 있도록 허가되었다. 기병은 정찰, 대정찰, 측면 행동 및 추격의 역할을 강화할 전투 차량을 개발하는 임무를 부여받았다.
법이 통과되면서 전차는 보병 병과 소속이 되었고, 기병대는 점차 장갑차와 경장갑 및 무장 전차 그룹을 구매했는데, 이는 종종 신형 보병 "전차"와 구별할 수 없었다. 1933년, 맥아더는 기병대의 완전한 기계화를 위한 발판을 마련하며 "말은 천년 전과 비교하여 오늘날 더 높은 기동성을 가지고 있지 않다. 따라서 기병 병과는 이동 수단으로서 말을 대체하거나 보조하거나, 그렇지 않으면 버려진 군사 편제의 망각 속으로 사라질 때가 왔다"고 선언했다.
1936년 11월, 미 육군 기병대는 현대화를 결정하고 기병과 보조를 맞출 수 있고 정규 전투 임무를 수행할 수 있는 완전 장갑 차량이 필요했다. 그 결과 1937년에서 1938년 사이에 록 아일랜드 조병창에서 설계 및 제작된 T7 전투차가 탄생했는데, 이는 M1 경전차를 기반으로 하되 섀시를 확장하고 바퀴 또는 궤도를 사용하여 이동할 수 있는 변환 가능한 서스펜션을 갖추었다. 유일한 시제품 T7 전투차(No. W40223)는 1938년 8월 애버딘 시험장으로 배송되어 시험을 거쳤다. 좋은 속도와 성능을 보였지만, 기병대 대표들은 감명받지 못했다. 시험은 1939년까지 지연되었지만, 비교적 성공적이었다. 이 차량은 심지어 1939년 뉴욕 플래츠버그에서 열린 제1군 훈련에도 참가했으며, 기병대원들은 이를 마음에 들어 했다. 그러나 1939년 10월, 기병대는 전투 차량에 대한 새로운 요구 사항을 수립했으며, 이는 정규 궤도(결합 아님) 서스펜션을 명시했다. 이러한 결정의 이유는 궤도가 이미 합리적인 수량과 품질로 제공되었으므로 변환 가능한 차량과 관련된 복잡성과 높은 비용이 필요 없었기 때문이다.[2] 더욱이, 장착된 중형 M2 브라우닝 기관총은 역할에 부적합하다고 판단되었다. 당시 진행 중인 유럽 전쟁은 차량이 성공하려면 적절한 대포가 필요하다는 것을 증명했다. 1939년 10월, 잠재력에도 불구하고 기계화 기병대는 T7 전투차 프로그램 및 기타 모든 변환 가능한 차량의 추가 개발 및 시험을 취소할 것을 권고하며, 미 육군의 바퀴-궤도 전투 차량 개발의 종말을 알렸다.

## 전간기

### M1 전투차와 M2 경전차

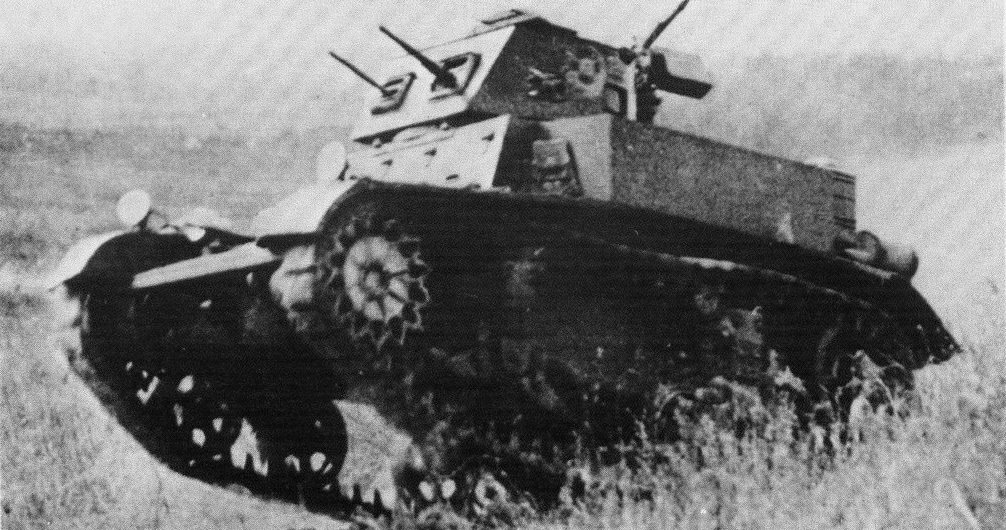
후에 M1A2 경전차로 지정된 M1 경전차

M1 경전차는 1930년대 후반 미국 기병에서 사용되기 시작한 탱케트였다.
1920년 국방법에 따라 전차는 보병 부대에만 제한되었으며, 이들 부대에는 1935년까지 쌍 기관총 포탑이 장착된 M1 전차가 장비되었다. 미국 육군 기병 부대가 장갑 전투 차량을 장비할 수 있도록, 기병대를 위해 개발된 전차는 "전투차"로 지정되었다. 기병대는 M1에 장착할 단일의 더 큰 포탑을 선택했다.
기타 업그레이드로는 개선된 서스펜션, 개선된 변속기, 그리고 더 나은 엔진 냉각 장치가 포함되었다. 전투차 명칭은 1940년에 폐지되었고, 이 차량은 경전차 M1A2로 개명되었다.

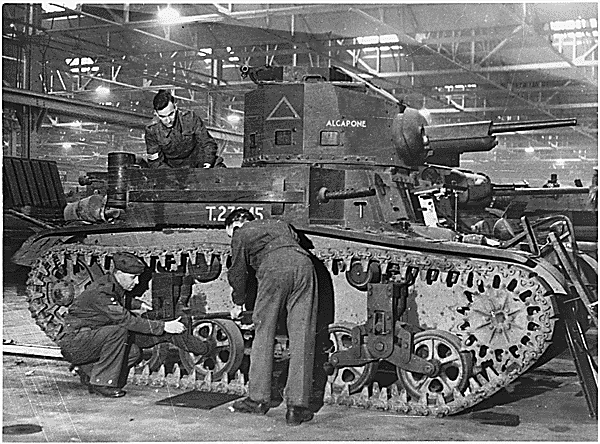
M2A4 경전차.

다음으로 설계된 전차인 M2 경전차는 1935년 록 아일랜드 조병창에서 미국 육군 보병 병과를 위해 개발되었다. 이 설계는 초기 T1 및 1929년 T2 중형전차 설계에서 유래했으며, 영국 빅커스 6 톤에서 제한적으로 영감을 받았다. 주 무기는 .50 BMG M2 브라우닝 기관총 1문과 30-06 M1919 브라우닝 기관총 1문이었으며, 둘 다 작은 1인용 포탑에 설치되었다. 10대만 인도된 후 보병 병과는 M1919를 두 번째 포탑으로 옮기는 트윈 포탑 구성으로 전환하기로 결정했다. 이 초기 트윈 포탑 전차는 인기 있는 영화 배우의 이름을 따서 병사들 사이에서 "메이 웨스트"라는 별명으로 불렸다. 트윈 포탑 레이아웃은 비효율적이었지만, 소련의 T-26과 폴란드의 7TP와 같이 1930년대 빅커스에서 파생된 경전차의 일반적인 특징이었다.
M2 경전차의 개량형인 M2A4는 고속 37mm M3 대전차포와 단일 포탑에 동축 기관총으로 무장했으며, 1942년에서 1943년 과달카날 전투에서 미국 해병대의 제1전차대대와 함께 복무했다. M2A4는 M2 계열 중 유일하게 전투에 투입된 모델이었다.
록 아일랜드 조병창은 또한 M2 경전차의 설계를 기반으로 한 새로운 중형전차 개발을 시작했다. 처음에는 T5로 지정되었던 재설계 모델(350마력 R-975 성형 엔진 장착)은 1939년 6월 M2 중전차로 재지정되었다.

### T1 경전차와 T2 중형전차

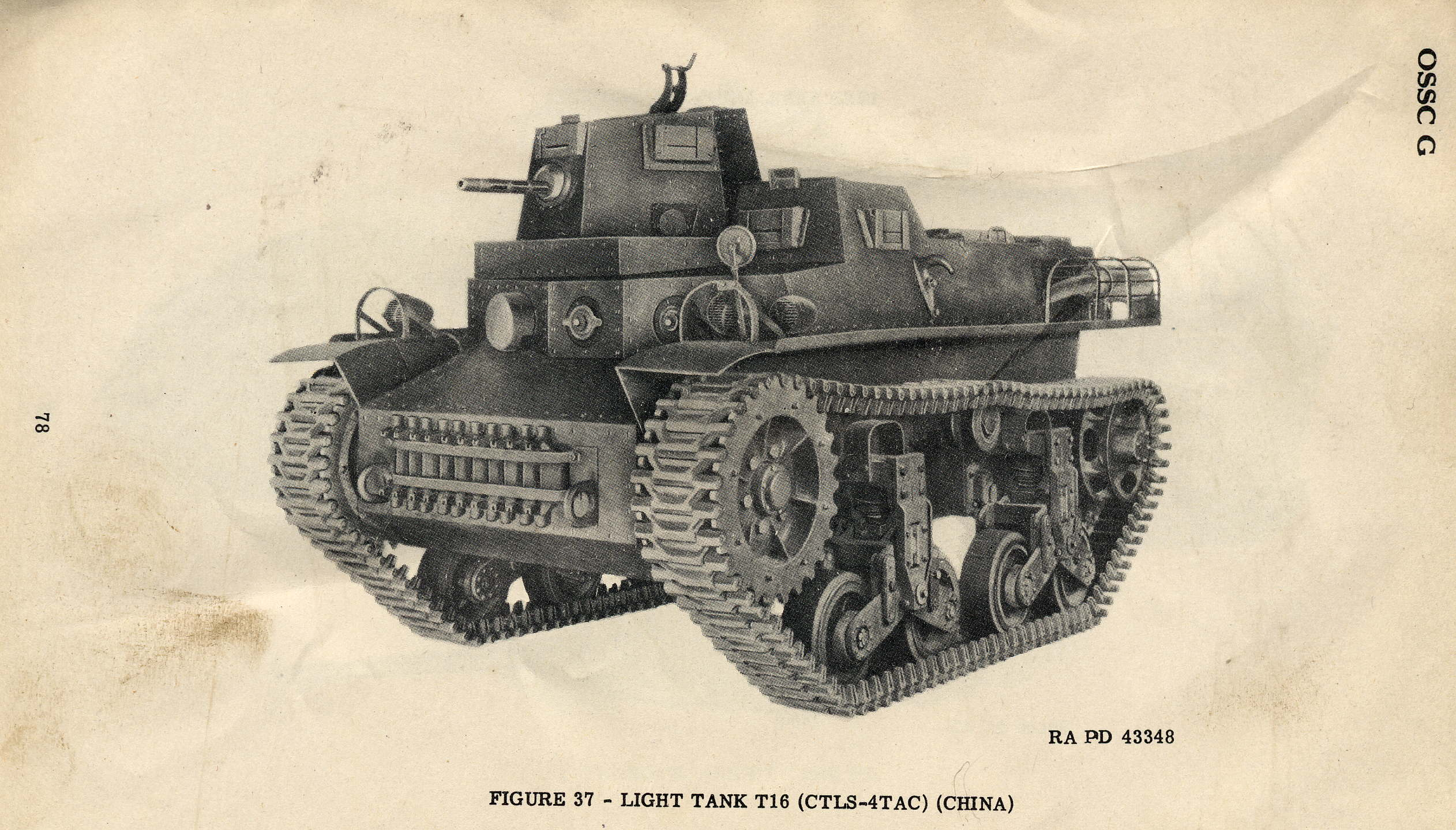
T16 경전차

T1 경전차와 T2 중형전차는 1920년대에 설계되었지만 곧 구식이 된 시제품이었지만, 나중에 전차 개발에 도움이 되었다.

### 마먼-헤링턴 경전차

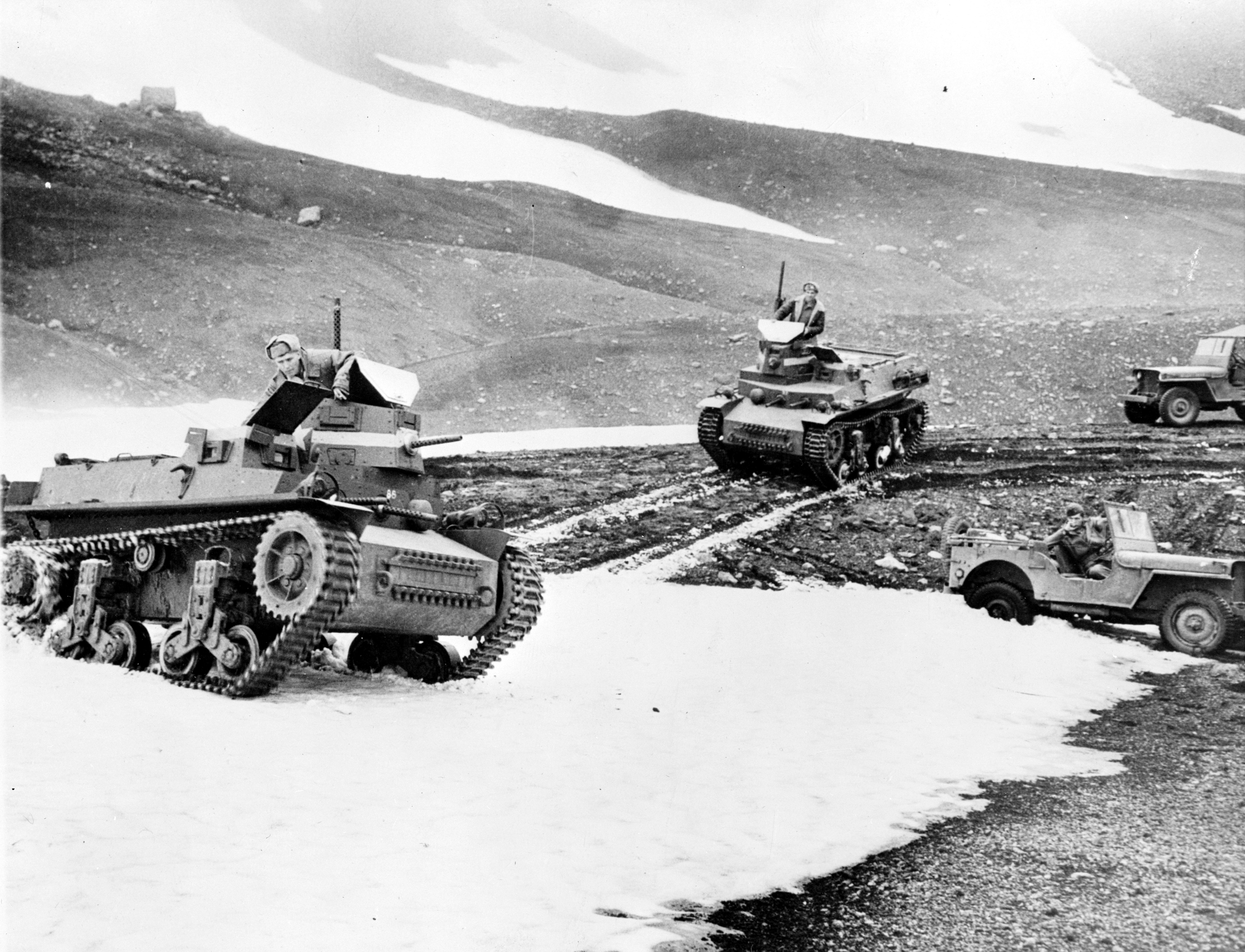
1942년 여름, 알래스카에 있는 마먼-헤링턴 CTLS 전차(전경에는 CTLS-4TAC, 후경에는 CTLS-4TAY)

마먼-헤링턴 CTL (전투 전차 경량형)은 제2차 세계 대전 초기에 수출 시장을 위해 생산된 미국의 경전차였다. CTL-3는 승무원 2명으로 구성되었고 M1919 브라우닝 기관총 3정으로 무장했다.
몇몇은 일본 침공에 맞서 네덜란드령 동인도 전역에서 전투를 벌였다. 

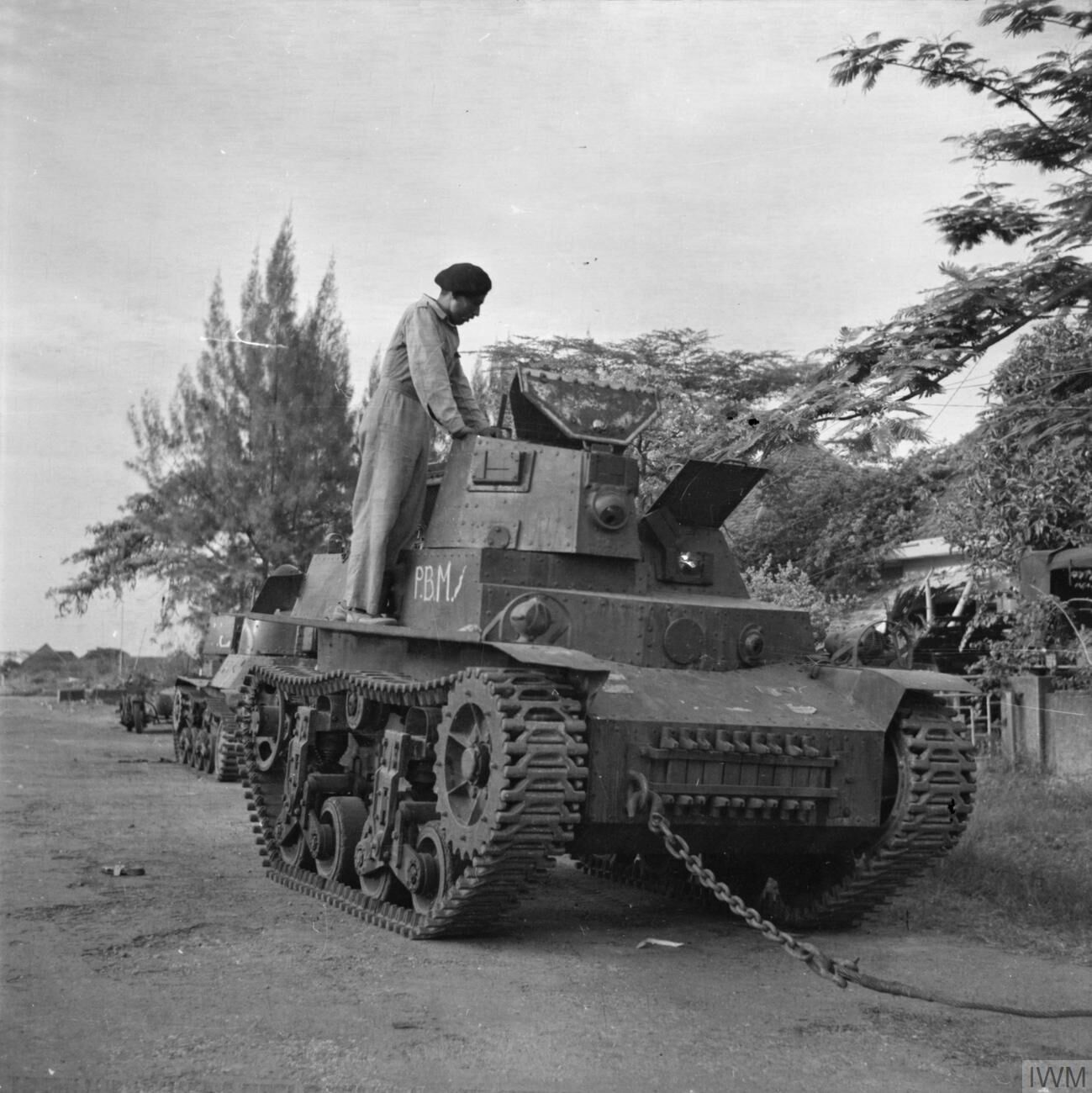
1945년 수라바야의 마먼-헤링턴 CTLS.

1942년 중반에 네덜란드 주문 중 일부가 호주로 전환되어 훈련용으로 사용되었다.
진주만 공격 이후, 이 전차 중 일부는 미국 육군에 인수되어 각각 T14 및 T16으로 북부 알래스카에서 사용되었다.
또한 중국 국민당군에게도 보내져 일본군과 싸웠는데, 진주만 공격 이후 600대 이상의 T16 CTMS 전차가 무기대여법에 따라 중국에 인도되었다.

### M2 중전차

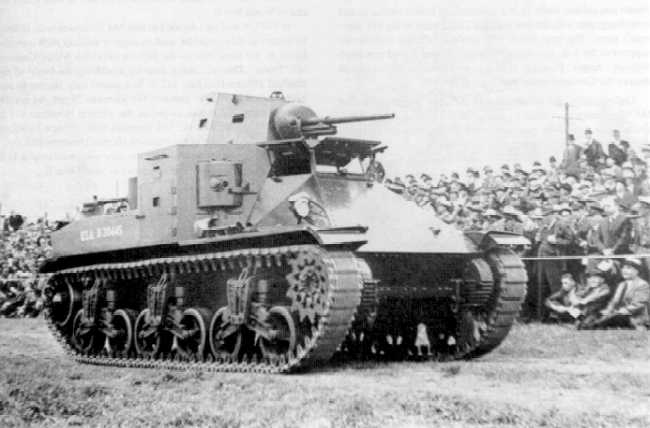
M2A1 중전차 (후기 생산 모델)

M2 중전차는 M2 경전차를 더 크게 개발한 것으로, 유럽 전쟁 직전인 1939년에 록 아일랜드 조병창에서 처음 생산되었다. 많은 부품이 M2 경전차와 동일하거나 유사한 설계를 사용했으며, 여기에는 나중에 다른 전차에도 사용될 수직 와인드 스프링 현가장치도 포함되었다. 이중 바퀴 대차는 외부에 장착되었고, 고무 부싱과 고무 슈즈가 달린 궤도는 도로에서 내구성이 뛰어났다. 초기 M2 모델은 공랭식 라이트 R-975 성형 엔진으로 구동되었다. M2A1의 경우, 이 엔진은 총 400 마력 (300 kW)를 위해 50 hp (37 kW)의 추가 동력을 제공하도록 과급되었으며, R-975 C1 성형 엔진으로 지정되었다.
M2 중전차의 독특한 특징으로는 총 7개의 M1919 브라우닝 기관총이 장착되어 있었는데, 대부분의 전차는 1개 또는 2개뿐이었고, 총알 방어판과 차체 전면에 경사장갑 (경사판)이 있었다. 주 무장은 37mm 포였고, 장갑 두께는 32mm였으며, M2A1은 51mm의 포방패를 가졌다. M2 시리즈 개발의 좋고 나쁜 모든 특징은 미국 전차 설계자들에게 많은 교훈을 제공했으며, 이는 나중에 M3 리, M4 셔먼 및 기타 많은 장갑전투차량에 크게 성공적으로 적용되었다.
M2 중형전차는 M2 전차 18대, M2A1 전차 94대, 총 112대가 생산되었다. 전투용으로는 얇은 장갑, 부적절한 주 무장, 높은 차체 등으로 인해 좋지 않은 설계였다. 측면 스폰슨에 장착된 4개의 기관총은 완전히 불필요하다는 것이 입증되었다. 그러나 이는 나중에 M3와 M4 중형전차에 사용된 중요한 교훈을 제공했다. 특히, M2의 경사진 전면 차체 장갑(경사판)은 1939년 설계치고는 극도로 진보된 것이었으며, 미 전차 설계의 영구적인 특징이 되었다. 서유럽과 동부 전선의 사건들은 M2가 구식임을 신속하게 입증했으며, 해외 전투에서 사용된 적이 없었다. 전쟁 내내 훈련 목적으로 사용되었다.
크라이슬러는 M2를 제조하기 위해 새로운 전차 공장인 디트로이트 병기창 전차 공장을 열었고, 미 정부는 1940년 8월 1,000대의 차량을 생산하기로 계약했다. 유럽에서의 사건들이 M2가 구식임을 명확히 보여주면서, 정부는 생산이 시작되기 전에 계약을 수정했다. 공장은 M2 중전차 대신 1,000대의 M3 그랜트 전차를 생산하게 되었다. M2의 생산은 록 아일랜드 조병창으로 돌아왔고, 그곳에서 결국 94대의 M2A1이 제작되었다. M2A1은 원래 M2보다 약간 더 두꺼운 장갑과 약간 더 큰 포탑을 가졌는데, 이는 M3 경전차의 포탑을 사용했기 때문이었고, 포방패 장갑은 2인치(51mm) 두께였다.

## 제2차 세계 대전

### 경전차

#### M3 경전차와 M5 경전차

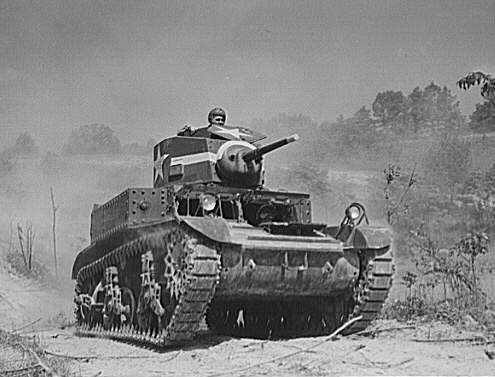
켄터키주 포트 녹스에서 훈련용으로 사용되는 M3 스튜어트

M3 경전차는 M2 경전차의 업그레이드였다. 프랑스 공방전은 미국 전차 프로그램에 추진력을 주었는데, 미국 관찰자들은 영국과 프랑스 경전차가 진보된 독일 판저에 얼마나 쉽게 전멸되는지를 보았고, 1940년 7월에 M2 시리즈를 기반으로 한 새로운 경전차 개발이 시작되었다.
초기 업그레이드는 M3 경전차로 지정되었으며, 더 두꺼운 장갑, 수정된 현가장치 및 37mm 포가 주어졌다. M3 및 나중에 M5 스튜어트의 생산은 1941년 3월에 시작되어 1943년 10월까지 총 25,000대가 생산되었다.

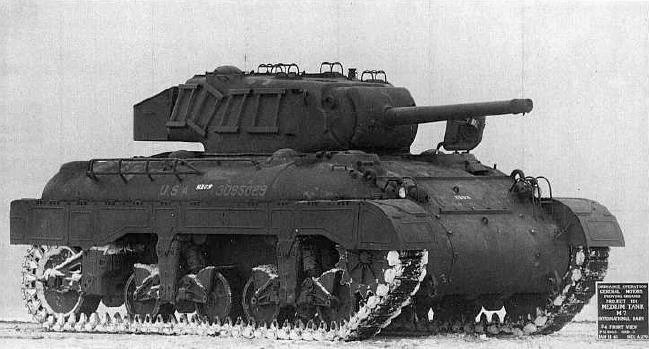
스튜어트 전차를 대체하기 위한 M7 경전차 설계는 개발 중 중량이 초과되어 거부되었다.

M3의 업그레이드 버전은 처음에는 M4라고 불렸으나 나중에 M5로 재지정되었으며, 개선된 엔진으로 개발되어 1942년에 생산되었다. M5는 재설계된 차체와 운전수 해치가 상단으로 이동한 것이 특징이었다. 더 두꺼운 장갑, 볼류트 서스펜션 및 더 나은 총을 갖춘 T7 경전차 프로젝트도 있었다. 개발 중에 요청된 변경 사항으로 인해 T7의 무게가 "경전차" 등급을 벗어났고, 중형전차로 재분류되어 3,000대 계약으로 생산이 승인되었다. 그러나 M4는 이미 생산 중이었고 M7은 7대만 완성된 채 취소되었다. M5는 1942년부터 M3 생산을 점차적으로 대체했으며, 1944년에는 경전차 M24로 대체되었다.
영국 육군은 M3를 전투에 가장 먼저 사용했다. 1941년 11월, 약 170대의 스튜어트 전차가 크루세이더 작전에 참가했지만, 결과는 좋지 않았다.
작전 중 스튜어트 장착 부대가 겪은 높은 손실은 북아프리카 전역에서 적 전차의 우월성보다는 적의 더 나은 전술과 훈련과 더 관련이 있었지만, 작전은 M3가 몇 가지 기술적 결함을 가지고 있음을 드러냈다. 영국군의 불만 사항에는 37mm 포의 제한된 사거리와 열악한 내부 배치가 언급되었다. 2인 포탑 승무원은 상당한 약점이었고, 일부 영국군 부대는 3인 포탑 승무원으로 싸우려 노력했다. 승무원들은 차량의 높은 속도와 기계적 신뢰성을 좋아했다.
1942년 여름부터 충분한 미군 중형전차가 도착하자 영국군은 보통 스튜어트 전차를 전차 대 전차 전투에서 제외시켰다. M3, M3A3, M5는 전쟁이 끝날 때까지 영국군에서 계속 사용되었지만, 영국 기갑 부대는 미군 부대보다 이러한 경전차의 비율이 더 적었다. 국민혁명군도 M3A3 전차를 받았으며 일부는 나중에 공산군과의 전투에서 사용되었다.

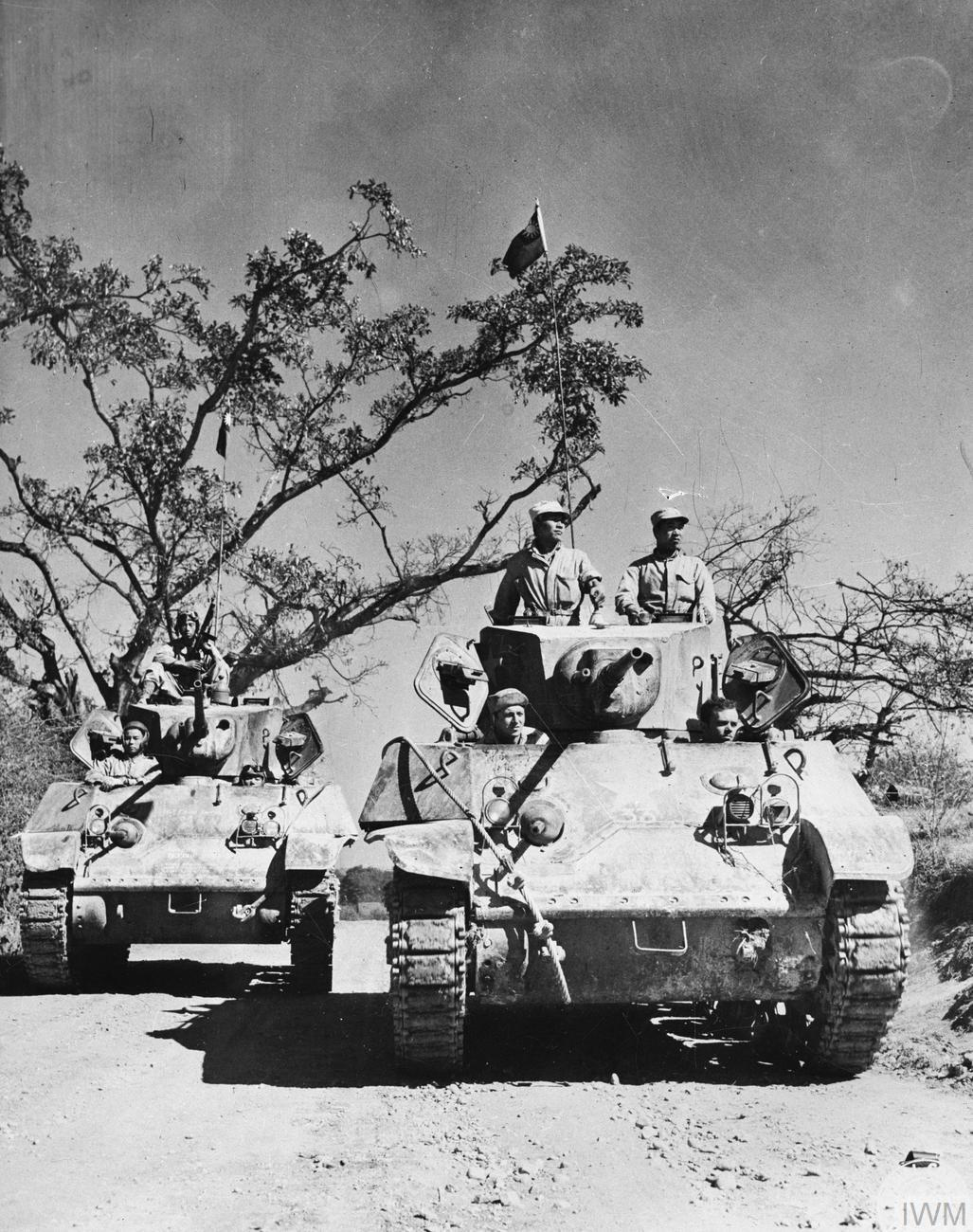
중화민국 육군이 레도 로드에서 M3A3 스튜어트 전차를 운용하고 있다.

M3의 다른 주요 무기대여법 수령자인 소련은 이 전차에 더욱 불만을 품고 있었다. 화력이 약하고 장갑이 얇으며 화재에 취약하고 연료 품질에 너무 민감하다고 여겼다. 좁은 궤도는 겨울철 운용에 매우 부적합했는데, 높은 지면 압력으로 인해 전차가 가라앉았기 때문이었다. 그러나 스튜어트는 T-60과 같은 초기 전쟁 소련 경전차보다 우수했다. 이 전차들은 종종 동력이 약했고 스튜어트보다 훨씬 가벼운 무장을 가지고 있었다. 1943년, 붉은 군대는 M5를 시험해 보았고 업그레이드된 설계가 M3보다 크게 나아지지 않았다고 판단했다. 1941년만큼 절박하지 않았던 소련은 M5 공급에 대한 미국의 제안을 거절했다. M3는 적어도 1944년까지 붉은 군대에서 제한적으로 사용되었다.

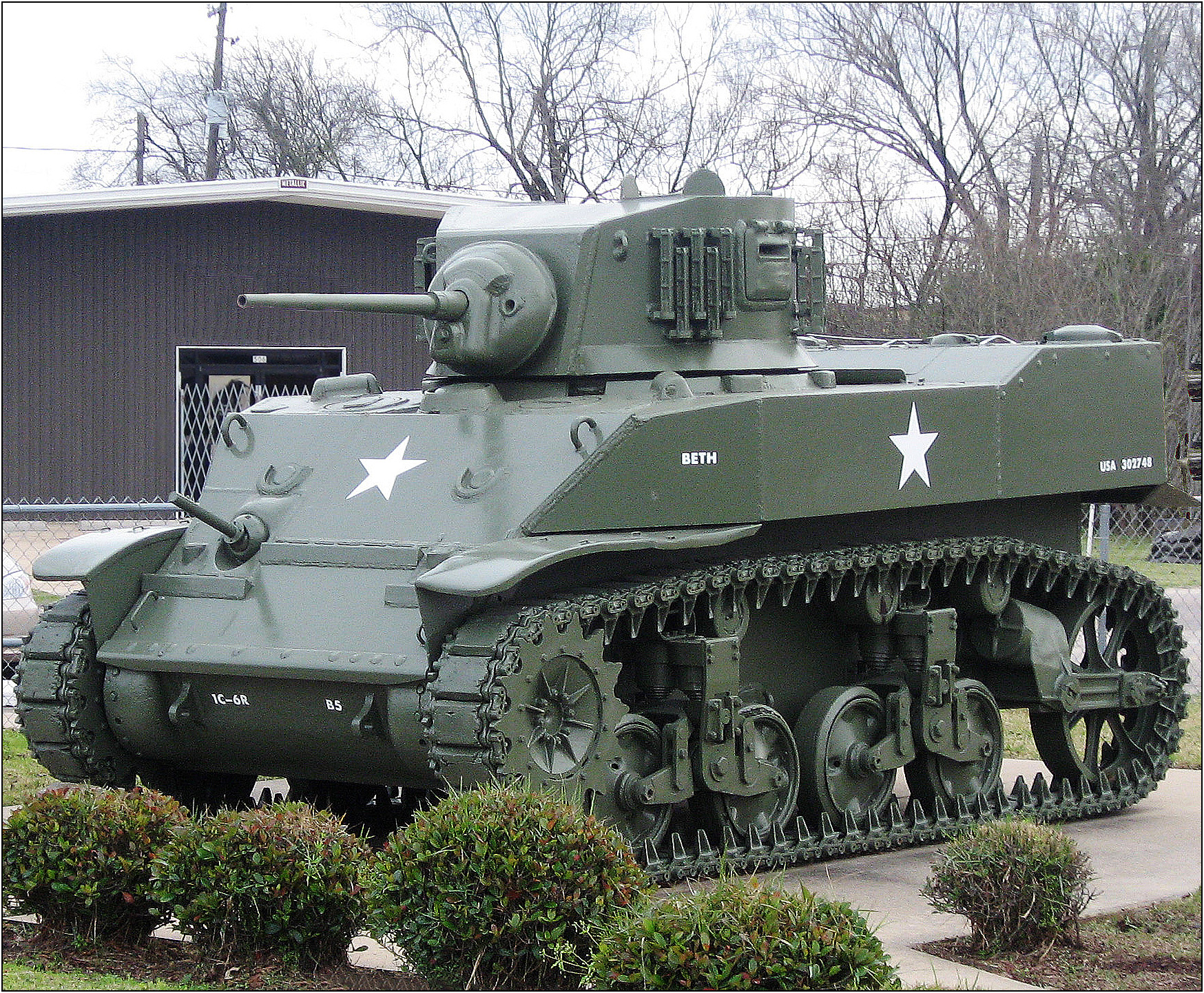
텍사스주 사우스 휴스턴에 전시된 M5 스튜어트 전차

미국 육군에서 M3는 필리핀에서 처음으로 전투에 투입되었다. 잠정 전차단(Provisional Tank Group)을 구성하는 두 개 대대가 바탄반도 전투에 참전했다. 1941년, 미 육군 참모총장, 조지 C. 마셜 장군은 당시 조립 라인에서 막 쏟아져 나오던 육군의 신형 M3 스튜어트 경전차가 맥아더 장군의 태평양 사령부 증강에 최우선 순위를 두도록 지시했다. 활성화된 육군 주 방위군 제194 및 제192 전차대대는 각각 새로 제조된 M3 스튜어트 경전차 54대와 대대당 반궤도차 23대를 장비했다. 연방화된 캘리포니아 육군 방위군 제194전차대대는 1941년 9월 8일 샌프란시스코에서 출항하여 9월 26일 필리핀에 도착했다. 이어서 포트 녹스에서 훈련 중이던 제192 전차대대가 11월에 마닐라에 도착했다.
1941년 11월 21일, 제192전차대대와 제194전차대대는 제임스 R. N. 위버 대령의 지휘 아래 임시 전차단으로 통합되었다. 이어진 적대 행위와 12월 일본군의 해안선 상륙이 시작되면서, 임시 전차단은 상륙군에 대한 반격 명령을 받고 바타안 반도로 향하는 연합군의 후퇴를 엄호했다.

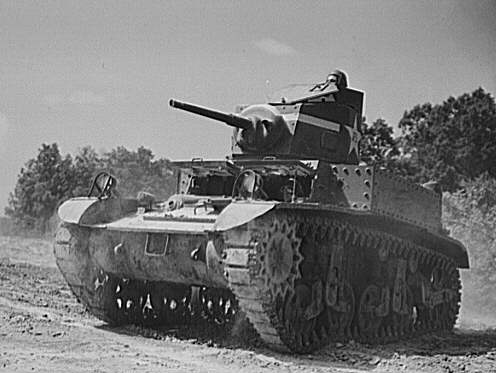
켄터키주 포트 녹스의 미 육군 M3 스튜어트 전차

1941년 12월 22일, 제192 전차대대는 일본 제국 육군 제4전차연대의 전차와 마주치면서 제2차 세계대전 중 전차 대 전차 전투에서 적 기갑 부대와 교전한 최초의 미군 부대가 되었다. 제192 전차대대의 M3 전차는 37mm 포로 무장했지만 디젤 엔진을 장착한 95식 경전차와 대등하게 맞섰다. 95식 전차는 1935년 도입 당시 전차 기술의 선두에 있었다. 제192 전차대대와 제194 전차대대 모두 바타안으로 후퇴하면서 제4전차연대와 계속해서 소규모 교전을 벌였다. 바타안을 위한 남은 전투 동안, 두 전차대대는 해변과 비행장을 방어하고 보병을 지원하려고 노력했으며, 1942년 4월 8일 제192 전차대대와 제194 전차대대가 M3 전차를 파괴할 준비를 하라는 명령을 받을 때까지 계속되었다. 그들은 완전히 성공하지 못했는데, 많은 M3 스튜어트 전차가 적에게 나포되어 전쟁 중 사용되었기 때문이다. 필리핀이 1944/45년에 해방되었을 때, 나포된 M3 스튜어트 경전차 중 일부는 미군에 의해 다시 회수되었다. 부대는 전반적인 후퇴의 일환으로 바타안 반도로 철수했으며, 1942년 4월 9일 바타안 반도의 마지막 생존 미군 및 필리핀군이 항복하면서 해체되었다.
미국 육군이 1942년 말 북아프리카 전역에 참전했을 때, 스튜어트 부대는 여전히 기갑 전력의 상당 부분을 차지했으며, 결국 M4 셔먼으로 교체되었다.

재앙적인 카세린 고개 전투 이후, 미군은 대부분의 경전차 대대를 신속히 해체하고 스튜어트 전차를 중형전차 대대에 종속시켜, 정찰 및 스크리닝이라는 전통적인 기병 임무를 수행하게 했다. 전쟁이 끝날 때까지 대부분의 미군 전차 대대는 세 개의 중대의 M4 셔먼과 한 중대의 M3 또는 M5/M5A1으로 구성되었다.

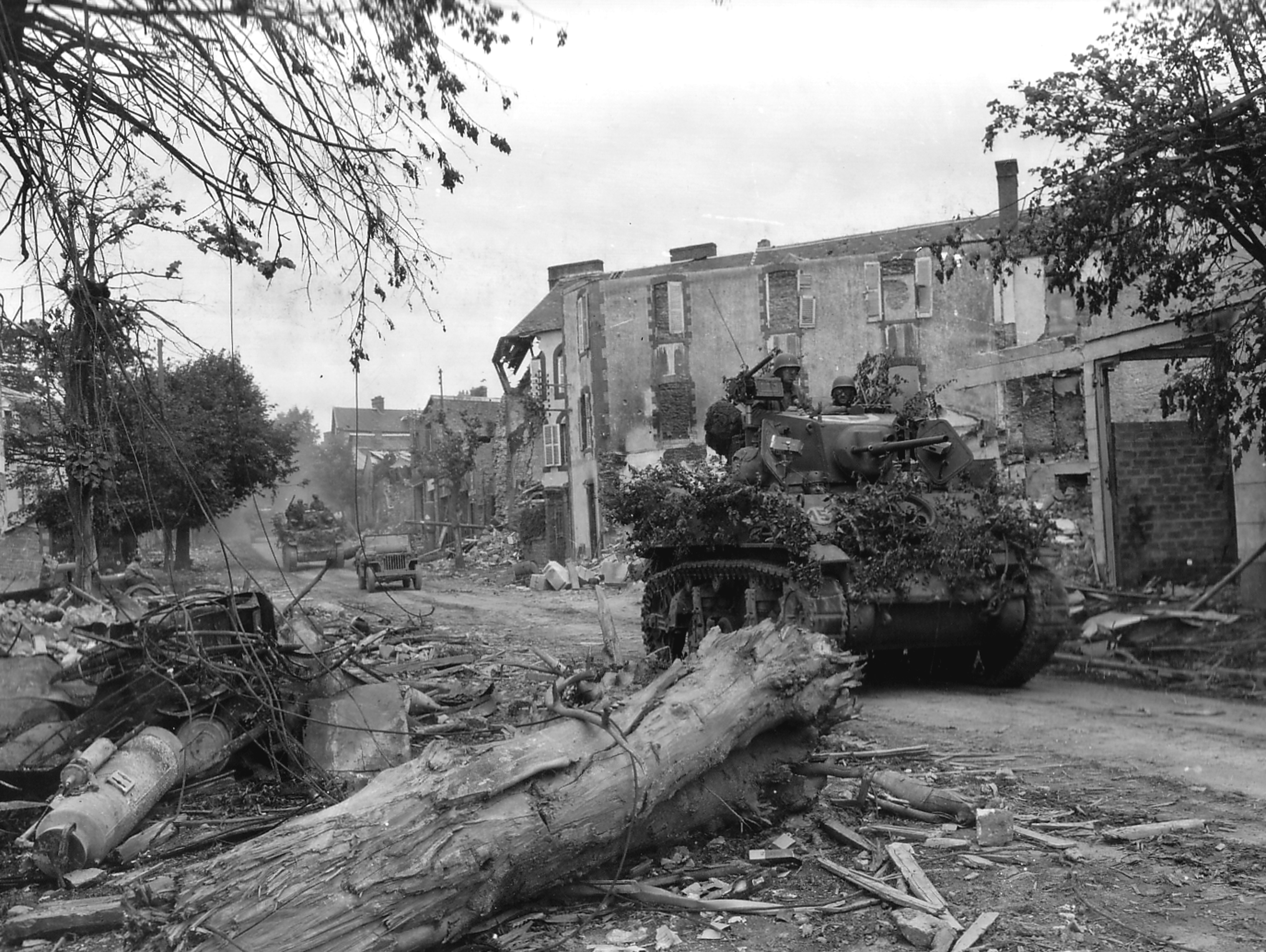
경전차 M5A1 스튜어트.

유럽 전구에서 연합군 경전차는 주포 무장이 더 강력한 적 부대와 경쟁할 수 없었기 때문에 기병 및 보병 화력 지원 역할을 부여받아야 했다. 그러나 스튜어트는 태평양 전구에서 여전히 전투에 효과적이었다. 일본 전차는 비교적 드물었고 일반적으로 연합군 경전차보다 훨씬 약했기 때문이다. 일본 보병은 대전차 무기가 제대로 갖춰지지 않았고 근접 돌격 전술을 사용하여 전차를 공격하는 경향이 있었다. 이러한 환경에서 스튜어트는 중형전차보다 단지 약간 더 취약할 뿐이었다. 또한, 전구에 흔한 열악한 지형과 도로는 훨씬 더 무거운 M4 중형전차에 부적합했기 때문에 초기에는 경장갑만 배치할 수 있었다. 더 무거운 M4 전차는 결국 견고하게 구축된 진지를 극복하기 위해 투입되었지만, 스튜어트는 전쟁이 끝날 때까지 전투 능력을 유지했다.
미국은 충분한 수의 M24 채피가 확보되자 스튜어트 전차를 매각했지만, 이 전차는 전쟁이 끝날 때까지 그리고 그 이후에도 계속 사용되었다. 미국, 영국, 소련 외에 주요 사용자였던 프랑스와 중국도 이 전차를 사용했다.

#### M22 로커스트

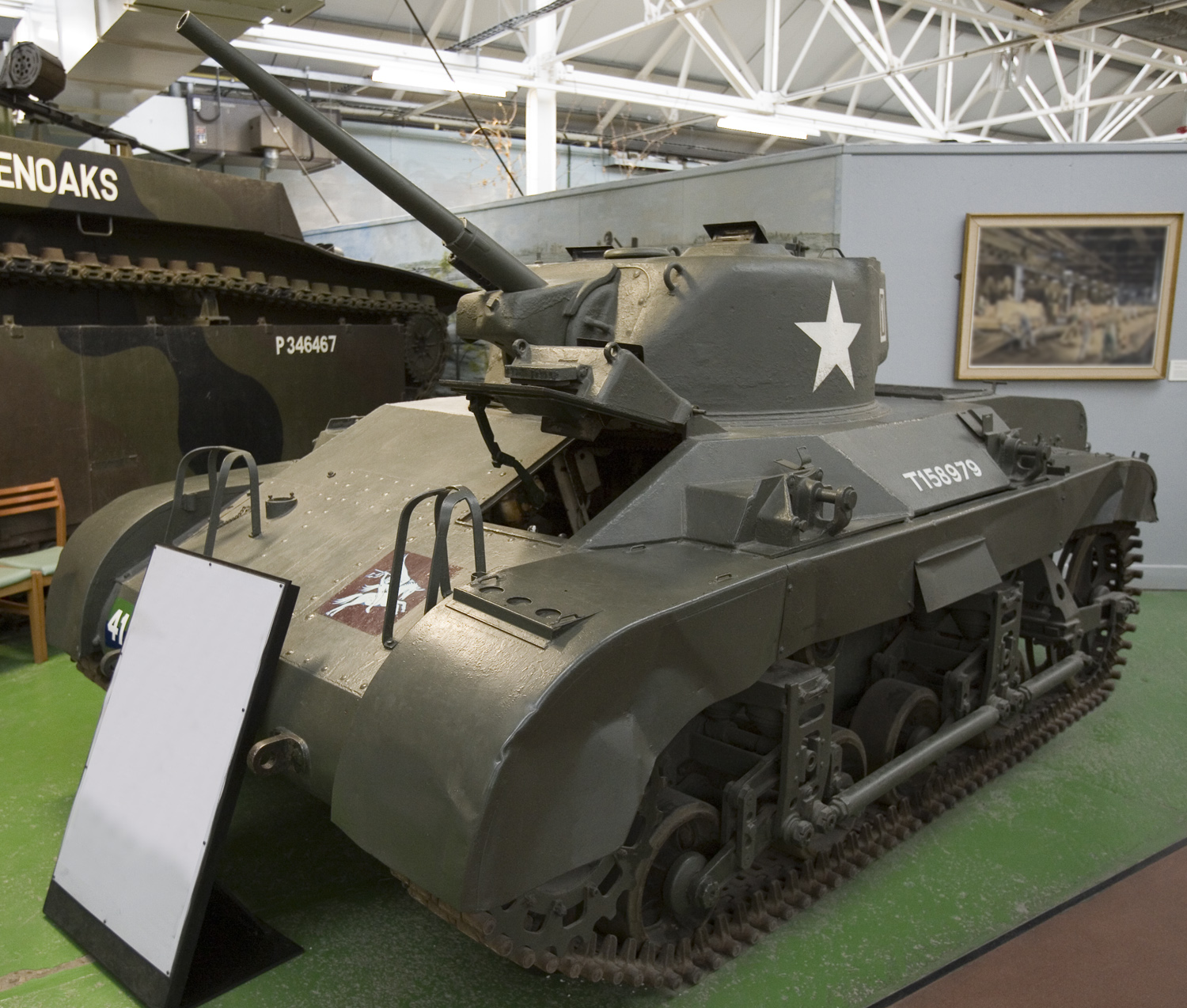
M22 로커스트 경전차

로커스트라고도 알려진 M22 경전차(공수)는 1941년 말 영국군의 글라이더를 통해 전장으로 수송할 수 있는 공수 경전차 요청에 따라 개발이 시작되었다. 미국 병기국은 이 전차를 생산하도록 요청받았고, 1941년 5월 마먼-헤링턴을 선정하여 시제품 공수 전차를 설계하고 제작했다. 시제품은 더글러스 C-54 스카이마스터 수송기 아래에 운반할 수 있도록 설계되었지만, 제너럴 에어크래프트 해밀카 글라이더 내부에도 들어갈 수 있었다.

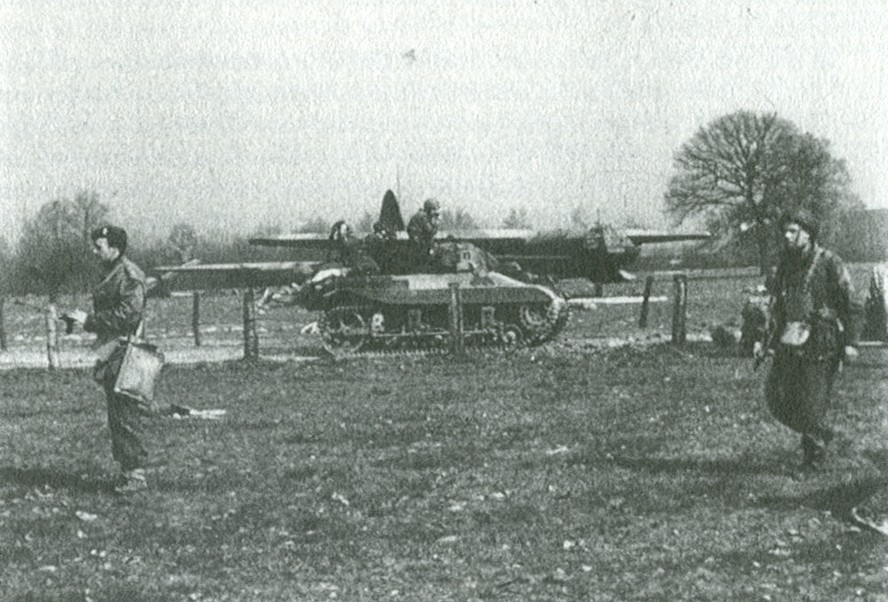
1945년 3월 바시티 작전 중 활동 중인 로커스트

초기 시제품에 대한 일련의 수정이 이루어진 후, 1943년 4월에 생산이 시작되었다. 그러나 전차 설계에서 여러 결함이 발견되면서 생산이 상당히 지연되었다. 마먼-헤링턴은 1943년 후반과 1944년 초반에 T9를 상당수 생산하기 시작했지만, 그때쯤에는 설계가 구식으로 간주되었다. 1945년 2월 생산이 종료될 때까지 830대만 제작되었다. 그 결과, 병기국은 이 전차에 M22라는 제원 번호를 부여했지만, 미군 전투 부대에는 장비되지 않았다.
그러나 1943년에 전쟁성(War Office)은 전차가 드러난 결함에도 불구하고 적절하게 작동할 것이라고 믿었기 때문에, 이 전차에 '로커스트'라는 이름을 부여하고 무기대여법에 따라 260대가 영국으로 선적되었다. 1943년 후반에 제6공수 기갑정찰연대에 17대의 로커스트가 도착했다. 1945년 3월 공수 바시티 작전 동안 8대가 최종적으로 사용되었다. 전차는 전투에서 제대로 작동하지 않았고, 로커스트는 다시는 전투에 사용되지 않았다.

#### M24 채피

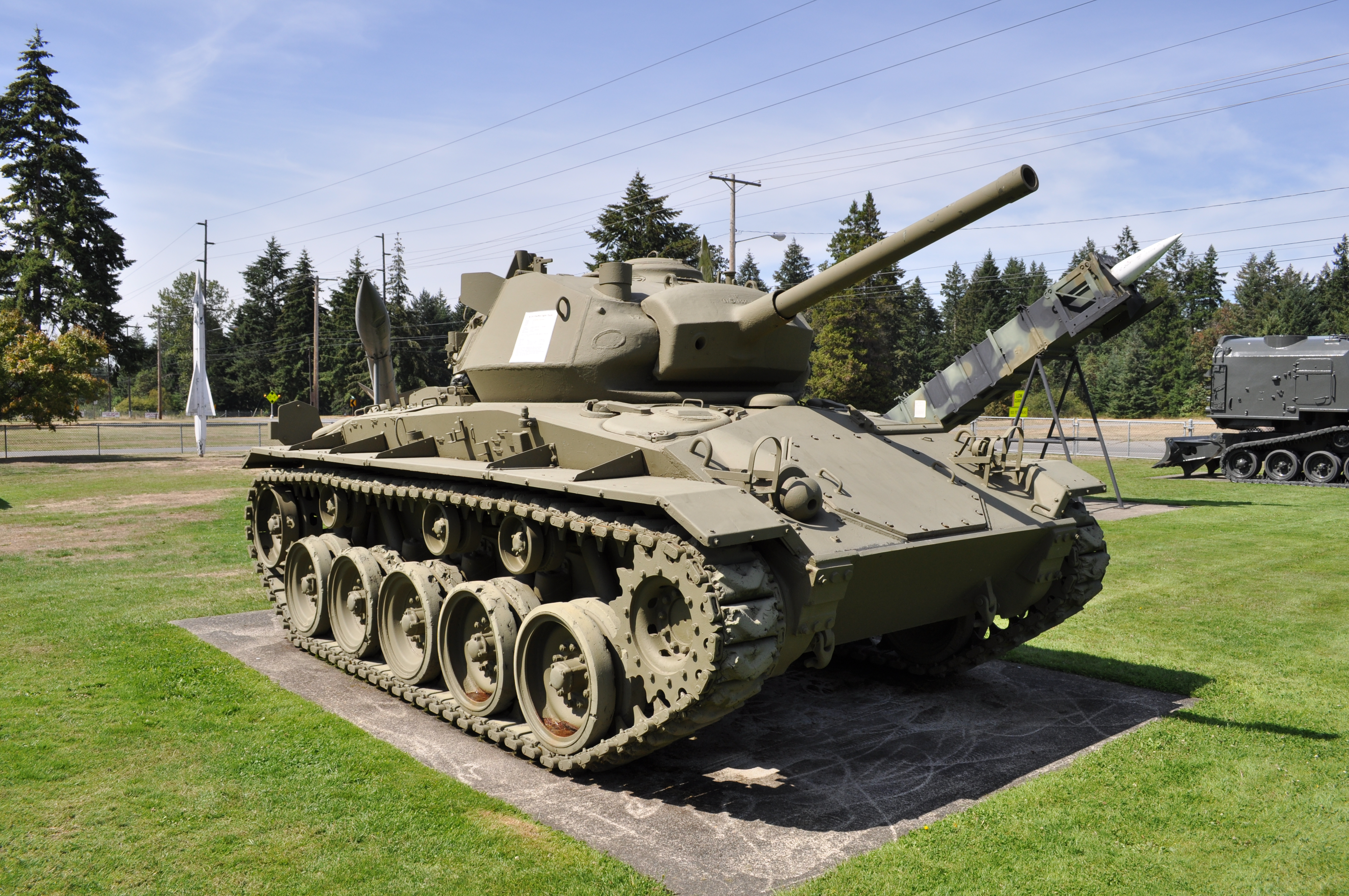
워싱턴주 포트 루이스의 포트 루이스 군사 박물관에 전시된 M24 채피.

1943년 4월, 정부는 M24 채피 개발에 착수했다. 이는 원래 대체 모델인 M7이 3월에 거부된 후 M3/M5 스튜어트를 대체하기 위해 경전차 T24로 지정되었다. 차량의 무게를 20톤 미만으로 유지하기 위해 모든 노력을 기울였다. 장갑은 가볍게 유지되었고, 경량 75mm 포가 개발되었다. 설계에는 더 넓은 궤도와 토션 바 현가장치도 특징이었다. 상대적으로 낮은 실루엣과 3인 포탑을 가졌다. 10월 중순에 첫 시제 차량이 인도되었고, 1944년 "경전차 M24"라는 명칭으로 생산이 시작되었다. 1945년 8월 생산이 중단될 때까지 4,730대가 생산되었다.

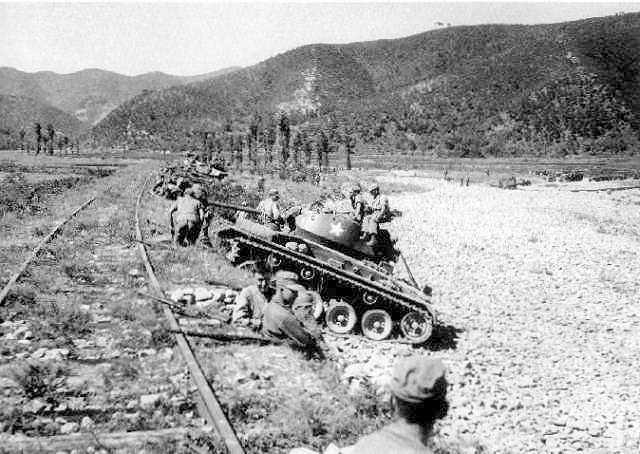
미 육군 제25보병사단 소속 M24 채피 경전차들이 마산에서 T-34-85 전차를 상대하기 위해 대기하고 있다.

첫 34대의 M24는 1944년 11월 유럽에 도착하여 프랑스 주둔 미 제2기병군(기계화)에 지급되었다. 이들은 다시 제2기병정찰대대 F중대와 제42기병정찰대대 F중대에 각각 17대의 M24로 지급되었다. 1944년 12월 벌지 전투 중 이 부대와 신형 전차들은 남부 전선으로 급파되었다. M24 중 2대는 미 제1군 제740전차 대대에 파견되었다.
M24는 1944년 12월부터 광범위하게 보급되기 시작했지만, 전선 전투 부대에 도달하는 속도가 느렸다. 전쟁이 끝날 때까지 많은 기갑 사단은 여전히 주로 M5로 장비되어 있었다. 일부 기갑 사단은 전쟁이 끝날 때까지 첫 M24를 받지 못했다.
보고서는 전반적으로 긍정적이었다. 승무원들은 향상된 오프로드 성능과 신뢰성을 좋아했지만, 37mm 포보다 훨씬 개선된 75mm 주포에 가장 감사했다. M24는 전차와 싸우는 데 적합하지 않았지만, 더 큰 포는 필요할 때 자신을 방어할 기회를 주었다. 그럼에도 불구하고, 가벼운 장갑은 여전히 취약하게 만들었다.
M24의 제2차 세계 대전 중 활약은 미미했는데, 너무 적은 수가 너무 늦게 도착하여 기갑 사단의 M5를 대체하기에는 부족했기 때문이다. 그러나 M24는 6.25 전쟁에서 광범위하게 사용되었다.
6.25 전쟁에서 M24는 북한의 T-34-85와 맞서기 위해 투입된 초기 미군 전차였다. 전차를 가져온 일본 주둔군은 제2차 세계대전 이후 급속한 복원으로 인해 경험이 부족하고 장비가 미흡했다. M24는 더 나은 무장, 더 두꺼운 장갑, 더 숙련된 승무원을 갖춘 이 중형전차에 비해 형편없는 성적을 거두었으며, T-34 부대에 경미한 피해만을 입힌 채 대부분의 수를 잃었다.

### 중형 및 중전차

#### M3 리

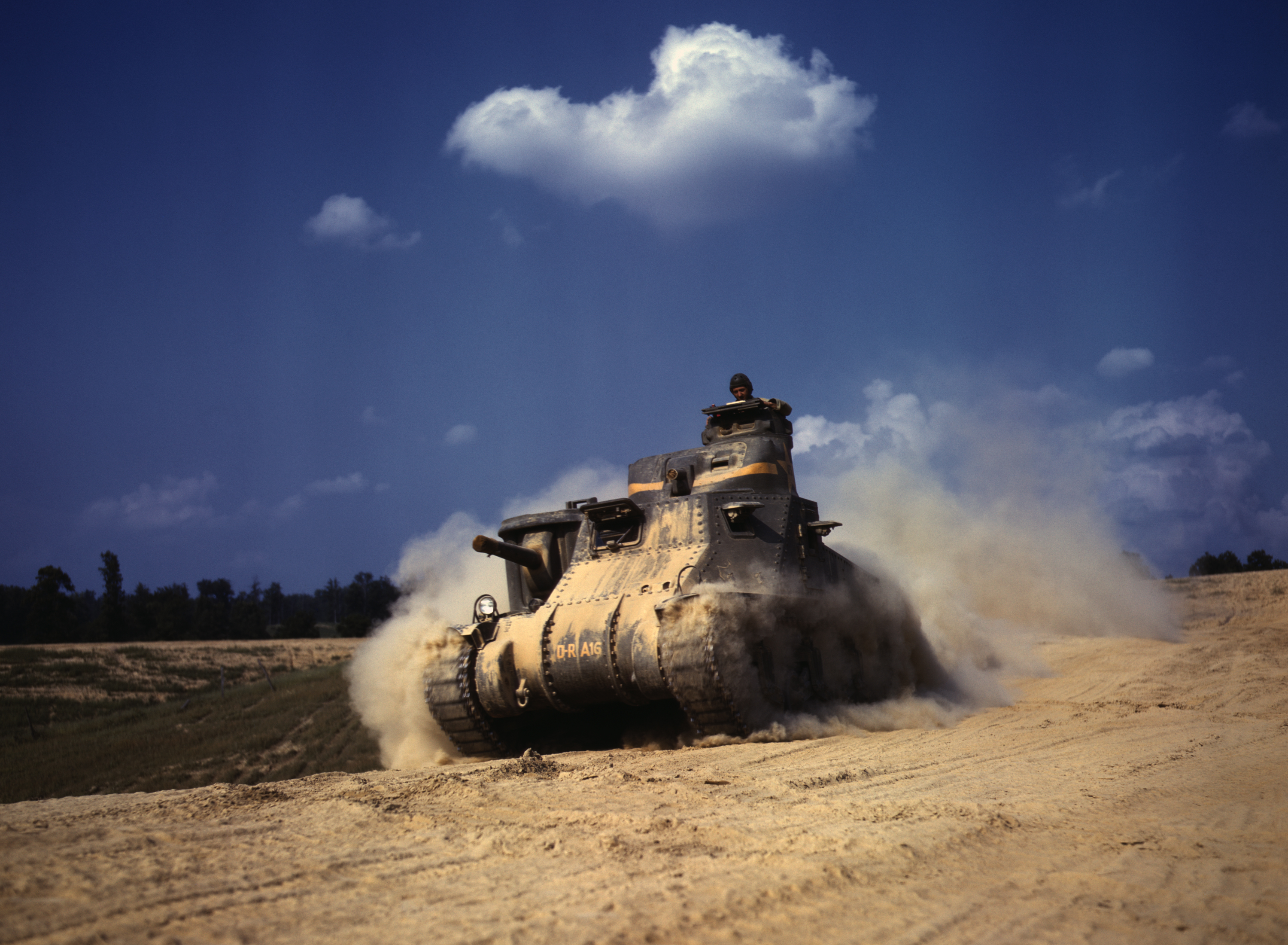
1942년 6월 포트 녹스의 M3 리

중형전차 M3은 M2 중형전차를 대체했으며, 1940년 7월에 설계가 시작되었고, 첫 "리" 전차는 1941년 말에 운용되었다. 많은 전차가 영국으로 보내졌고, 그곳에서 이 전차는 "제너럴 그랜트"(율리시스 S. 그랜트 장군의 이름을 따서)라고 불렸다. 미국식 포탑을 가진 M3 전차는 "제너럴 리"(남부연합 로버트 E. 리 장군의 이름을 따서)라고 불렸다.
미 육군은 좋은 전차가 필요했고, 영국은 즉시 3,650대의 중형전차를 요구했다. 이에 따라 리 전차는 1940년 말부터 생산되기 시작했다. M3는 당시 기준으로 잘 무장되고 장갑이 좋았지만, 설계 결함(높은 실루엣, 주포를 선실에 장착하는 구식 스폰슨 방식, 평균 이하의 오프로드 성능)으로 인해 만족스럽지 못했고, M4 셔먼이 대량으로 확보되자마자 최전선 임무에서 철수했다. 하지만 영국군은 1945년까지 버마에서 일본 일본 제국 육군에 맞서 M3를 성공적으로 사용했다.

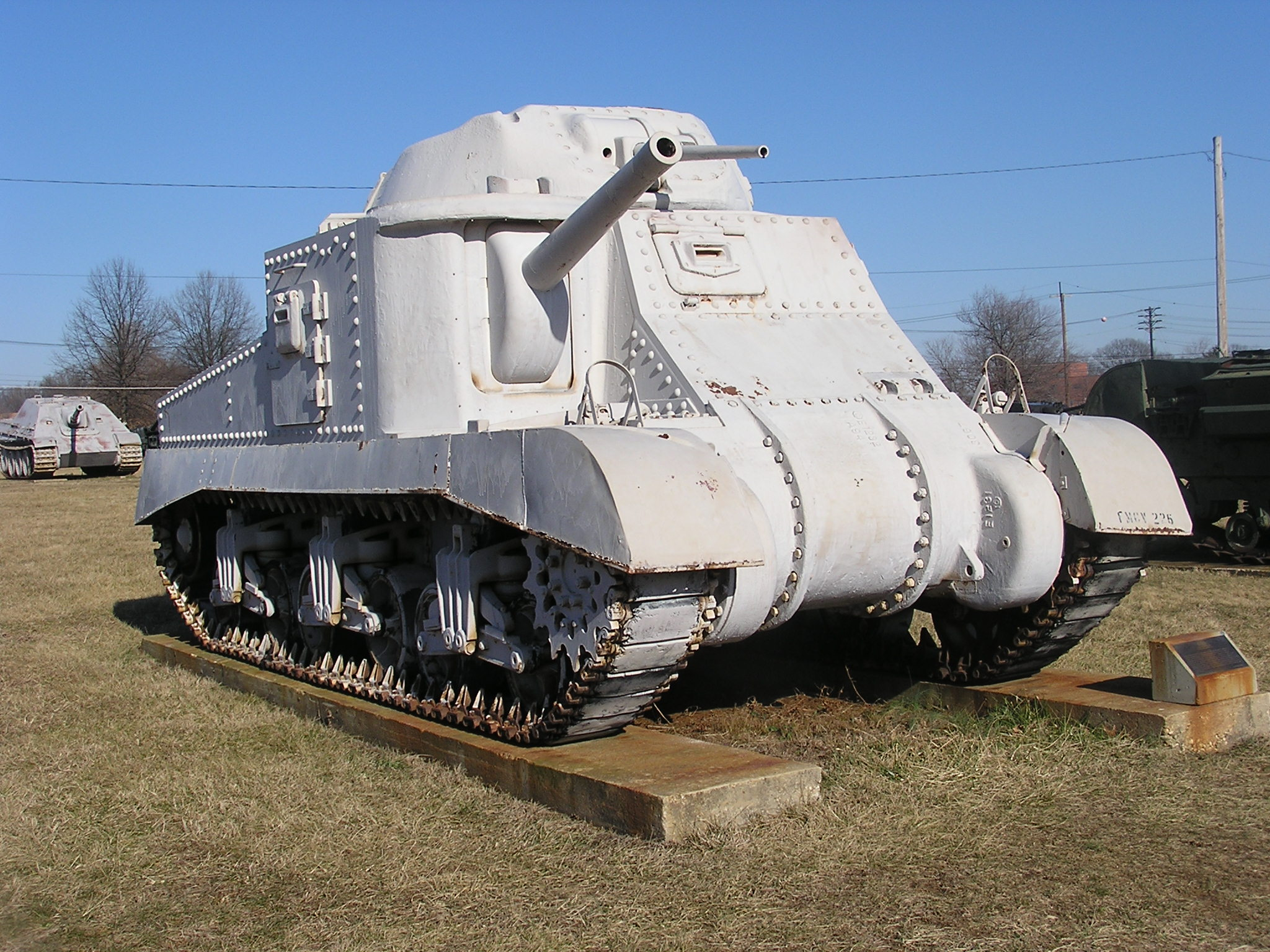
메릴랜드주 애버딘의 미 육군 병기 박물관에 있는 M3 그랜트.

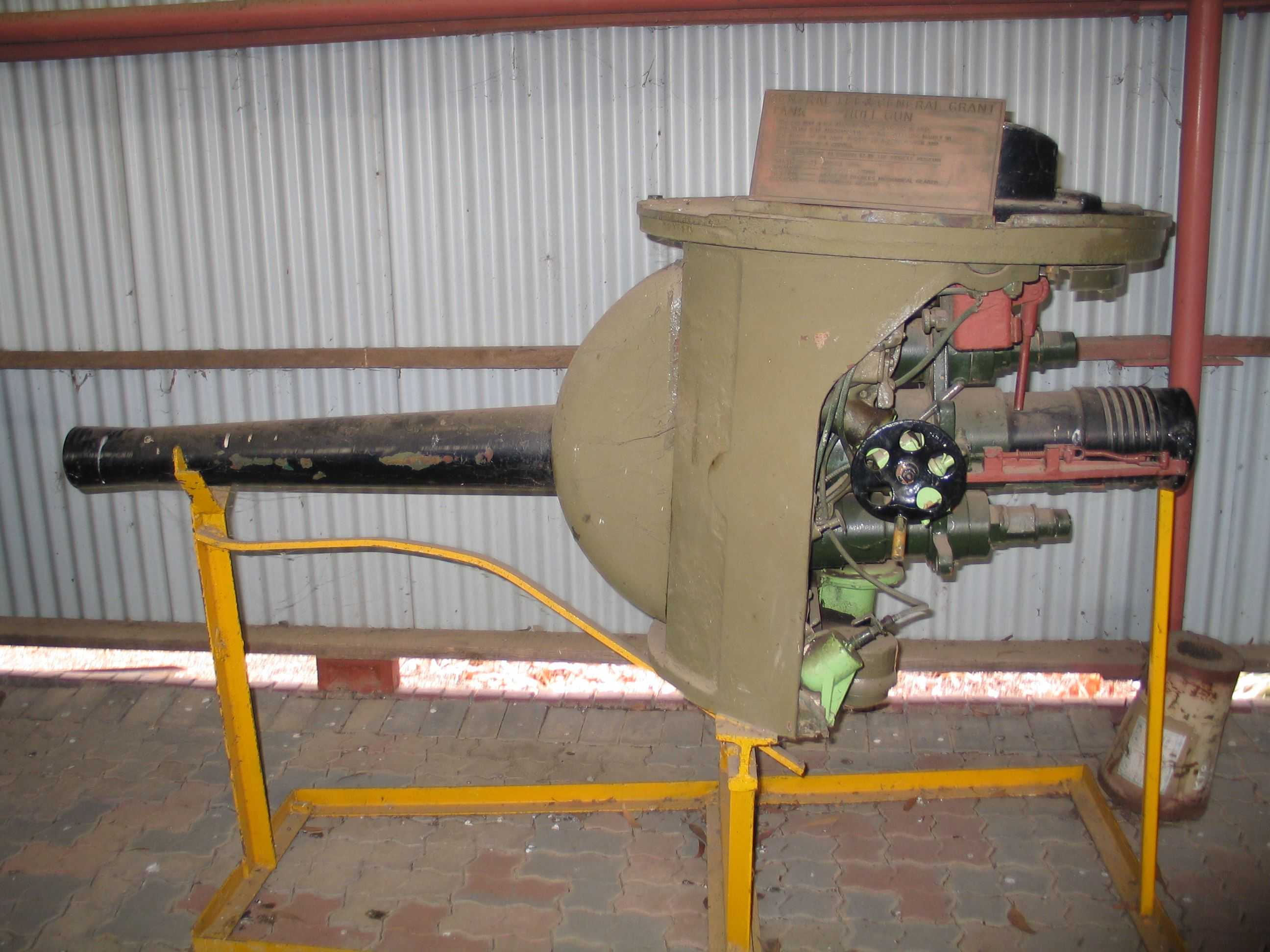
M3 중형전차에 장착된 M2 75mm 포

미국이 전쟁에 참전했을 때, M2 시리즈 중형전차는 37mm 포, 32mm 전면 장갑, 기관총 주 무장, 그리고 매우 높은 실루엣으로 구식이었다. 판저 III와 판저 IV가 이끈 프랑스 공방전에서 독일 국방군의 성공은 미 육군이 포탑에 75mm 포를 장착한 새로운 중형전차를 즉시 주문하게 했고, 이 전차는 궁극적으로 M4 셔먼이 되었다. 그러나 셔먼이 생산될 때까지 75mm 포를 장착한 임시 설계가 시급히 필요했고, 여기서 M3가 등장했다.
M3의 설계는 주 무기인 구경이 크고 초속이 낮은 75mm 포가 차체 내의 오프셋 스폰슨에 장착되어 포의 제한적인 회전만 가능하도록 한 것이 다소 특이했다. 더 가볍고 초속이 높은 37mm 포가 장착된 작은 포탑이 높은 차체 위에 있었다. 포탑 위에 있는 더 작은 큐폴라에는 브라우닝 M1919가 장착되어 있었다. 영국은 자신들의 전차 설계(마틸다 보병전차와 크루세이더 순항전차)를 미국 공장에서 생산하는 것을 거부당하자 M3를 주문했다. 영국 전문가들은 1940년에 모형을 검토하고 여러 결함을 확인했다. 높은 차고, 차체 장착 포, 차체 내 무전기, 미끄러운 궤도, 장갑의 양과 관절의 방수 기능에 대한 불충분한 주의 등이었다. 영국은 M3 1,250대를 주문하기로 동의했고, 이는 그들의 요구 사항에 맞게 수정될 예정이었다. 이 주문은 나중에 더 우수한 전차가 나오면 주문의 일부를 대체할 수 있다는 기대를 가지고 증가했다. 세 개의 미국 회사와 계약이 체결되었고, 총 비용은 약 2억 4천만 달러였다. 이 금액은 미국에 있는 모든 영국 자금이었고, 재정 문제를 해결하는 데는 무기대여법이 필요했다.
시제품은 1941년 3월에 완성되었고, 7월에는 첫 영국 사양 전차들이 생산되었다. 영국 주조 포탑에는 무선기 세트 No. 19 무전기를 위한 후방에 포탑 후부 돌출부가 포함되어 있었다. 이는 미국 포탑보다 두꺼운 장갑을 가졌고, 미국식 큐폴라 대신 단순한 해치를 제거했다. 미국과 영국 전차 모두 처음 계획보다 더 두꺼운 장갑을 가졌다. 영국 설계는 포탑에 무전기가 있었기 때문에 미국 버전보다 승무원이 한 명 적었다. 미국은 결국 상시 무전병을 없애고, 그 임무를 운전병에게 할당했다. 아프리카와 그리스에서 막대한 손실을 입은 후, 영국은 전차 수요를 충족시키기 위해 리(Lee)와 그랜트(Grant) 유형 모두를 수용해야 한다는 것을 깨달았다.
미군은 거의 모든 장비에 "M"(모델) 문자를 사용하여 지정했다. 영국 육군이 미국으로부터 새로운 M3 중형전차를 받자마자 혼란이 발생했다. M3 중형전차와 M3 경전차의 이름이 동일했기 때문이다. 영국 육군은 미국 전차에 이름을 붙이기 시작했지만, 미 육군은 전쟁 후까지 그러한 용어를 사용하지 않았다. 영국식 포탑과 무전기 장비를 갖춘 M3 전차는 "제너럴 그랜트"라는 이름을 얻었고, 원래 M3 전차는 "제너럴 리" 또는 더 흔히 그냥 "그랜트"와 "리"라고 불렸다. M3는 북아프리카 사막 전역의 영국군에 절실히 필요한 화력을 제공했다.

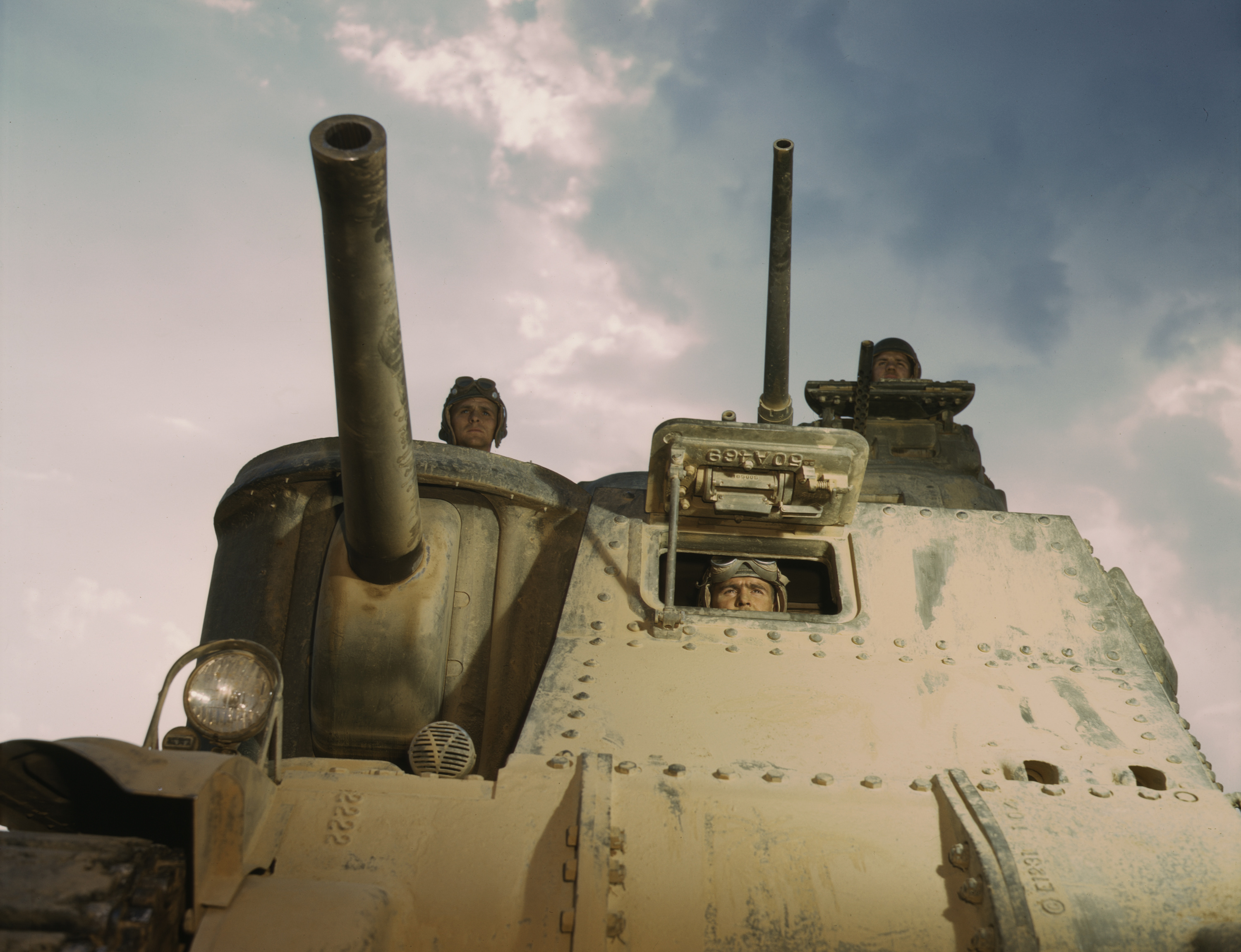
M3 전면도.

75mm 포는 사수와 장전수가 조작했다. 75mm 포는 통합된 망원경이 있는 M1 잠망경을 사용했으며, 이 잠망경은 조준을 위해 스폰슨 상단에 장착되었다. 잠망경은 포와 함께 회전했다. 조준기는 0에서 3,000 yd (2,700 m)까지 수직 표식으로 표시되어 이동하는 표적에 대한 편향 사격을 돕도록 했다. 사수는 회전 및 고저를 위한 기어식 핸드휠을 통해 포를 목표에 조준했다.
37mm 포는 M2 잠망경을 통해 조준되었지만, 이는 포의 측면에 있는 포방패에 장착되었다. 또한 동축 기관총도 조준했다. 두 개의 사거리 눈금이 제공되었다. 37mm 포는 0-1,500 yd (1,400 m), 기관총은 0-1,000 yd (910 m).

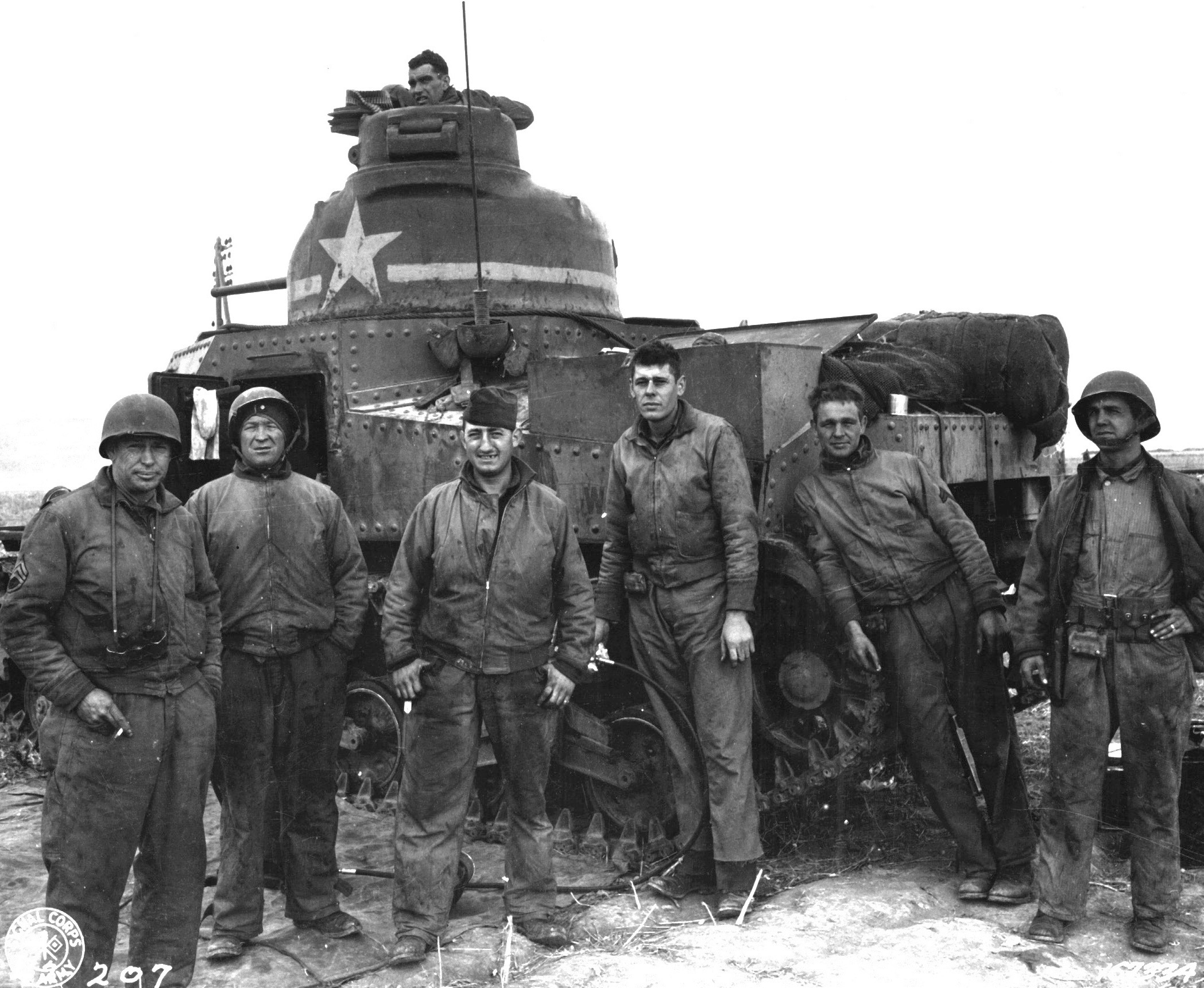
1942년 11월 23일 튀니지 수크 엘 아르바의 M3 전차 승무원

미국에서 생산된 6,258대의 M3 중 2,855대는 영국 육군에 공급되었고, 약 1,368대는 소련에 공급되었다. 결과적으로, 미군 M3 중형전차의 첫 전투 중 하나는 1942년 북아프리카 전역에서였다. 영국 리(Lee)와 그랜트(Grant) 전차는 같은 해 5월 27일 비극적인 가잘라 전투에서 롬멜의 군대와 맞섰다. 이들은 전역이 끝날 때까지 북아프리카에서 계속 복무했다. M3 중형전차 연대도 북아프리카에서 미 제1기갑사단에 의해 사용되었다. 북아프리카 전역에서 M3는 일반적으로 기계적 신뢰성, 좋은 장갑, 그리고 강력한 화력으로 높이 평가되었다.
세 가지 분야 모두에서 사용 가능한 영국 전차를 능가했으며 독일 전차와 견인 대전차포에 맞서 싸울 수 있었다. 높은 실루엣과 낮고 차체에 장착된 75mm 포는 심각한 전술적 단점이었는데, 전차가 차체 매복 사격 위치에서 전투하는 것을 방해했기 때문이다. 리벳 장갑의 사용은 "스팔링"이라는 문제를 야기했는데, 적 포탄의 충격으로 리벳이 떨어져 나가 전차 내에서 발사체가 되는 현상이었다. 나중에 생산된 모델은 이 문제를 해결하기 위해 용접되었다. M3는 M4 셔먼이 사용 가능해지자마자 대체되었지만, 몇몇 M3는 노르망디 전투에서 더미 포를 장착한 장갑 회수 차량으로 제한적으로 사용되었다.

#### M4 셔먼

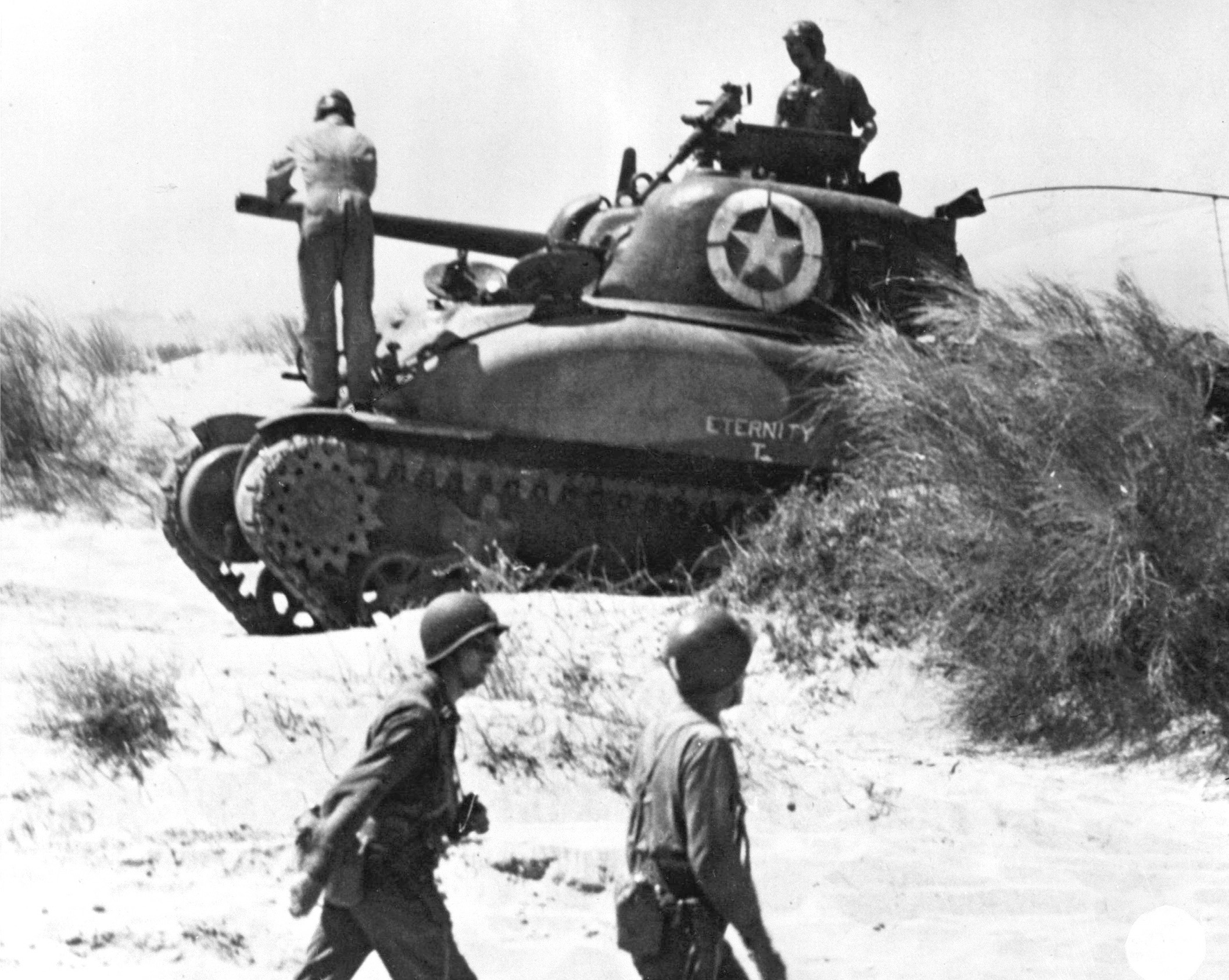
미 육군 최초의 셔먼인 M4A1은 북아프리카 전역에서 영국군과 처음으로 전투에 투입되었다. 1943년 7월 10일 연합군의 시칠리아 침공 중 제7군 소속의 한 셔먼 전차가 레드 비치 2에 상륙하고 있다.

M4는 제2차 세계대전에서 가장 잘 알려지고 가장 많이 사용된 미국 전차 중 하나였다. 리(Lee)와 그랜트(Grant)처럼 이 전차의 이름은 남북 전쟁 장군인 윌리엄 테쿰세 셔먼의 이름을 따서 영국이 붙였다. M4 셔먼은 제2차 세계 대전의 모든 전장에서 연합군 작전에서 스스로를 증명한 중형전차였다. 셔먼은 비교적 저렴하고 유지보수 및 생산이 용이한 전투 시스템이었다. T-34 전차 시스템에 대한 소련의 생산 노력과 유사하게, M4 셔먼은 동급의 대량 생산 전차 무기였다.
새로운 디자인은 1940년 8월 31일부터 가동에 들어갔다. 이 중형전차는 75mm 주포를 완전 회전 포탑에 장착해야 했다. 새로운 전차는 또한 생산을 용이하게 하고 시간을 절약하기 위해 M3 리 중형전차의 엔진, 변속기, 궤도 및 현가장치를 통합해야 했다. 이 새로운 중형전차는 또한 차량의 전체 중량을 늘리지 않으면서 승무원을 6명에서 5명으로 줄이고 향상된 장갑 배치를 특징으로 해야 했다.
이 설계는 T6 시제 모델로 나타났고, 미 육군 관계자들에게 수용 가능하다고 판명되어 1941년 9월 5일에 새로운 "M4"의 생산이 명령되었다. 그러나 M4 생산이 본격화되기 전에, M4 설계는 대공 방어를 위한 포탑에 중총열 .50 BMG M2 브라우닝을 포함하도록 더욱 수정되었다. 그런 다음 30-06 M1919 브라우닝이 상부 차체 활판에 추가되었다.

M4A1, M4A2, M4A3 비교.

육군은 생산 과정에서 M4 변형에 대해 M4, M4A1, M4A2, M4A3, M4A4, M4A5, M4A6의 7가지 주요 하위 명칭을 사용했다. 이러한 명칭은 반드시 선형적인 개선을 의미하지는 않았다. A4가 A3보다 좋다는 것을 의미하지는 않았다. 이러한 하위 유형은 표준화된 생산 변형을 나타냈으며, 종종 다른 위치에서 동시에 제조되었다. 하위 유형은 주로 엔진에서 차이가 있었지만, M4A1은 완전히 주조된 상부 차체가 M4와 달랐다. M4A4는 더 긴 엔진 시스템이 더 긴 차체, 더 긴 현가장치, 그리고 더 많은 궤도 블록을 필요로 했다. M4A5는 캐나다 생산을 위한 행정상 임시 명칭이었고, M4A6은 길어진 섀시를 가졌지만, 100대 미만이 생산되었다.

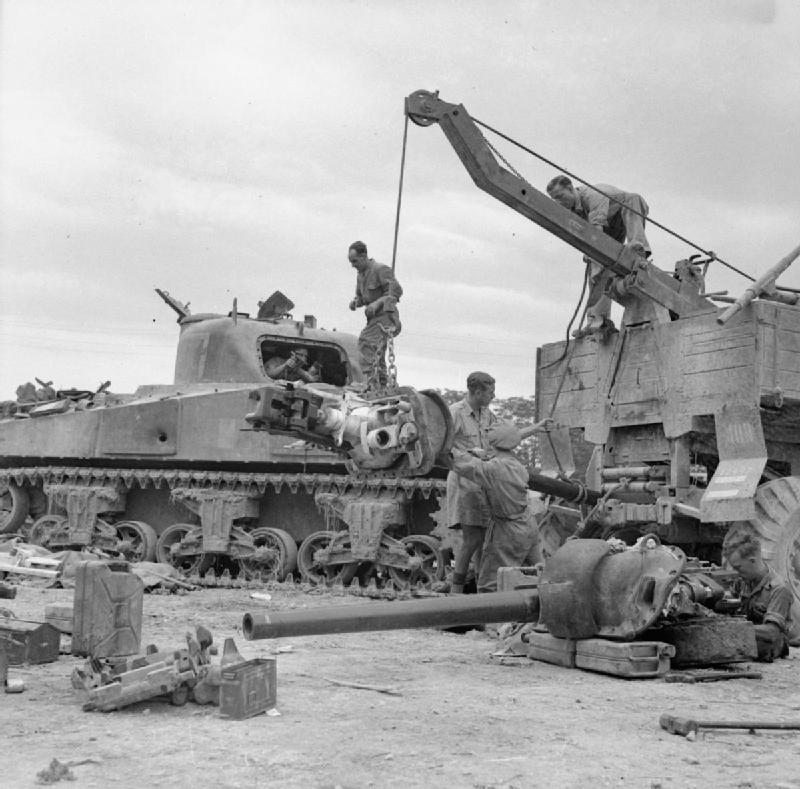
1944년 6월 30일 이탈리아 페루자 26기갑여단 작업장에서 88mm 포탄 구멍이 뚫려 부품이 해체되고 있는 셔먼 전차

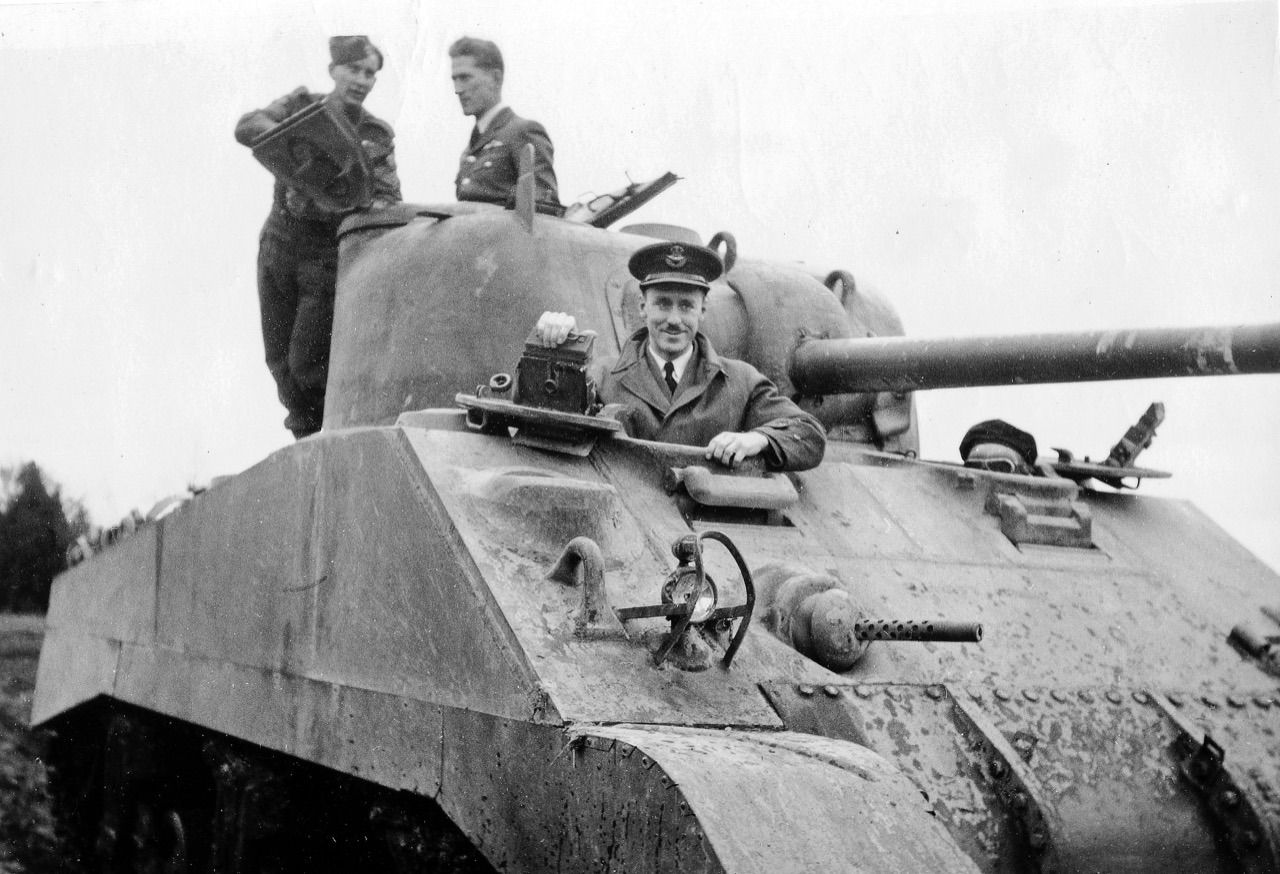
1943년 캐나다 오타와 근처에서 훈련하는 M4 전차

다양한 형태의 셔먼 설계에 대한 한 가지 주요 문제는 전쟁 후반에 전장에 등장한 독일 전차, 특히 티거와 판터 전차에 장착된 더 무거운 포들이었다. 독일 티거 I 전차는 강력한 88mm 포(88mm 플랙포에서 개발됨)로 무장하여 연합군 전차에게 매우 위험한 적수가 되었다.
대부분의 셔먼 전차는 휘발유로 운행했지만, M4A2와 M4A6은 디젤 엔진을 사용했다. M4A2는 한 쌍의 GMC 6-71 직렬 6기통 엔진을 사용했고, M4A6은 캐터필러 RD1820 성형 엔진을 사용했다. 이들, 그리고 크라이슬러 A57 멀티뱅크 엔진을 사용한 M4A4는 주로 무기대여법에 따라 연합국에 공급되었다. "M4"는 콘티넨탈 성형 엔진을 장착한 초기 하위 유형을 구체적으로 지칭하거나, 문맥에 따라 셔먼 7가지 하위 유형 전체를 통칭하여 지칭할 수 있다.
생산, 모양, 강도 및 성능의 많은 세부 사항이 생산 전반에 걸쳐 개선되었지만, 전차의 기본 모델 번호는 변경되지 않았다. 더 내구성 있는 현가장치, 더 안전한 "습식"(W) 탄약 보관함, 그리고 주조된 전면 차체 부분이 용접된 후면 차체 부분에 결합된 M4 복합형과 같은 더 강력한 장갑 배치가 포함되었다. 영국 명명법은 미국에서 사용된 것과 달랐다. M4 셔먼은 미국의 많은 동맹국에서 사용되었으며 제2차 세계 대전 이후에도 오랫동안 사용되었다.
M4에는 24볼트 전기 시스템이 사용되었다.

초기 셔먼 전차는 75mm 중속 다목적포를 장착했다. 병기국은 셔먼의 대체품으로 중형전차 T20 개발에 착수했지만, 궁극적으로 육군은 다른 전차 설계 요소를 셔먼에 통합하여 생산 중단을 최소화하기로 결정했다. 나중에 M4A1, M4A2, M4A3 모델은 고속 76mm M1 포를 장착한 더 큰 T23 포탑을 받았는데, 이는 고폭 및 연막탄의 적재 수를 줄이고 대전차탄의 수를 늘렸다.

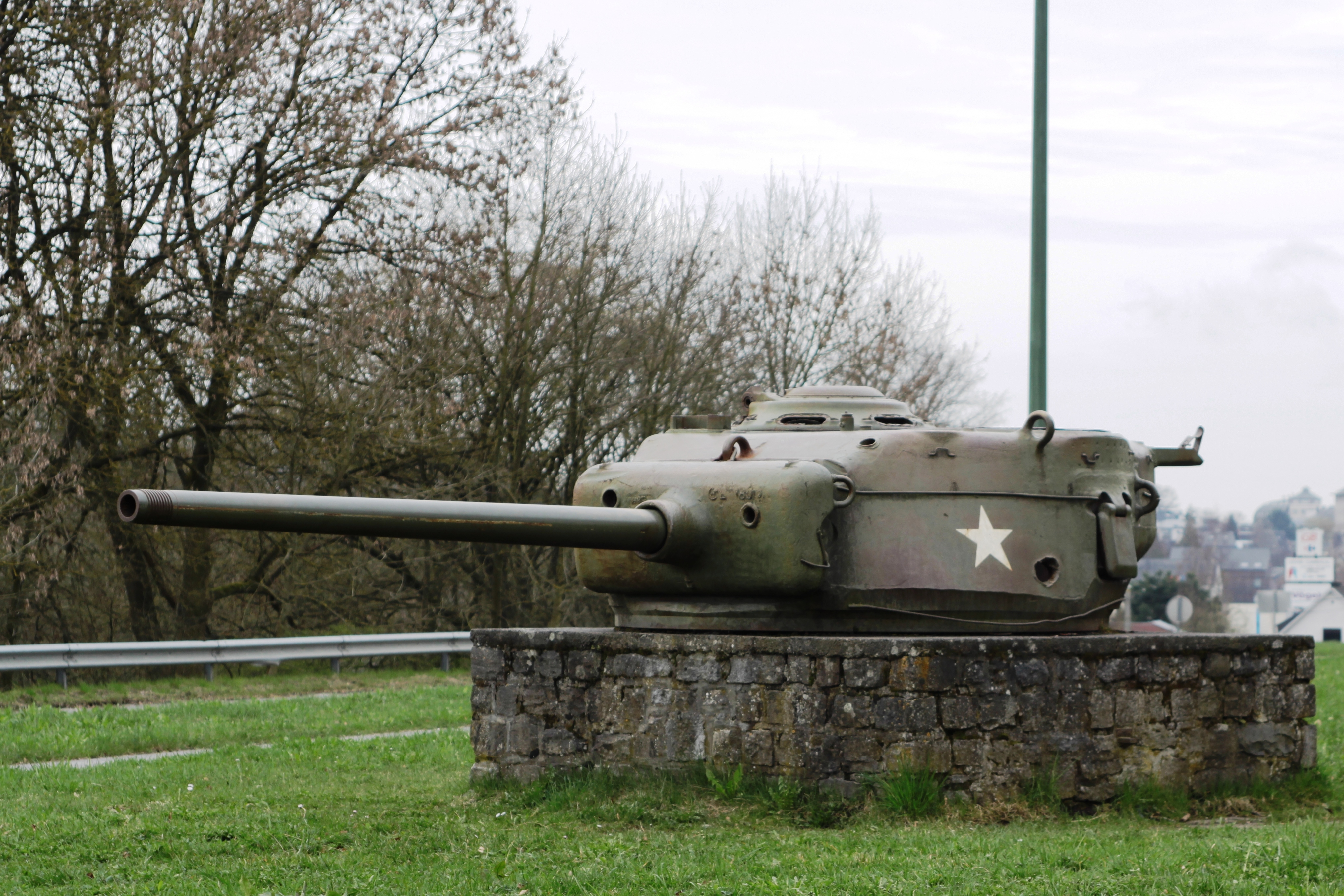
76mm 포 장착 셔먼 전차에 사용된 T23 포탑, 총구 제동기가 없는 모습

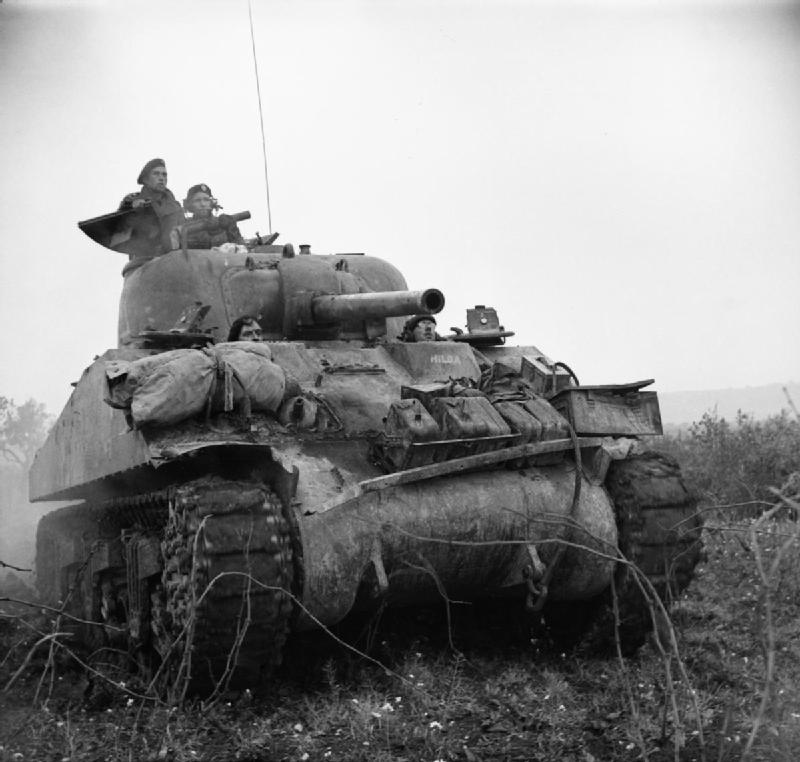
1943년 이탈리아의 영국 셔먼 전차

나중에 M4와 M4A3는 원래 포탑에 105mm 곡사포와 새로운 독특한 포방패를 장착하여 공장에서 생산되었다. 첫 표준 생산 76mm 포 셔먼은 1944년 1월에 승인된 M4A1이었고, 첫 표준 생산 105mm 곡사포 셔먼은 1944년 2월에 승인된 M4였다.
1944년 6월~7월, 육군은 노르망디 해변의 요새를 공격하기 위해 매우 두꺼운 장갑과 새로운, 더 무거운 T23형 포탑에 75mm 포를 장착한 M4A3E2 점보 셔먼 254대를 한정 생산했다. 일부 장갑 지점은 유효 두께가 7인치(17cm)를 초과했다. 일부는 76.2mm 포로 업그레이드되었다. M4A3는 수평 와인드 스프링 현가장치(HVSS)와 무게를 분산시키는 더 넓은 궤도로 공장에서 생산된 첫 번째 모델이었다. HVSS의 부드러운 승차감과 실험용 E8 지정으로 인해 "이지 에이트"라는 별명이 붙었으며, 차량은 M4A3(76)W HVSS로 지정되었다. 일부 E8은 M101 곡사포를 장착했다.

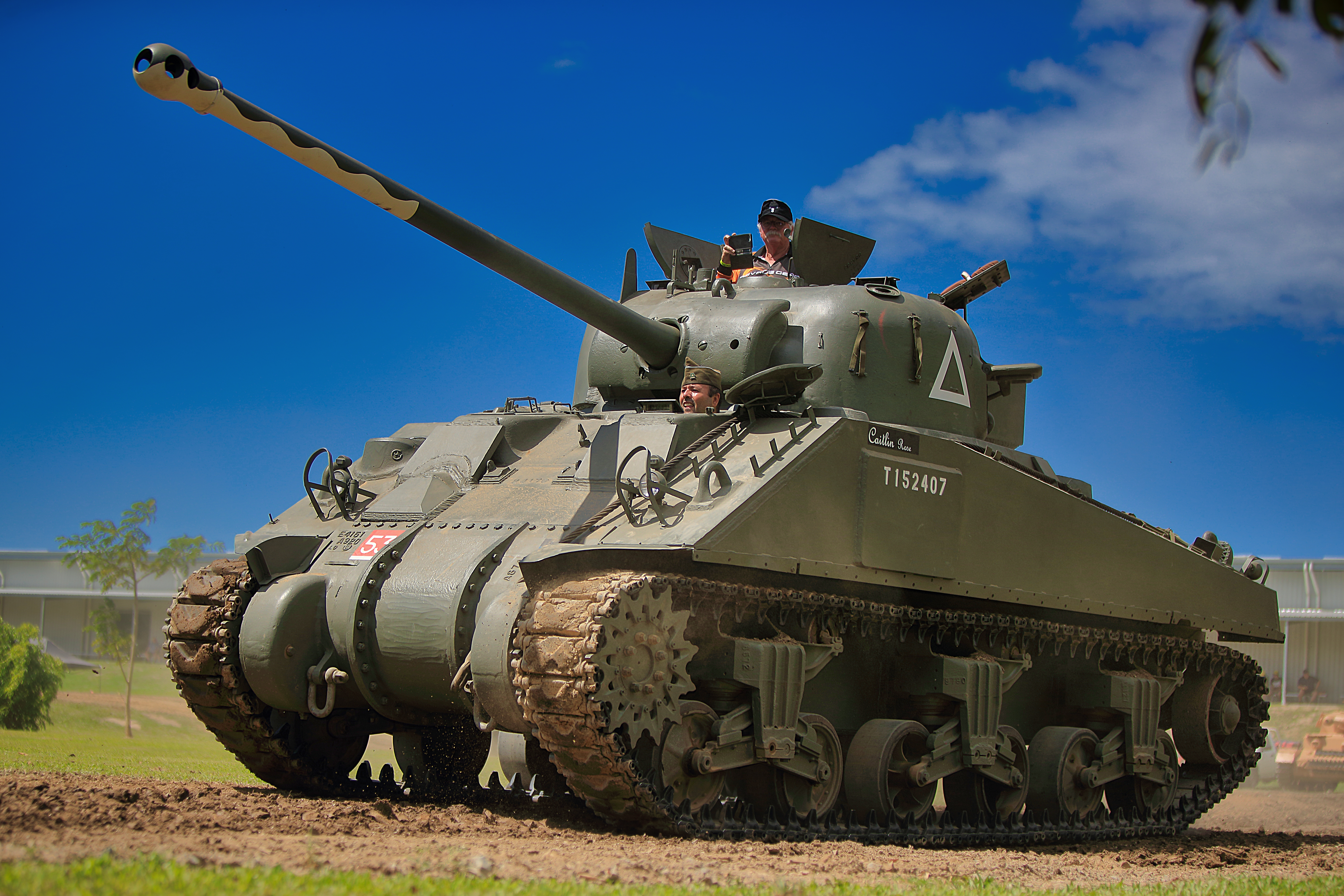
오스트레일리아 기갑 및 포병 박물관의 셔먼 파이어플라이. 파이어플라이는 매우 긴 포신으로 쉽게 식별된다.

미국과 영국 모두 셔먼을 위한 다양한 특수 부착물을 개발했지만, 전투에 투입된 것은 거의 없었으며 대부분 실험 단계에 머물렀다. 전투에 투입된 것들은 셔먼 도저 전차용 불도저 삽날, "수영" 셔먼 전차용 듀플렉스 드라이브(DD), 지포 화염방사전차용 R3 화염방사기, 그리고 셔먼 포탑용 T34 60관 4.5인치 로켓 발사기와 T40 위즈뱅 7.2인치 로켓 발사기를 포함했다. 영국 변형(DD, 파이어플라이, 튤립, 지뢰 제거 쟁기)은 제79기갑사단의 "호바트의 장난감" 중 하나였다. 영국 셔먼 파이어플라이는 이 중 가장 성공적인 것으로, QF 17파운드 포를 셔먼의 차체에 통합했다. 특히 티거와 같은 더 강력한 독일 전차에 대해 효과적이었으며, 2,000대 이상이 생산되었다.

#### M6 중전차

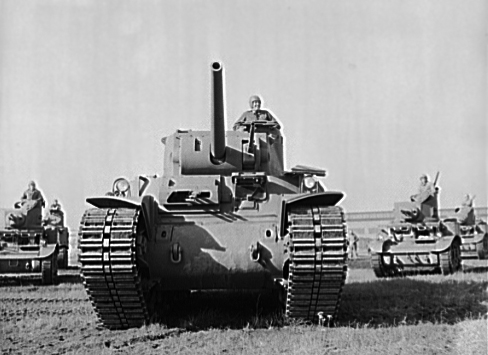
M6 전면도, 뒤편에 초기 M3 경전차 여러 대가 보인다.

M6 중전차는 유사하게 설계된 다포탑 T1을 기반으로 제작된 중전차로, 76.2mm 포 1문, 동축 37mm 포 1문, .50 BMG M2 브라우닝 2문, 30-06 M1919 브라우닝 기관총 2문(차체에 2문, 포탑 상단에 1문)으로 무장했다. 50대가 주문되었고 시제 차량이 시험을 거쳤지만, 본격적인 양산 준비가 완료될 무렵 육군은 M4 셔먼보다 이점이 없다고 판단하여 계획된 생산량을 5,000대에서 40대로 줄였다. M6는 1944년에 구식으로 선언되었지만, 선전 활동에 사용되었다.

#### T14 중전차
T14 중전차는 미국-영국 공동 프로젝트로, 미국 75mm 포 또는 영국 57mm 6파운더 포로 무장하여 양국 군대에 장착할 수 있는 잘 장갑된 전차를 생산하는 것이 목표였다. 영국은 1942년에 8,000대 이상을 주문했지만, 1944년에 시제품이 시험될 무렵에는 처칠 보병전차가 효과적임이 입증되어 더 이상 필요가 없었다.

#### M26 퍼싱

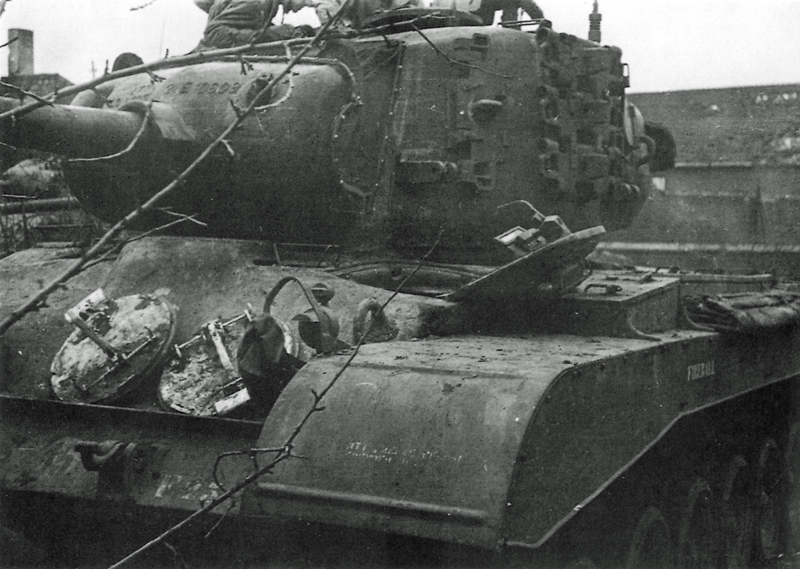
매복 중 티거 I에 의해 격파된 T26E3 퍼싱, 별명은 파이어볼

M26 퍼싱 중전차는 1945년에 M26 중전차라는 이름으로 도입되었으며, 제1차 세계 대전 중 미 육군을 지휘했던 존 J. 퍼싱 장군의 이름을 따서 "퍼싱"이라는 이름이 붙여졌다. 이 전차는 T14의 더 빠른 동급 모델을 시도했던 T20 중형전차에서 개발되었다. T26E3 사전 생산 전차는 독일에서 제한적인 전투를 치렀으며, 여기서 퍼싱이 대체하던 M4 셔먼보다 훨씬 강력했던 독일 티거 I 및 판터 전차와 대등하게 싸웠다. 이 전차는 M4보다 크게 개선되었다.
M26 퍼싱 중전차는 셔먼에 비해 더 두꺼운 장갑, 더 강력한 포, 개선된 토션 바 현가장치를 가졌다. M26 퍼싱의 주 무장은 90mm 포였다. 부무장인 30-06 기관총은 포탑과 차체 전면에 동축으로 장착되었다. .50 BMG 중기관총은 포탑 상단에 장착되었다.

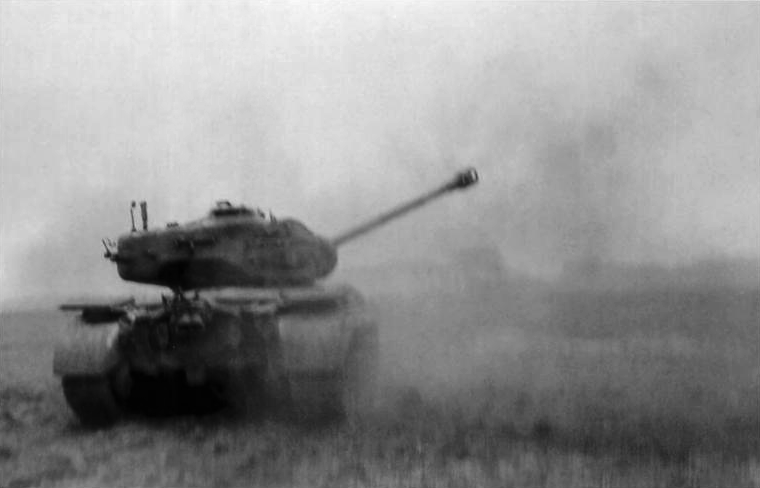
1945년 3월 레마겐에서 독일군 진지에 포를 발사하는 M26 퍼싱.

T26E1 한 대는 포탑에 장착된 90mm 포의 실험적인 더 긴 버전으로 개조되었다. 유럽으로 선적되었고, 거기서 독일 전차에서 가져온 추가 장갑이 용접되었다. "슈퍼 퍼싱"이라는 별명을 얻은 이 전차는 화력과 방어력 면에서 독일 티거 II와 비견되었고, 제2차 세계 대전 중 유럽에 배치된 두 대 중 하나였다. 1945년 중반에 전투에 투입되었다.
1944년 11월부터 총 2,222대의 M26 퍼싱 전차가 생산되었으며, 이 중 제2차 세계 대전 중 유럽에서 전투에 투입된 것은 20대에 불과했다. 이 전차는 1946년 5월에 중형전차로 재분류되었고, 제2차 세계 대전에서는 어떤 영향도 미칠 시간이 없었지만, 6.25 전쟁에서 M4A3E8 셔먼과 함께 훌륭하게 활약했다. 전투에서는 M4 셔먼과는 달리 티거 I과 판터 전차 모두와 화력 및 방어력에서 상당히 대등했지만, 동력 부족과 기계적 불안정성이라는 주요 결함을 공유했다.

### 구축전차 및 돌격포

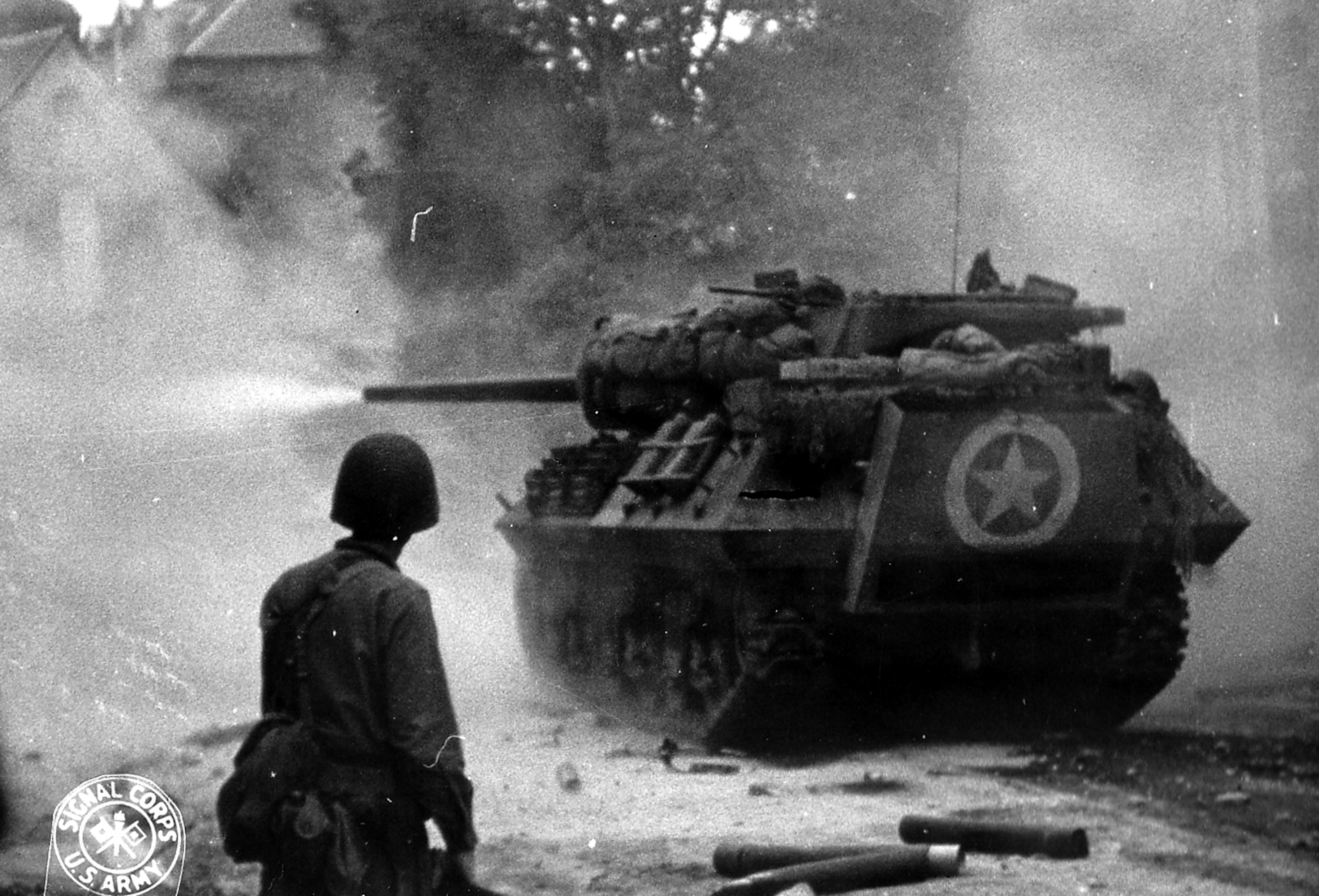
1944년 6월 생로 근처에서 작전 중인 M10.

전차와 함께 미 육군은 더 강력한 포를 장착하고 승무원 보호를 위해 장갑 보호를 포기한 전차 차체를 기반으로 한 궤도형 "구축전차"(자주 대전차포)를 운용했다. 이들은 "자주포"로 지정되었으며, 이전의 반궤도차 설계를 따랐다.

#### M10 GMC
3인치 자주포 M10은 M4 셔먼 기반 차체에 개방형 포탑에 3인치 포가 장착되었다.

#### M18 헬캣

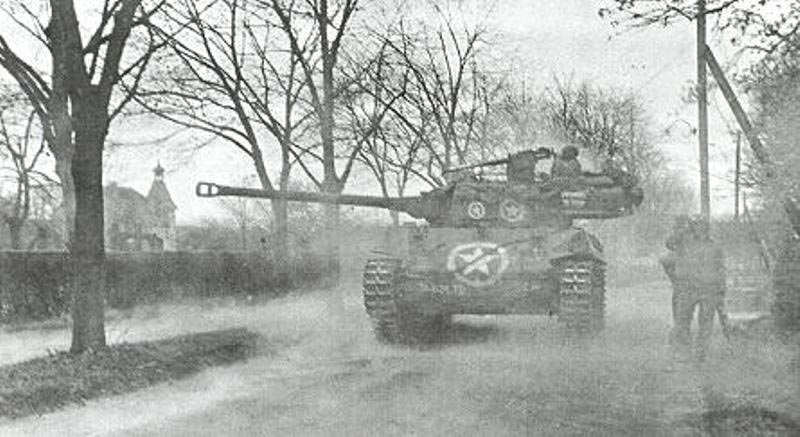
1945년 4월 독일 비슬로흐에서 작전 중인 제824구축전차대대 소속 M18 헬캣.

M18 헬캣 (공식적으로 "76mm 자주포 M18" 또는 약칭 M18 GMC로 지정됨)은 이탈리아, 유럽 및 태평양 전선과 6.25 전쟁에서 사용되었다. 이 전차는 터보샤프트 구동 M1 에이브럼스 주력전차가 수십 년 후에 등장하기 전까지 20세기 미국 방어 재고 중 가장 빠른 장갑 차량이었다. 이 속도는 장갑을 최소한으로 유지하여 두께가 1인치를 넘지 않도록 하고, 지붕이 없는 개방형 포탑(제2차 세계 대전 중 모든 미국 완전 궤도형 구축전차의 표준 설계 특징)을 사용하며, 원래 항공기용으로 설계된 성형 엔진으로 비교적 작은 차량에 동력을 공급하여 달성되었다.

#### M36 잭슨/GMC

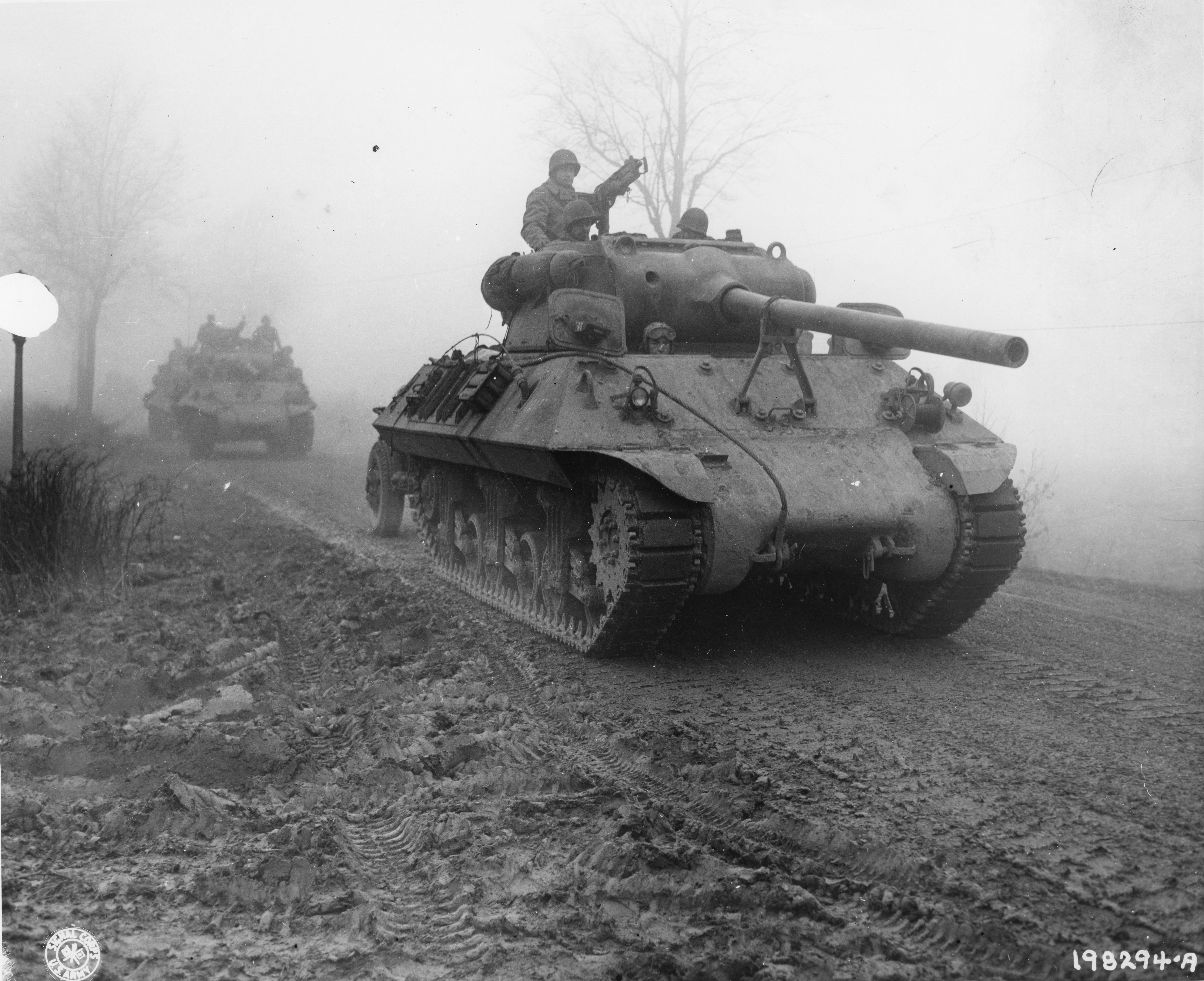
12월 20일 벨기에 벌지 전투 중 짙은 안개 속을 이동하는 M36 구축전차

M10과 M18과 함께, 90mm 포로 무장한 M36 자주포는 미군과 연합군에게 새로운 독일 장갑 유형에 대항할 만한 상당한 기동 대전차 능력을 제공했다. M36은 M10 구축전차의 차체를 결합했는데, 이 차체는 M4 셔먼의 신뢰성 있는 섀시와 구동계를 경사장갑과 결합하고, 90mm M3 포를 장착한 새로운 포탑을 사용했다. 1943년에 구상된 M36은 1944년 10월 유럽에서 처음으로 전투에 투입되었으며, 여기서 M10 구축전차를 부분적으로 대체했다. 또한 6.25 전쟁에서도 사용되었으며, 이 충돌에서 사용된 소련 전차들을 격파할 수 있었다. 일부는 군사 지원 프로그램의 일환으로 대한민국에 공급되어 수년간 사용되었으며, 유고슬라비아에서도 재엔진화된 차량들이 1990년대까지 운용되었다.

#### M8 곡사포 자주포
M8 곡사포 자주포 또는 "스콧"은 근접 지원용으로 사용된 자주곡사포였다. 서부 및 이탈리아 전선뿐만 아니라 태평양에서도 사용되었다. 포탑에는 75mm 곡사포가 장착되었고, M5 스튜어트 차체에 장착되었다. 또한 M2 브라우닝 기관총도 장착되어 있었다. 도로에서 36mph의 속도를 냈고, 9.5~44mm의 장갑을 가졌으며, 승무원은 4명이었다. 벙커와 다른 고정된 적 진지에 매우 효과적이었다. 나중에 제1차 인도차이나 전쟁과 알제리 전쟁에서도 사용되었다. 일부 자주포와 자주박격포 차량은 직접 사격 역할로 사용되었지만, M8과 105mm 곡사포로 무장한 셔먼 "점보"만이 이 용도로 전용된 유일한 차량이었다.

## 6.25 전쟁과 냉전

### 경전차

#### M24 채피

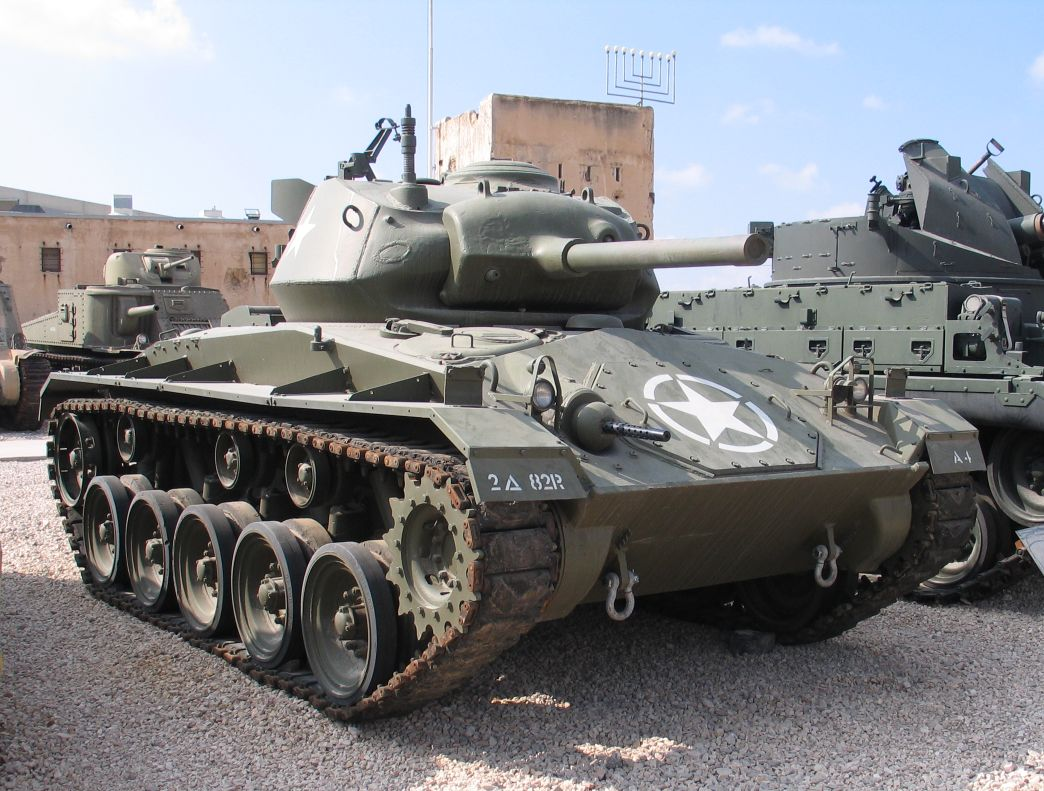
이스라엘 야드 라-시리온 박물관의 M24 채피

M24 채피는 보조적인 역할로 사용되었던 노후화되고 구식화된 경전차 M5 (스튜어트)를 대체하기 위해 고안되었다. 승무원들은 향상된 오프로드 성능과 신뢰성을 좋아했지만, 37mm 포보다 훨씬 개선된 75mm 주포에 가장 감사했다. M24의 가벼운 장갑은 적 전차, 대전차포, 휴대용 대전차 무기에 취약하게 만들었다.
6.25 전쟁에서 M24는 북한의 T-34-85와 맞서기 위해 투입된 초기 미군 전차였다. 전차를 가져온 일본 주둔군은 제2차 세계대전 이후 급속한 복원으로 인해 경험이 부족하고 장비가 미흡했다. M24는 더 나은 무장, 더 두꺼운 장갑, 더 숙련된 승무원을 갖춘 이 중형전차에 비해 형편없는 성적을 거두었으며, T-34 부대에 경미한 피해만을 입힌 채 대부분의 수를 잃었다. 전투적 철수를 관리하면서 부산 방어선에서 포병으로 전락했다. 8월에 미국과 영연방의 증원군이 T-34를 쉽게 격파할 수 있는 더 무거운 전차를 가져왔다. M24는 나중에 전쟁에서 M4 셔먼, M26 퍼싱, M46 패튼과 같은 더 무겁고 유능한 전차의 지원을 받아 정찰 임무에서 더 성공적이었다.

#### M41 워커 불독

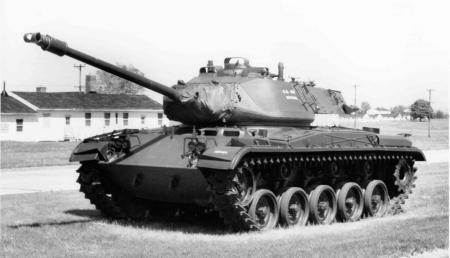
M41 워커 불독

M24 채피를 대체하기 위한 T37의 개발은 1947년에 시작되었다. 이 차량은 공수 수송이 가능하도록 설계되었으며, 향상된 76mm 포를 통해 더 강력한 화력을 제공했다. 1949년, 덜 야심찬 거리 측정기의 채택과 함께 프로젝트 명칭은 M41로 변경되었다. 1951년 캐딜락 클리블랜드 전차 공장에서 생산이 시작되었고, 1953년까지 새로운 전차는 미국 육군에서 M24를 완전히 대체했다. 나중에 M41 워커 불독으로 지정되었다. M41은 민첩하고 잘 무장되었다. 반면에 시끄럽고 연료 소모가 많으며 공수 수송에 문제를 일으킬 정도로 무거웠다.
워커 불독은 6.25 전쟁 중 미 육군과 함께 제한적인 전투를 치렀지만, 대부분의 경우 이 분쟁은 전차의 결함, 특히 거리 측정기와 관련된 결함을 해결하기 위한 시험장 역할을 했다. 당시에는 T-41로 지정되었으며, 첫 시험 운행도 전에 전장으로 급파되었다. 이는 북한군이 T-34 전차를 공급받았기 때문인데, 이 전차는 M24보다 우수했다.
또한 인근 일본에서도 사용되었다. 1961년까지 150대가 육상자위대에 인도되어 61식 중형전차를 보완했다.
또한 피그스만 침공에서도 브리가다 2506이 M41 워커 불독 전차로 쿠바의 T-34-85 전차에 맞서 싸웠고, T-34-85 전차 5대가 파괴되고 다른 전차들도 심하게 손상되었다.

### 중형전차

#### M4A3

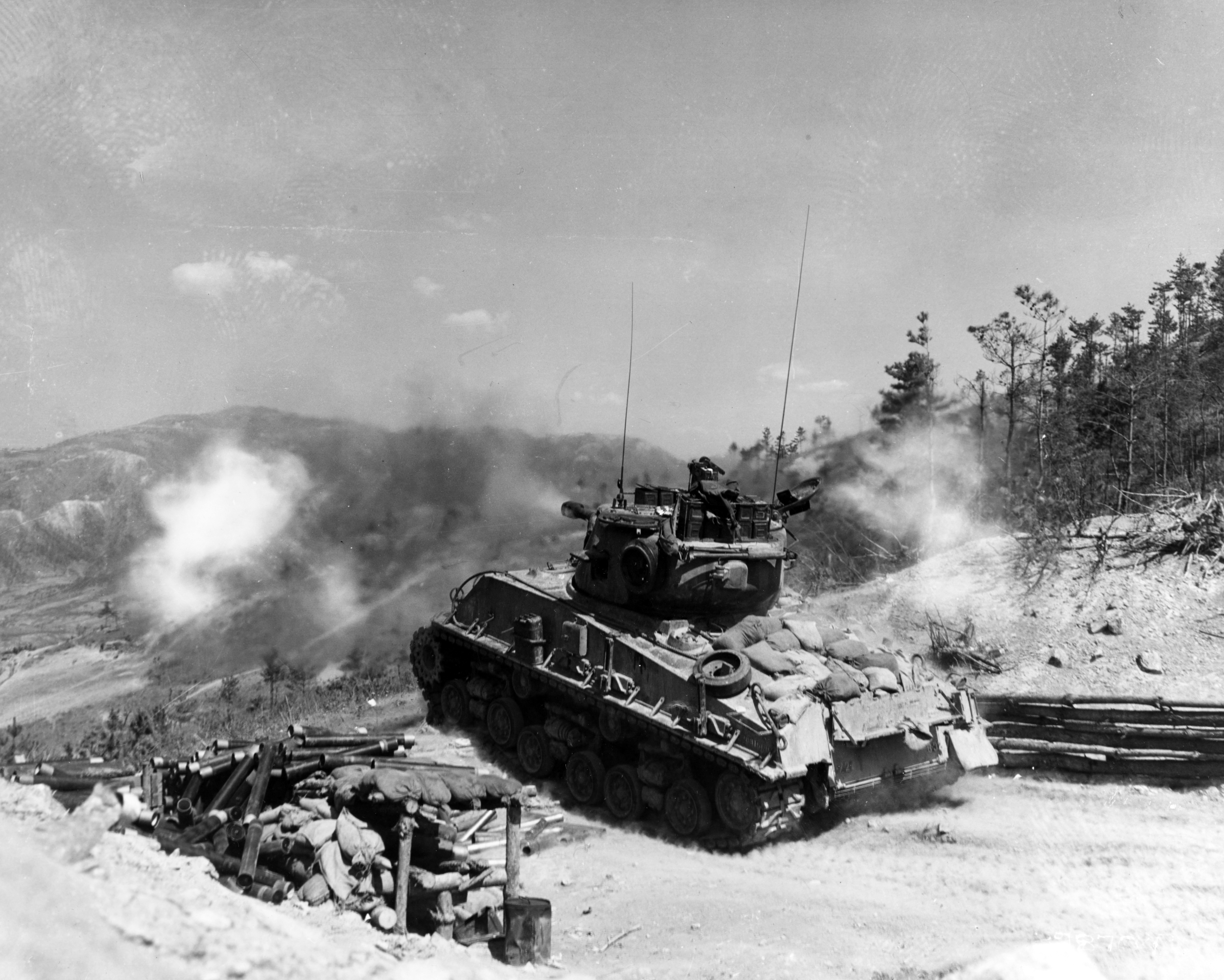
6.25 전쟁 중 포병으로 사용된 M4A3(76)W HVSS 셔먼이 사격 위치에 있다.

M4A3는 미군에서 마지막으로 사용된 셔먼 전차 유형이었다. 적의 T-34-85와 거의 대등했고 일반적인 전투 거리에서 서로를 파괴할 수 있었다. 전쟁 후반에는 포병 및 예비용으로만 사용되었다.

#### M26 퍼싱

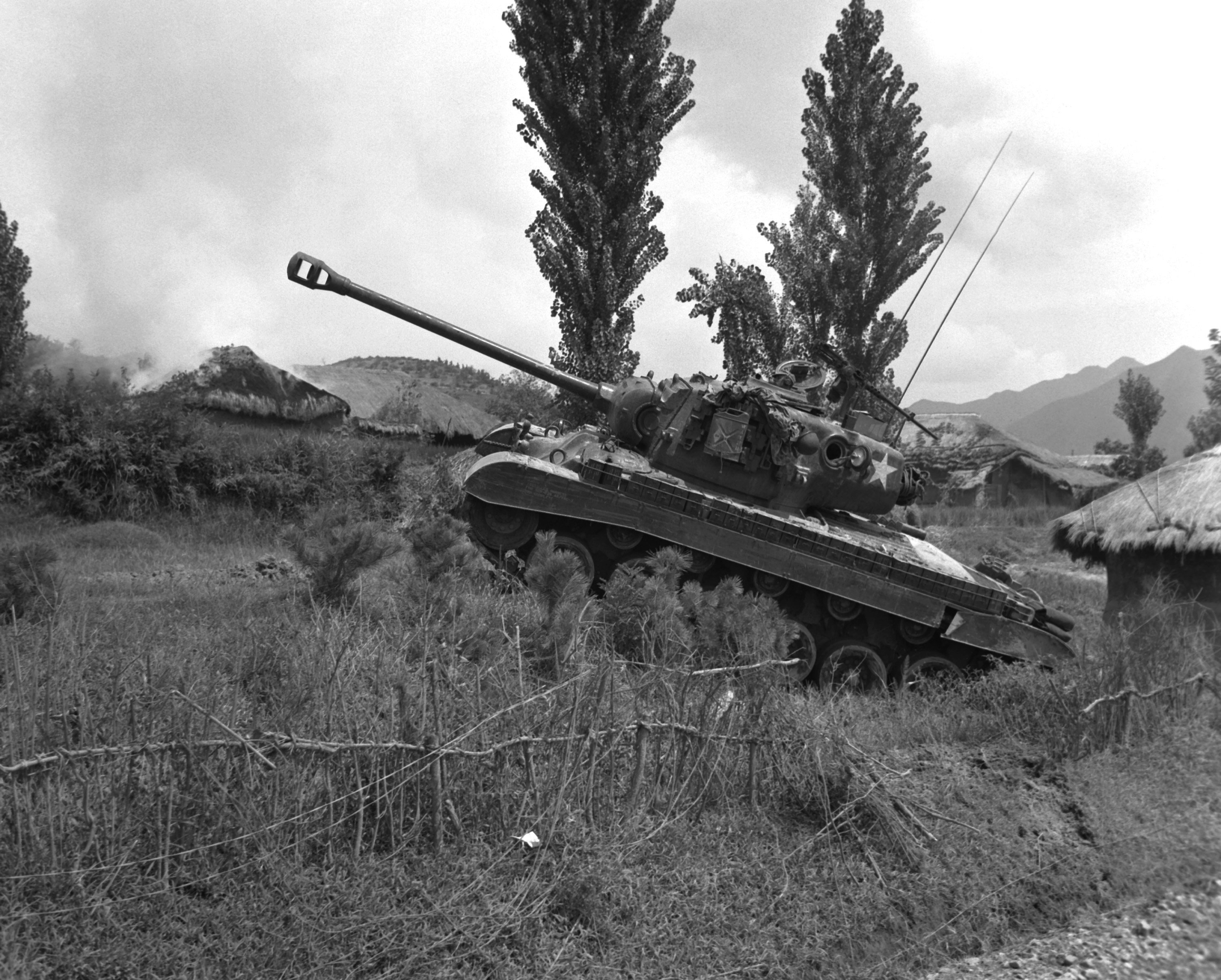
1950년 6.25 전쟁에 참전한 미 해병대 M26 퍼싱.

M26 퍼싱은 제1차 세계 대전에서 유럽 주둔 미군 원정군을 이끌었던 존 J. 퍼싱 장군의 이름을 따서 명명되었다. 제2차 세계 대전 말기에 설계되었지만, 늦게 도입되어 전투에 거의 참여하지 못했다. 중전차로 설계된 퍼싱은 90mm 포와 방어력 면에서 M4 셔먼보다 크게 개선되었다. 1946년 5월, 미 육군 전차 요구 사항에 대한 개념 변화로 인해 M26은 중형전차로 재분류되었다. 그러나 10톤이나 가벼웠던 M4A3와 동일한 엔진을 사용했고 변속기가 다소 신뢰할 수 없었기 때문에 중형전차로서 기동성이 만족스럽지 못했다. 1948년, M26E2 버전이 새로운 파워팩과 함께 개발되었다. 새로운 버전은 M46 패튼으로 재지정되었고, 1,160대의 M26이 이 새로운 표준으로 재건되었다.
M26 퍼싱은 6.25 전쟁에서 대규모 전투 배치를 보게 될 것이다.

#### M46 패튼

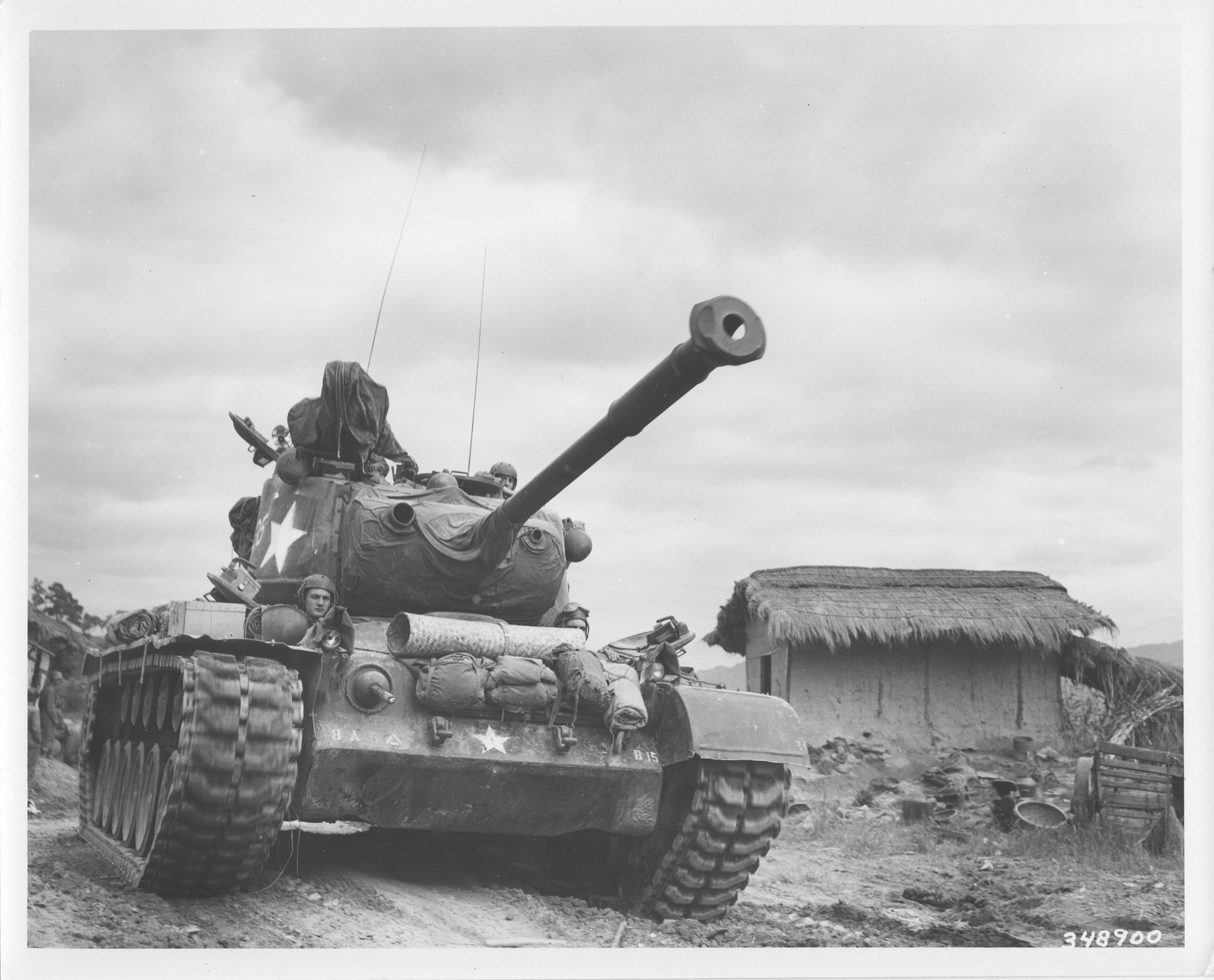
1950년 9월 6.25 전쟁 중 금호 마을을 통과하는 M46 패튼 전차와 승무원.

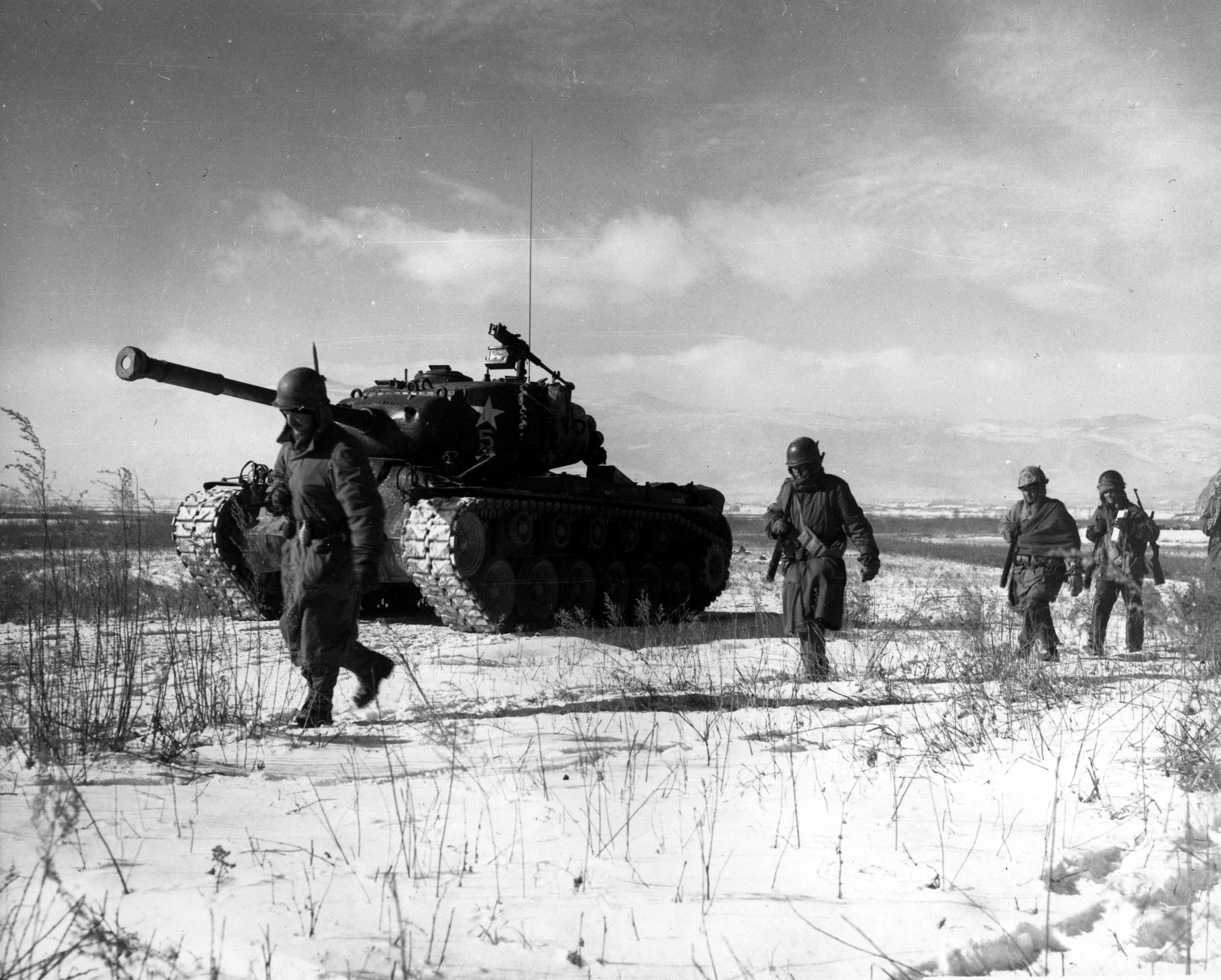
장진호 전투에서 M46 패튼 전차의 지원을 받는 미 해병대 제1사단 해병대원들.

M26 퍼싱의 기동성은 중형전차로서 만족스럽지 못하다고 판단되었는데, 이는 10톤의 중량이 추가되었음에도 훨씬 가벼운 M4 셔먼과 동일한 엔진을 사용했기 때문이었다.
1948년 M26 퍼싱의 동력 장치를 더 강력한 엔진과 더 신뢰할 수 있는 변속기로 교체하는 작업이 시작되었다. 콘티넨탈 AV1790-3이 선택되었는데, 이는 M26 퍼싱의 이전 엔진이 500마력에 불과했던 것에 비해 800마력 이상을 낼 수 있었으며, 크로스-드라이브 변속기 앨리슨 CD-850-1과 결합되었다. 계속해서 수정 사항이 추가되었고, 결국 병기국은 이 전차에 자체적인 고유 명칭이 필요하다고 결정했다. 1949년 11월 재건축 공정이 시작되자, 업그레이드된 M26은 새로운 동력 장치와 배연기가 장착된 주포를 받았고, M46 패튼으로 지정되었다. 천 대 미만이 M46 표준으로 업그레이드되었다.
M46 패튼은 M26 퍼싱의 완전히 업그레이드되고 현대화된 버전이 되었으며, 1949년에서 1951년 사이에 총 1,168대의 M46 전차가 제조되었다. 1950년 8월 8일, 첫 M46 패튼이 남한에 배치되었다. 이 전차는 상대적으로 적은 수로 마주친 북한의 훨씬 가벼운 T-34-85보다 우수하다는 것이 입증되었다. 1950년 말까지 200대의 M46 패튼이 배치되었으며, 이는 6.25 전쟁 중 미군 전차 전력의 약 15%를 차지했다. 1950년 동안 한국으로 선적된 나머지 1,326대의 전차에는 679대의 M4A3 셔먼, 309대의 M26 퍼싱, 그리고 138대의 M24 채피 경전차가 포함되었다.
M46 패튼은 다른 중형전차들에 비해 느렸지만, 기동성과 강력한 90mm 포는 6.25 전쟁에서 강력한 무기가 되었다.
후속 M46 및 M46A1 패튼의 선적은 남아 있는 모든 M26 퍼싱이 1951년에 철수되었음을 의미했으며, 대부분의 셔먼 장비 부대도 신형 전차 모델로 재무장되었다.

### 6.25 전쟁 이후

#### 중형전차

##### M47 패튼
M47 패튼은 M46 패튼과 M4 셔먼 전차를 대체하기 위해 고안되었다. 90mm 포와 승무원 5명으로 구성되었다. 미군에서 주력 전차였음에도 불구하고, 미군 복무 중 실제 전투에 투입된 적은 없다.

##### M48 패튼

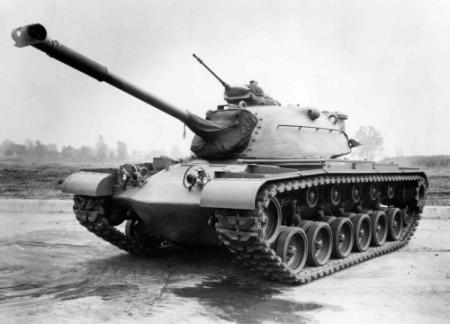
M48A1

1951년 초, 미국은 90mm 대포를 장착한 M48 패튼의 설계를 시작했으며, 시제품 단계에서는 T-48로 지정되었다. T48은 새로운 포탑, 개선된 현가장치, 그리고 운전병이 중앙에 위치하도록 재설계된 차체를 특징으로 했으며, 이로 인해 기관총과 그 운용병도 제거되었다. 활 기관총 사수 위치가 제거되면서 M48 패튼은 중형전차 중 최초로 중앙선 전차 운전병, 활 기관총 없음, 4인 승무원을 갖춘 미군 주포 전차가 되었다. 이는 이전의 모든 전차 설계와 대조되는데, 이전에는 전차당 5명 이상의 승무원이 있었고 운전병은 전면에서 왼쪽 또는 오른쪽으로 오프셋되어 있었다.

##### T95 중형전차

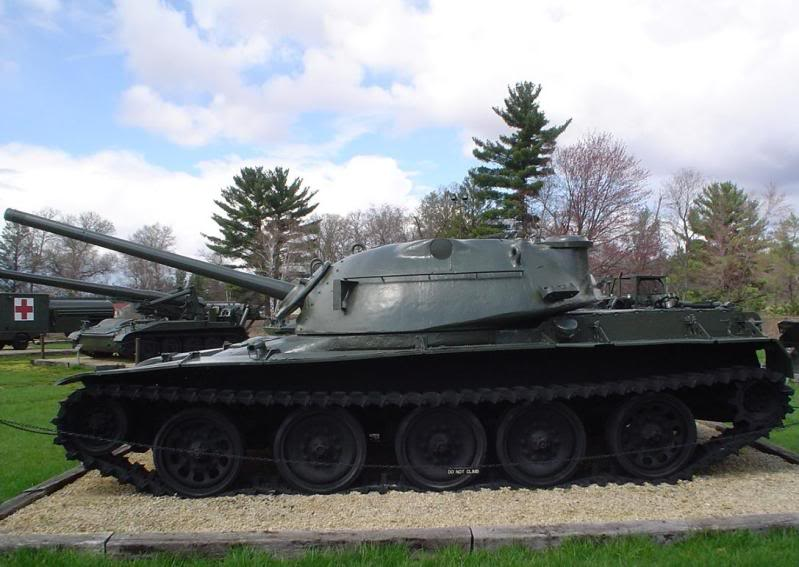
T95 중형전차

T95는 1955년부터 1959년까지 개발된 미국 시제품 중형전차 시리즈였다. 이 전차들은 규소 코어 장갑, 반동 시스템 없이 고정된 마운트에 장착된 APFSDS 발사 90mm 활강총포 T208 포, 새로운 변속기, 그리고 강렬한 비결맞음 적외선 빛의 펄스 빔을 방출하여 작동하는 T53 광학 추적, 획득 및 거리 측정(OPTAR) 시스템을 포함한 사격 통제 장치와 같은 많은 첨단 또는 특이한 기능을 사용했다.

#### 중전차

##### M103 중전차

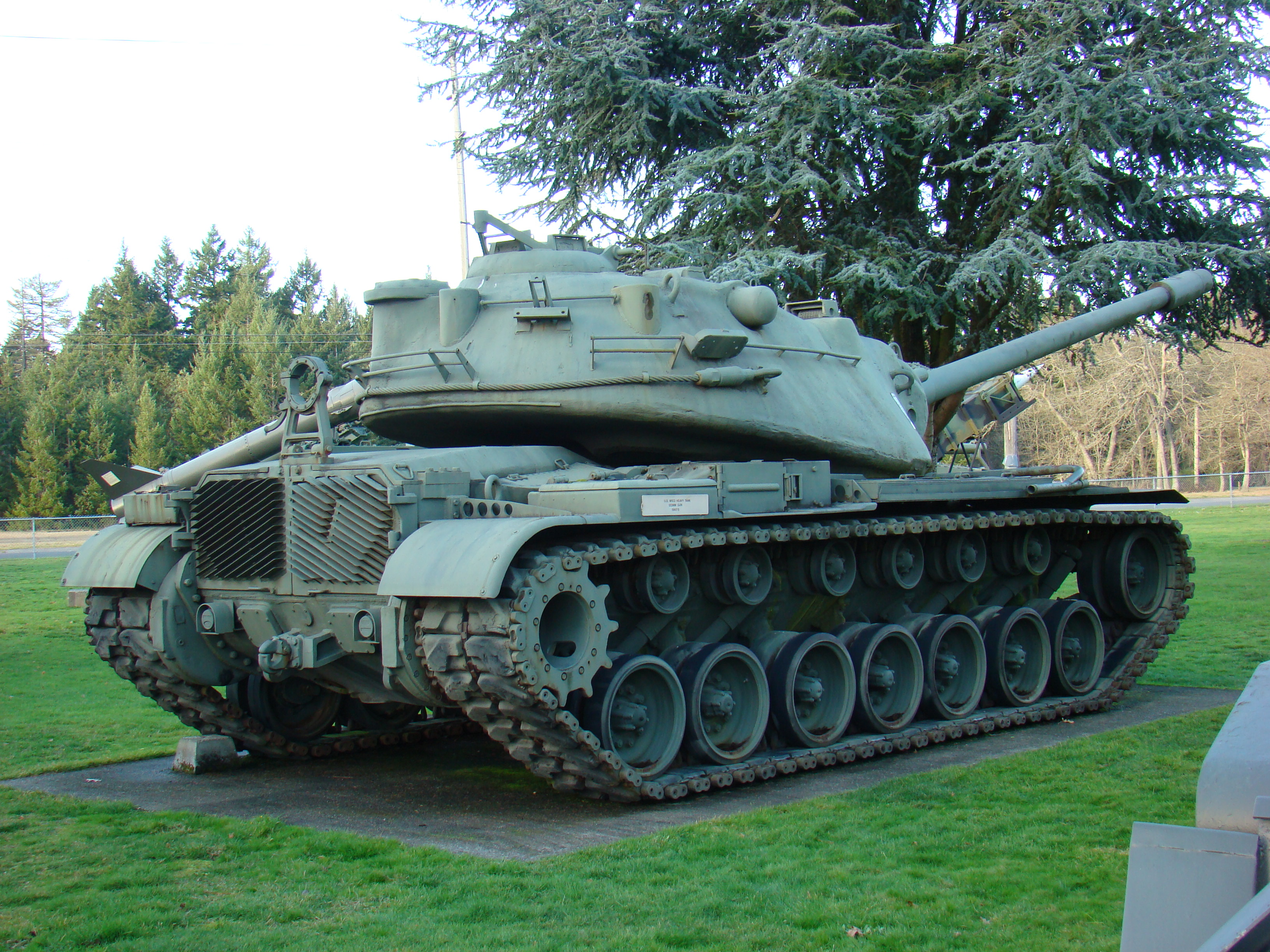
JBLM의 M103

M103은 디트로이트 병기창 전차 공장에서 제조되었으며 첫 부대는 1957년에 운용을 시작했다.
M103은 소련의 중전차에 대항하기 위해 설계되었다. 장거리 120mm 포는 극단적인 거리에서 적 전차를 타격하도록 설계되었지만, 실제 전투에서 사용된 적은 없다. 제작된 M103 300대 중 대부분은 해병대에 배정되었다. 이 전차는 상대적으로 동력이 약했고 구동 시스템이 취약했다.
M103의 포탑은 M48 또는 M60보다 커서 거대한 120mm 포와 이를 담당하는 두 명의 장전수 외에 포수와 전차장을 위한 공간을 마련했다. 운전병은 차체에 앉았다. 포는 +15도에서 -8도까지 고저각을 조절할 수 있었다.
미 육군이 1960년 신형 M60 시리즈 주력전차를 받으면서 중장갑 부대를 비활성화했지만, 남아 있는 M103은 미 해병대 재고에 계속 남아 있다가 M60 시리즈 주력전차를 받기 시작했다. 미군에서 중전차가 사라지면서 1960년 미 육군에서, 그리고 1973년 미 해병대에서 주력전차의 완전한 채택이 이루어졌다.

### 베트남 전쟁

#### 경전차

##### M551 셰리든

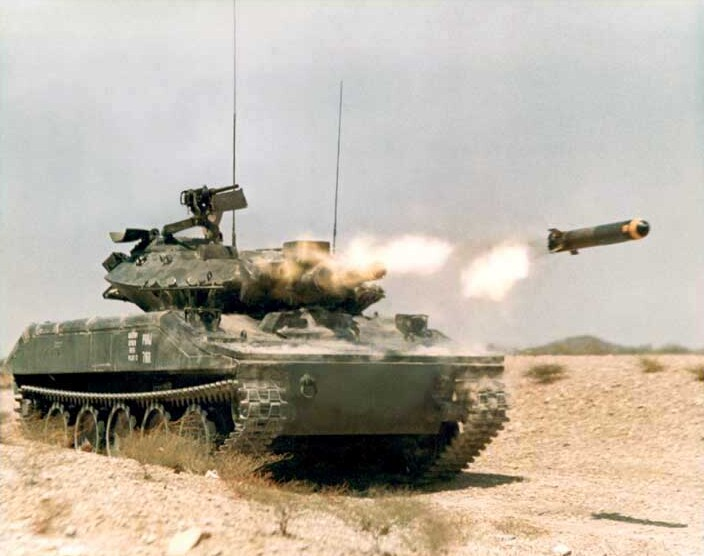
XM551 셰리든이 실리라 미사일을 발사하고 있다.

M551 셰리든의 설계는 M41의 후속인 T92 경전차가 취소되면서 시작되었다.
T-92보다도 더 가벼운 무게에 대한 필요성은 설계에 어려운 문제를 제기했다. 현대 전차를 합리적인 거리에서 격파할 수 있는 포는 너무 커서 이를 운반할 대형 차량이 필요했고, 이는 결국 차량이 경전차로서 의도된 교리적 용도를 수행할 수 없게 만들었다. 기존의 관통 탄약 대신 HEAT 탄약을 사용하면 이 문제를 해결할 수 있었지만, HEAT 탄약은 더 큰 구경에서 더 잘 작동했다. 전차 포의 화력은 일반적으로 구경과 포구속도의 산물이므로, XM551의 경우 포구속도가 희생되어 저속이지만 비교적 대구경인 152mm M81이 생산되었다. M81이 발사한 HEAT 탄약은 더 짧은 거리에서 당시 모든 전차를 격파할 수 있었지만, 낮은 속도로 인해 더 긴 거리에서는 사용하기 어려웠고, 특히 이동하는 목표물에 대해서는 더욱 그러했다. 대구경 저속 포는 보병 지원에도 이상적이었는데, 고성능 대전차포는 종종 연약한 목표물을 그대로 관통했고 소구경 포는 폭발성 충전물을 위한 공간이 거의 없었다. 따라서 M81은 직접 화력 지원과 단거리 대전차 교전 모두에 이상적이었다.

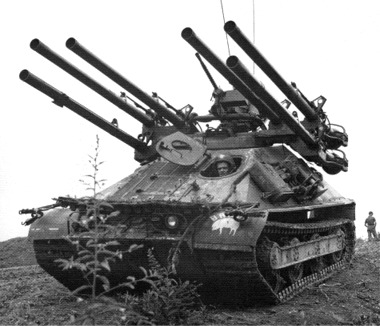
미국 온토스 M50A1 구축전차. 상단 포에 .50 구경 조준 소총이 보인다.

M81 포의 성능은 중장거리 대전차 교전에서 부족했다. 포구 속도가 너무 낮아 장거리에서 HEAT 탄약을 발사할 경우 "로프티드"되어 조준이 어려웠고, 비행 시간이 너무 길어 움직이는 목표물을 맞추기가 매우 어려웠다. 그러나 이 문제를 해결하기 위해 전차에 포발사 대전차 미사일을 장착하는 방법이 있는 것으로 보였다. 장거리 교전 시에는 HEAT 탄약 대신 미사일을 발사할 것이며, 비록 속도가 비교적 느리더라도 유도 시스템은 명중 확률을 매우 높일 것이다. 이미 무반동총만 장착하거나, 미국 자체의 온토스 전차와 같이 교대로 ATGM을 장착하는 여러 차량이 운용 중이었지만, 일반적으로 이러한 차량은 보병 지원 역할에서 화력이 제한적이거나, 온토스의 경우 차량 내부에서 재장전할 수 없었다. XM551은 설득력 있는 타협점을 제공했다. 보병 지원을 위해 대구경 포는 완전 크기의 포탄과 캐니스터탄을 발사할 수 있었고, 동일한 포로 합리적인 단거리 대전차 성능도 제공했다. 비록 실리라 미사일이 위험한 프로젝트로 간주되었지만, 만약 성공한다면 XM551은 극단적인 거리에서도 가장 큰 전차들을 상대할 수 있을 것이다.
포를 장착하도록 설계된 차량은 강철 포탑과 알루미늄 차체를 가졌다. 대형 디젤 엔진으로 구동되었다. 따라서 M551은 시속 45마일까지 달릴 수 있는 뛰어난 기동성을 가졌다. 부력 스크린으로 수륙양용 능력이 제공되었다. 생산은 1966년 7월 말에 시작되어 1967년 6월에 운용을 시작했다. 1966년에서 1970년 사이에 1,600대 이상의 M551이 제작되었다. M551 프로그램의 총 비용은 13억 달러였다.
이 차량은 전투 상황에서 매우 시끄럽고 신뢰할 수 없다는 것이 입증되었다. 장갑이 너무 얇아 중기관총탄에도 관통될 수 있었고 지뢰에도 매우 취약했다.
총을 발사하면 종종 섬세한 전자 장치에 부정적인 영향을 미쳤는데, 이는 솔리드 스테이트로 전환되는 초기 단계였기 때문에 베트남에 배치된 차량에서는 미사일 및 유도 시스템이 생략되었다. 따라서 88,000발이라는 비싼 미사일이 생산되었음에도 불구하고 전투에서 사용된 것은 거의 없었다. 총은 반복적인 발사 후 약실 근처에 균열이 발생하는 문제가 있었다. 대부분의 야전 부대는 문제를 해결하기 위해 수정되었으며, 더 얕은 슬롯과 미사일에 대한 일치하는 수정이 이루어진 수정된 M81E1이 도입되어 문제가 해결되었다. 총은 또한 차량 무게에 비해 너무 많은 반동이 있다는 비판을 받았는데, 주포를 발사하면 두 번째 심지어 세 번째 로드휠이 지면에서 완전히 떨어졌다.
셰리든은 베트남 전쟁에서 광범위하게 사용되었으며, 국내 거의 모든 기갑 기병 대대에 배치되었다. 1969년, 기갑 기병 부대는 M48 패튼 전차를 대체하기 시작했다.

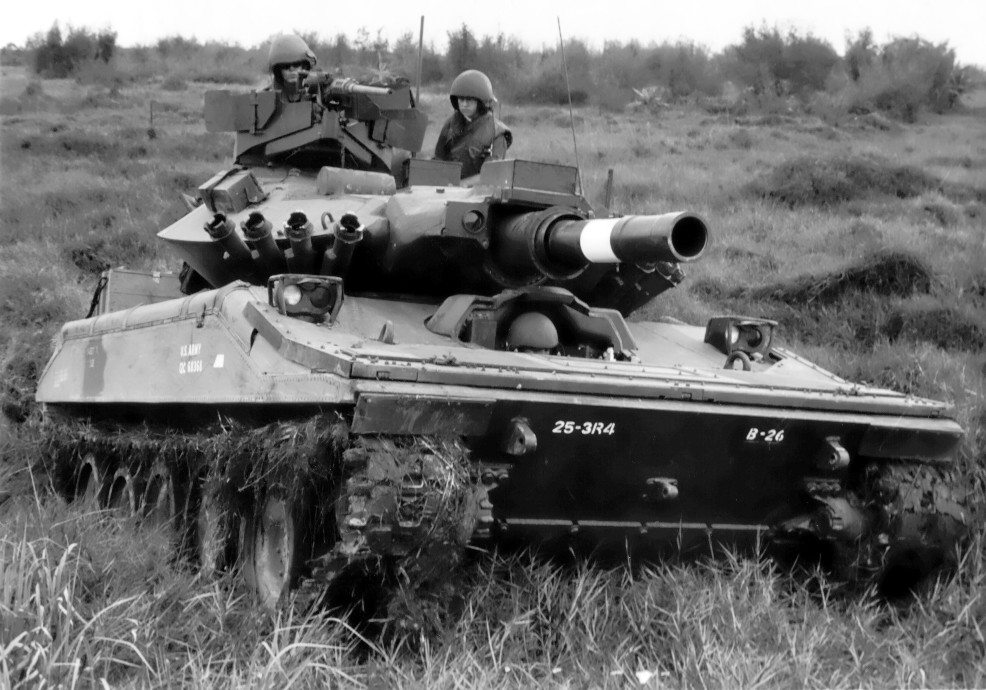
베트남에 있는 제3대대 제4기갑 기병 소속 M551 셰리든과 승무원.

부대의 전투 보고서는 때때로 극찬 일색이었지만, 상부 지휘 체계의 보고서는 종종 부정적이었다. 1969년 차량 평가에 따르면 M551은 정찰, 야간 순찰, 도로 정리 등에 사용되었으며, 총 39,455마일의 도로 주행과 520회의 전투 임무를 수행했고, 가동률은 81.3%였다. 로켓과 지뢰에 취약함에도 불구하고, 셰리든에 대한 개조를 적용하고 모든 기병대대에 장비할 가치가 있다고 판단되었다.
셰리든은 직사 화력 지원이 절실했던 보병들에게 크게 환영받았다. 일반적으로 ACAV(M113)와 함께 TO&E의 일부로 M113과 M551을 모두 포함하는 기갑 기병 부대로서 활동했다. 기갑 부대는 전차만으로 구성되었고(본부 중대 제외), 기계화 보병 부대는 M113만으로 구성되었다. 이 역할에서 셰리든의 진짜 문제는 20발의 제한된 탄약 적재량과 8발의 미사일(베트남에서 운용된 M551은 미사일이나 그 유도 장비가 장착되지 않아 재래식 탄약의 기본 적재량이 증가했다)이었다.
일반적인 야전 개조는 지휘관의 .50구경(12.7mm) 포 주위에 "ACAV 세트"(기갑 기병 돌격 차량)라고 알려진 커다란 강철 방패를 장착하여 어느 정도 보호를 받으면서 사격할 수 있도록 하는 것이었다. 운전병은 시야 블록이 앞으로 회전할 때 회전하는 특이한 해치를 가지고 있다. 이 세트에는 차량 바닥에 볼트로 고정되는 추가적인 강철 하부 장갑이 포함되어 있었지만, 아마도 무게 문제 때문에 전면에서 끝까지 절반만 덮었다.
1970년대 중반에 이루어진 표준 개조는 "시리얼 볼" 전차장 큐폴라의 추가였다. 이 개조는 셰리든이 재래식 탄약을 발사할 때 발생하는 골절 효과 때문이었다. 반동으로 인해 전차장이 장갑판에 부딪혀 승무원들의 갈비뼈가 부러지는 경우가 발생했다.

#### 중형전차

##### M48 패튼

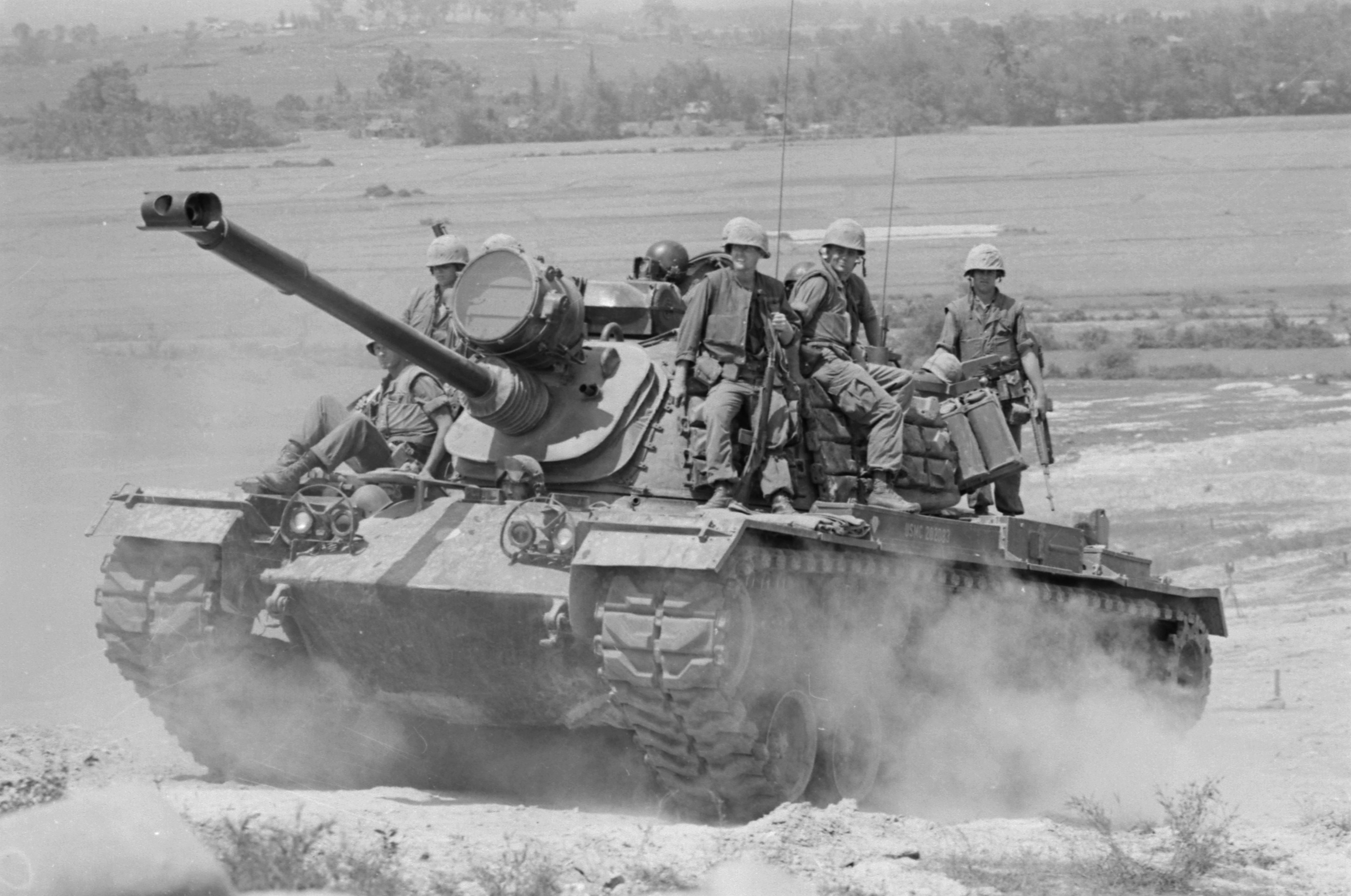
1966년 베트남에서 M48A3 전차를 타고 있는 미 해병대 3대대 2대대 E중대 소속 해병대원들

M48은 베트남 전쟁 중 광범위하게 전투에 참여했다. 600대 이상의 패튼 전차가 미군과 함께 전쟁에 배치되었다. 초기 M48은 1965년 미 해병대와 함께 상륙했다. 베트남에 배치된 나머지 패튼 전차는 미 육군 세 개 대대에 있었다. DMZ 근처의 제177 기갑, 중앙 고원의 제169 기갑, 메콩 삼각주 근처의 제234 기갑이었다. 각 대대는 약 57대의 전차로 구성되었다. M48은 베트남에서 기갑 기병 대대에서도 사용되었지만, 나중에 M551 셰리든 전차로 교체되었다. 화염방사기 전차 M67A1(지포라는 별명이 붙었다)도 이 분쟁에서 사용된 M48 변형이었다.

미군이 재배치 작전을 시작했을 때, 많은 M48A3 패튼 전차는 베트남 공화국 육군(ARVN) 부대로 넘어갔고, 특히 ARVN 제20전차연대가 창설되어 M41 워커 불독 부대를 보완했다. 1972년 북베트남 육군(NVA) 부활절 공세 동안, NVA T-54/PT-76과 ARVN M48/M41 부대 간의 전차 충돌이 흔해졌지만, 1972년 4월 23일 제20전차연대 전차병들은 신형 9M14M 말류트카(NATO 보고명: 새거) 유선 유도 대전차 미사일로 무장한 NVA 보병-전차 팀의 공격을 받았다. 

1969년 6월, 베트남 중앙 고원의 정글을 통과하는 미 육군 제4보병사단 제1기병연대 B중대 병사들과 M48 패튼 전차.

 이 전투에서 M48A3 패튼 전차 1대와 M113 기갑 기병 돌격 차량(ACAV) 1대가 파괴되었는데, 이는 새거 미사일에 의한 최초의 손실이었고, 이는 1년 후 1973년 욤키푸르 전쟁에서 훨씬 더 큰 규모로 중동에 울려 퍼졌다.
M48은 보병 지원 역할에서 베트남에서 훌륭하게 수행되었다. 그러나 실제 전차 대 전차 전투는 거의 없었다. M48은 소총탄, 지뢰, 로켓추진유탄으로부터 승무원을 적절히 보호해주었다.
1970년대 중반, M48A5 업그레이드가 개발되어 차량에 더 무거운 105mm 포를 장착할 수 있게 되었다. 이는 M48을 당시 정규적으로 사용되던 M60 전차와 동등한 수준으로 끌어올리도록 설계되었다. 이때까지 대부분의 M48은 예비 부대에 배치되었다. 1990년대 중반까지 모든 M48은 단계적으로 퇴역했다.

#### 주력전차

##### M60

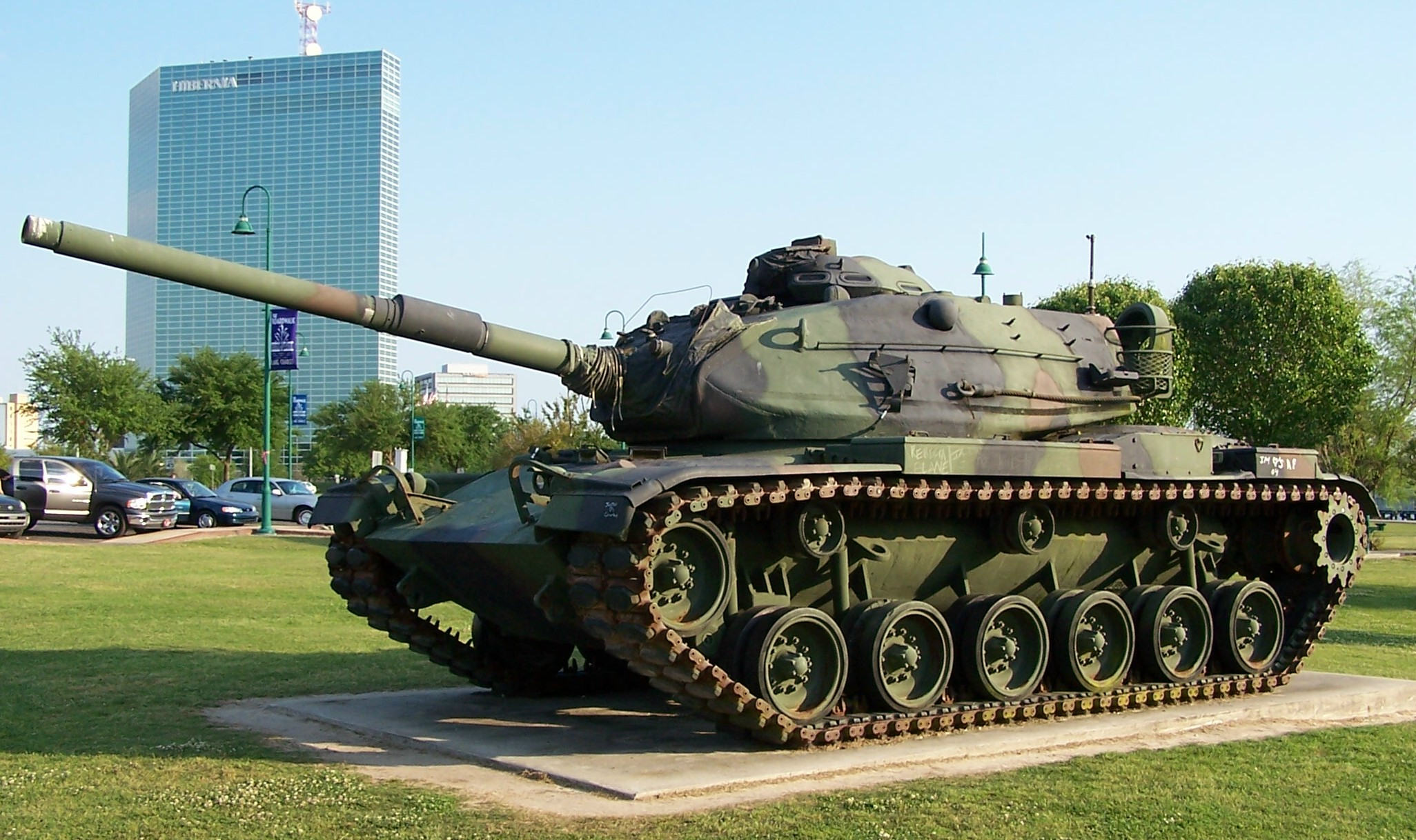
M60A3

M60 전차는 M48 패튼의 대체품으로 설계되었으며, 개량된 M48 차체를 기반으로 한다.
1957년, 미국에서는 105mm 주포와 재설계된 차체로 더 나은 장갑 방어를 제공하는 전차 계획이 수립되었다.
그 결과 탄생한 M60은 기반이 된 M48과 대체로 닮았지만, 상당한 차이점이 있었다. M60은 배연기가 장착된 105mm 주포를 장착했고, M48의 차체가 둥근 반면 직선형 전면 경사면을 가진 차체를 가졌다. 또한 M48의 5개 대신 측면당 3개의 지지 롤러를 가졌고, 강철 대신 알루미늄으로 제작된 로드휠을 가졌다. 운전병은 M27 주간 잠망경 세 개를 통해 바라보았으며, 이 중 하나는 야간 투시 잠망경으로 교체할 수 있었다. 처음에는 M60이 M48과 본질적으로 동일한 포탑 모양을 가졌지만, 나중에 전면적을 적의 사격에 최소화하는 독특한 "니들노즈" 설계로 교체되었다.

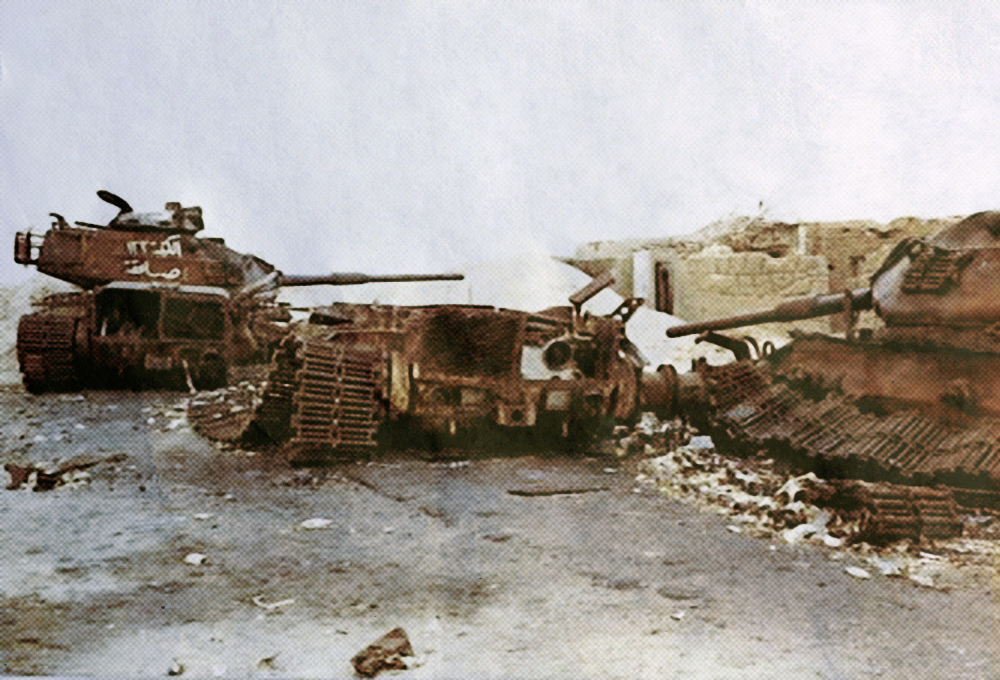
욤키푸르 전쟁 중 이스마일리아의 파괴된 이스라엘 패튼 전차

M60은 보호를 위해 균질 강철 장갑을 사용한 마지막 미국 주력전차였다. 또한 M60 기관총 또는 차체 아래 탈출 해치를 특징으로 한 마지막 전차였다.
원래 M68로 지정되었던 이 신형 차량은 1959년에 생산에 들어갔고, M60으로 재분류되어 1960년에 운용을 시작했다. 15,000대 이상의 M60(모든 변형 포함)이 제작되었다.

##### M60A1
1963년에 M60은 M60A1으로 업그레이드되었다. 1980년까지 생산된 이 새로운 변형은 더 크고 더 잘 형성된 포탑과 장갑 보호 및 충격 흡수 장치에 대한 개선을 특징으로 했다. M60A1은 또한 주포를 위한 안정화 시스템도 갖추었다. 그러나 M60A1은 여전히 이동 중 사격이 불가능했는데, 이 시스템은 전차가 험지 주행 중일 때 포를 동일한 일반 방향으로 유지하는 역할만 했기 때문이다. 하지만 동축 기관총은 이동 중에도 조준할 수 있도록 해주었다.

### 베트남 전쟁 이후

#### 경전차

##### M551 셰리든

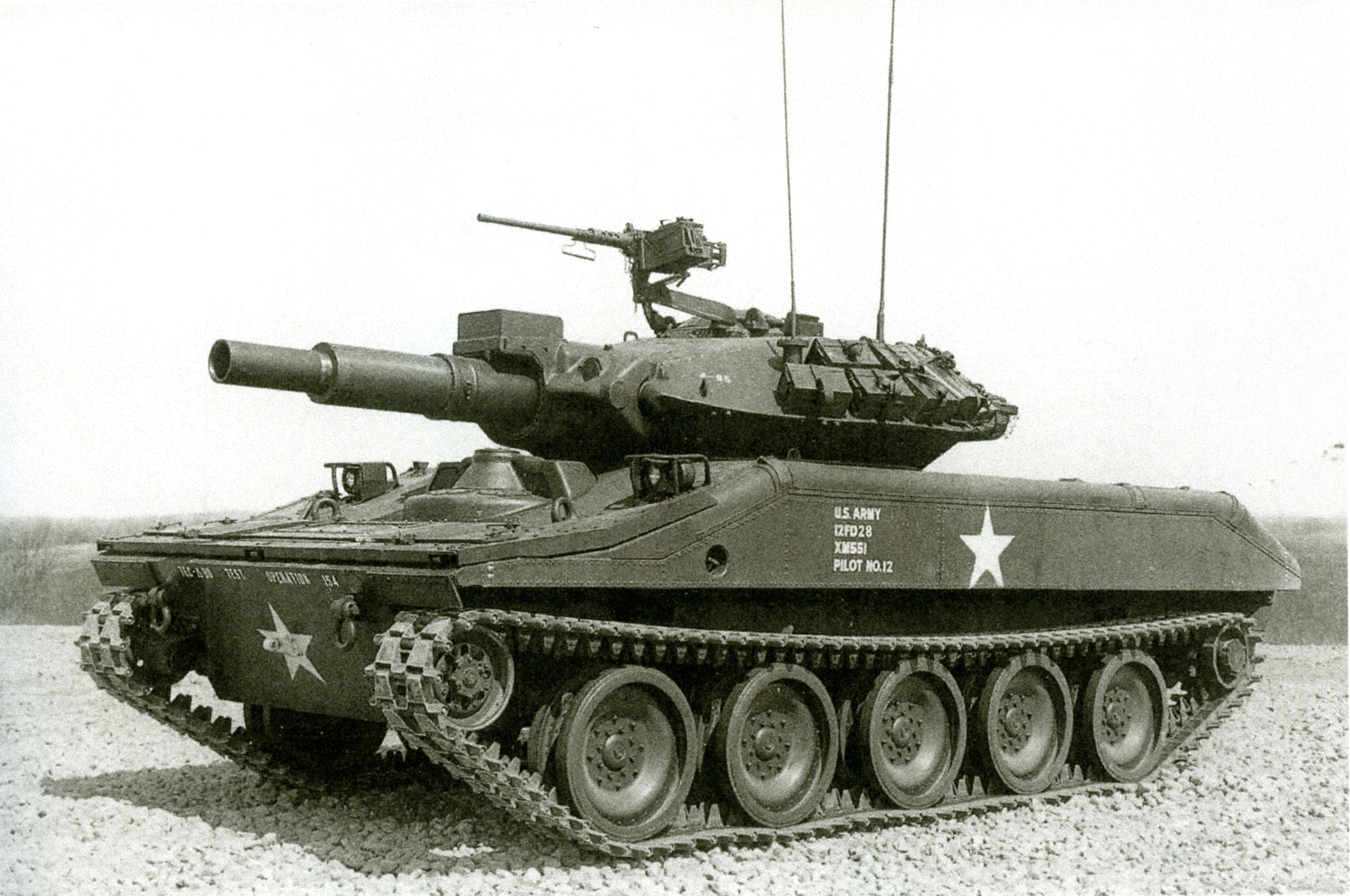
XM551 "셰리든"

육군은 1950년에 기갑(전차)을 중전차, 중형전차, 경전차에서 120mm, 90mm, 76mm 포 전차 등으로 재분류했다. 결과적으로 M551 셰리든이 1969년 1월 베트남에서 전투에 투입되었을 때, 이 전차는 순수하게 기병 부대에 배정되었고 경전차가 아닌 장갑 정찰 공수 돌격 차량 M551로 분류되었다. 마지막으로 공식적인 미군 경전차는 M41 워커 불독이었으며, 이 차량은 미군에 의해 전투에 사용된 적이 없다. 베트남 공화국 육군(ARVN)과 미 육군 방위군/예비군 부대로 이전되었으며, 특수 서비스 부대(공수부대, OPFOR(대항군 훈련), 포트 어윈 등)를 제외하고는 일반 서비스에서 단계적으로 퇴역했다. 82 공수사단은 1978년부터 셰리든을 단계적으로 퇴역시키기 시작했지만, 당시에는 실제로 대체품이 없었다. 그럼에도 불구하고 82 공수사단은 1996년까지 셰리든을 보유할 수 있었다. 셰리든은 재고 목록에서 유일한 공수 가능 전차였으며, 따라서 공수 부대가 아닌 부대들이 셰리든을 없애야 했던 것보다 훨씬 더 큰 "영향력"을 가졌다. 그들의 부대는 나중에 전차장과 포수를 위한 열상 조준 시스템을 포함하는 M551A1 모델로 업그레이드되었다.

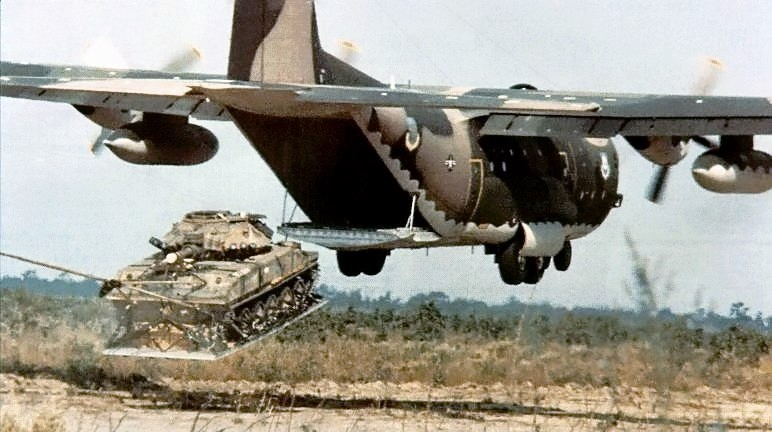
C-130이 LAPES(저고도 낙하산 추출 시스템)를 사용하여 M551 셰리든 전차를 투하하고 있다.

셰리든의 유일한 공수 투하는 1989년 정의로운 대의 작전 중 파나마에서 발생했으며, 14대의 M551이 배치되었다. 4대는 C-5 갤럭시 수송기로 운송되었고 10대는 공중 투하되었지만, 2대의 셰리든은 착륙 시 파괴되었다. 셰리든의 성능은 엇갈린 평가를 받았다. 운용병과 일부 지휘관들은 단단한 목표물을 파괴해야 하는 상황에서 화력을 제공한다고 칭찬했다. 그러나 셰리든이 HEAT 탄약만 사용했기 때문에 강화 콘크리트 구조물에 대한 효과가 제한적이었다.
51대의 셰리든이 걸프 전쟁에 배치되어 최초로 파견된 전차 중 일부였다. 이들은 러시아제 T-72에 대해 그리 효과적이지 않을 것이다. 그들의 역할은 연령과 경장갑으로 인해 정찰로 제한되었고, 비어 있는 이라크 벙커에 실리라 미사일 6발 이하가 시험 발사되었을 수 있다. 생산된 88,000발 중 채 반 다스도 안 되는 이 몇 발의 미사일만이 전투 환경에서 발사된 유일한 실리라 미사일이었다.
셰리든의 무장을 강화하거나 대체하려는 여러 시도가 있었지만, 모두 성공하지 못했다. 105mm 포를 장착한 새로운 포탑을 장착한 여러 실험적인 셰리든 버전이 제작되었다. 미 육군은 M8 장갑포 시스템을 대체하려고 했지만, 이 계획은 1996년에 취소되었다. 셰리든은 M1128 자주포가 온라인에 나오기 전까지 대체품 없이 퇴역했다. MGS는 오랜 조달 노력 끝에 잠재력을 발휘하지 못했다. 이 전차는 2022년에 퇴역할 예정이다. 미 육군의 현재 경전차 조달 프로그램은 모바일 방호 화력이다.

#### 주력전차

##### M60A2

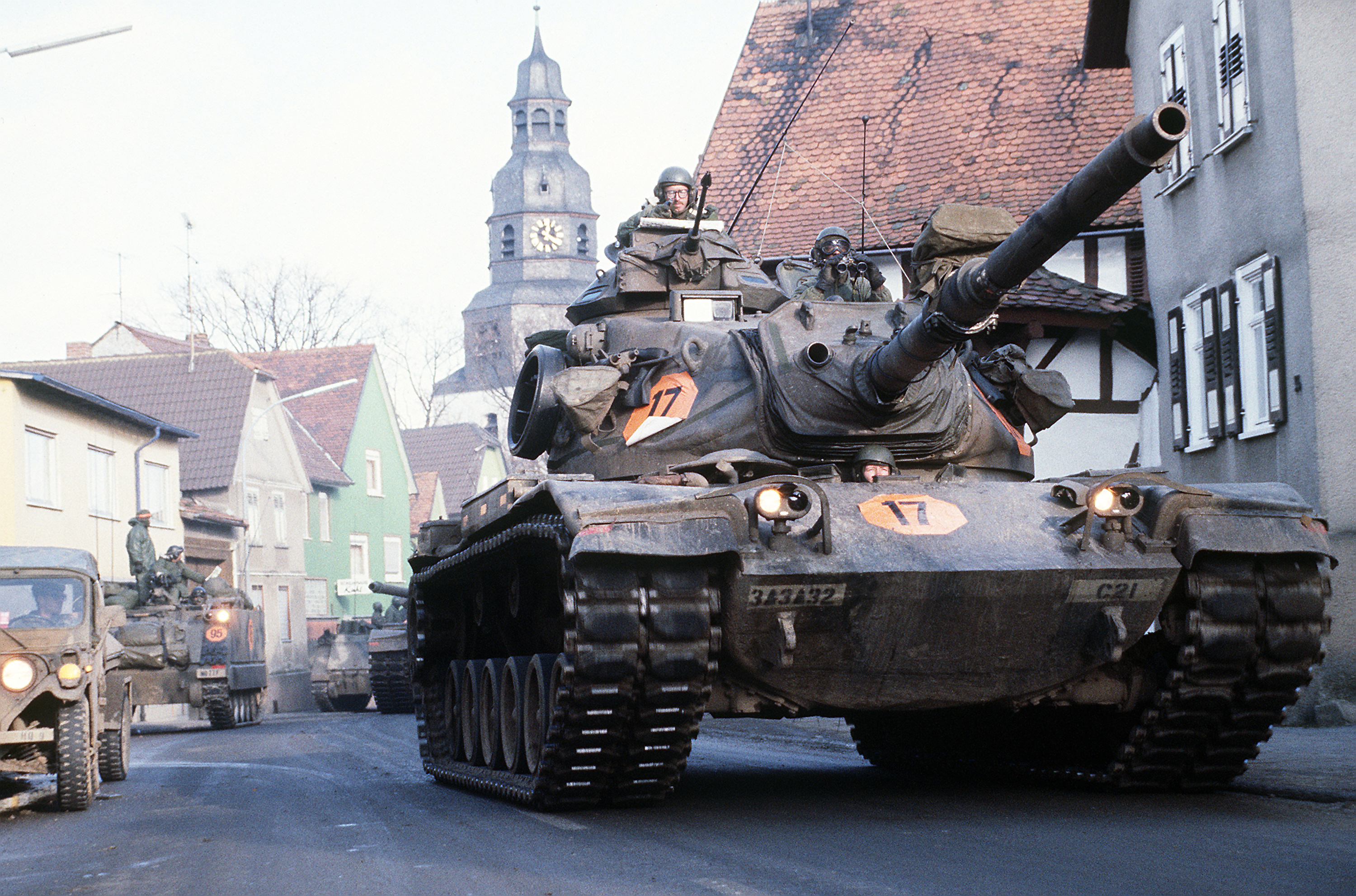
1985년 리포저 훈련 중 독일 거리를 따라 이동하는 제3기갑사단 제3-32기갑연대의 M60A3 주력전차.

"스타십"이라는 별명이 붙은 M60A2는 우주 시대 기술 덕분에 완전히 새로운 저자세 포탑과 상단에 전차장용 기관총 큐폴라를 특징으로 했다. 이는 전차장에게 장갑 보호를 받으면서도 좋은 시야와 사격 범위를 제공했지만, 낮은 차고는 희생되었다. 또한 이 전차는 152mm 포를 장착했는데, 이는 재래식 탄약뿐만 아니라 유도 미사일도 발사할 수 있었다.
M60A2는 실망스러웠지만, 기술 발전은 미래 전차의 길을 열어줄 것이다. 실리라/M60A2 시스템은 1981년까지 현역 부대에서 단계적으로 퇴역했으며, 포탑은 폐기되었다. 대부분의 M60A2 전차는 M60A3로 재건되었다.

##### M60A3

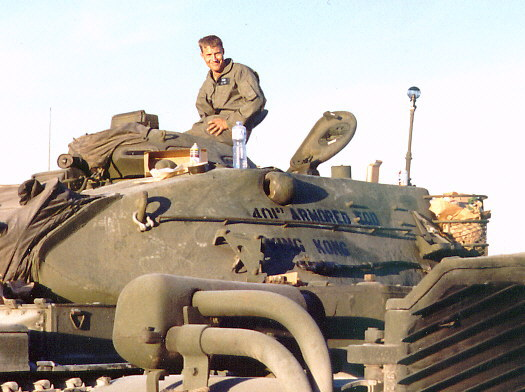
1991년 걸프 전쟁 중 카타르 도하에서 목격된 제401전술전투비행단(P) 소속 M60A3 전차

152mm 포를 장착한 신형 포탑을 장착한 M60A2의 개발은 중단되었고, 1978년 M60A3 변형에 대한 작업이 시작되었다. 이 변형은 연막 발사기, 새로운 거리 측정기, M21 탄도 계산기, 포탑 안정화 시스템 등 여러 기술적 개선을 특징으로 했다. 또한 M68A1 105mm 포로 되돌아왔다. 모든 현역 미 육군 M60은 결국 A3 모델로 전환되었다. 미 육군의 M60A3 주력전차는 1991년 걸프 위기 당시 사막의 폭풍 작전에 배치되었다.
M60A3는 1997년에 미군에서 단계적으로 퇴역했으며 M1 에이브럼스 주력 전차로 대체되었다.

##### MBT-70

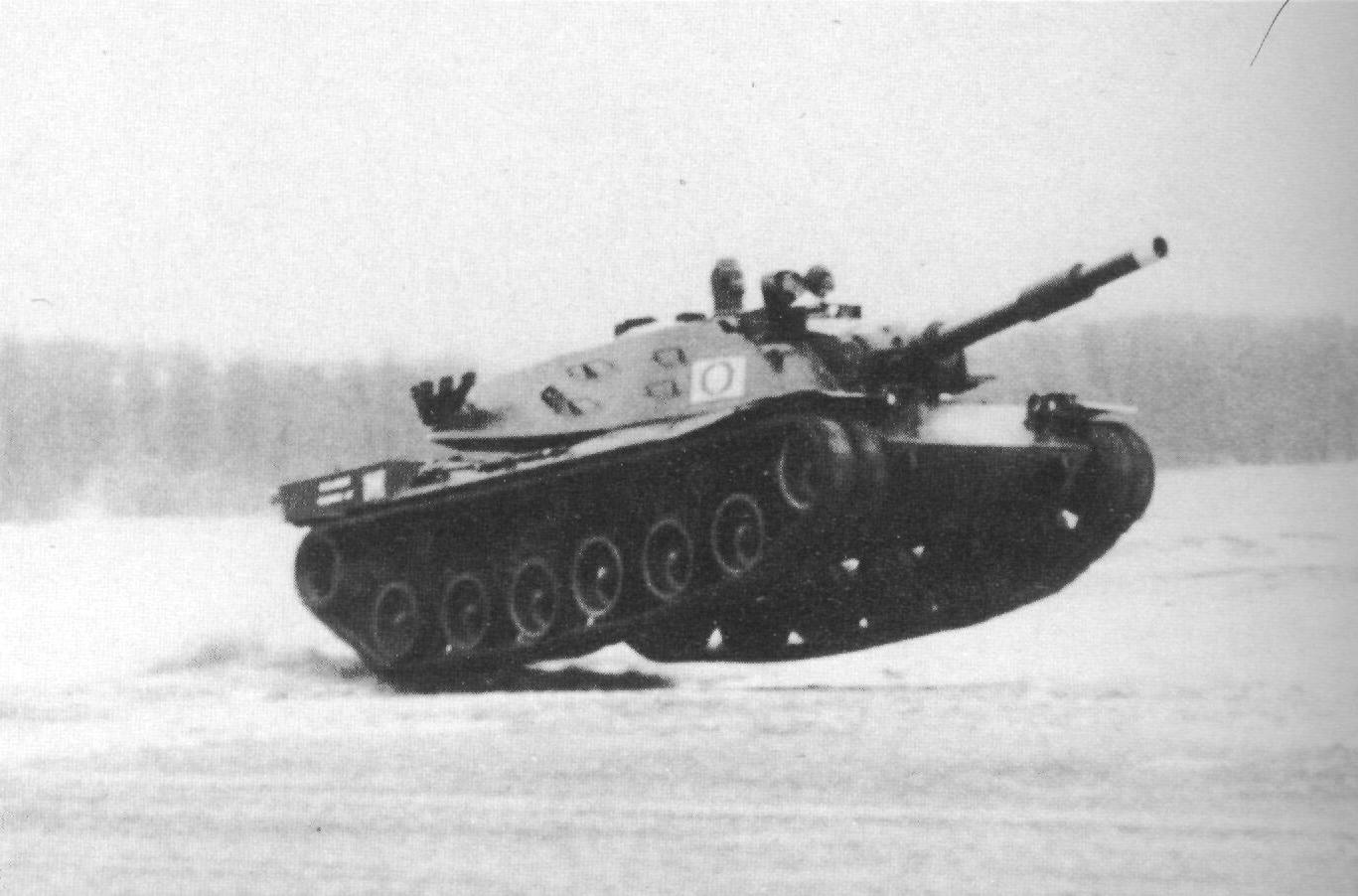
속도 테스트를 받고 있는 애버딘 시험장의 MBT-70 시제품

MBT-70 (독일어: KPz 70)은 1960년대에 새로운 주력전차를 개발하기 위한 미국–서독 합작 프로젝트였다.
MBT-70은 냉전 시대에 미국과 서독이 소련이 개발한 차세대 바르샤바 조약 기구 전차에 대항하기 위해 개발되었다. 이 신형 전차는 새로 개발된 "무릎 꿇기" 하이드로뉴매틱 서스펜션과 모든 승무원을 대형 포탑에 수용하는 등 여러 첨단 기능을 갖출 예정이었고, 재래식 탄약과 장거리 전투용 실리라 미사일을 사용할 수 있는 152mm XM150 포/발사기로 무장했다.
1960년대 후반에 MBT-70 개발은 예산을 훨씬 초과하고 설계 문제에 직면했다. 서독은 비용과 새로운 요구 사항의 차이로 인해 프로젝트에서 철수했다. 미국은 1971년에 프로그램이 최종 취소될 때까지 MBT-70 개발을 계속했다. 서독은 독자적으로 레오파르트 2를 새로운 주력 전차로 개발했다.

##### M1 에이브럼스

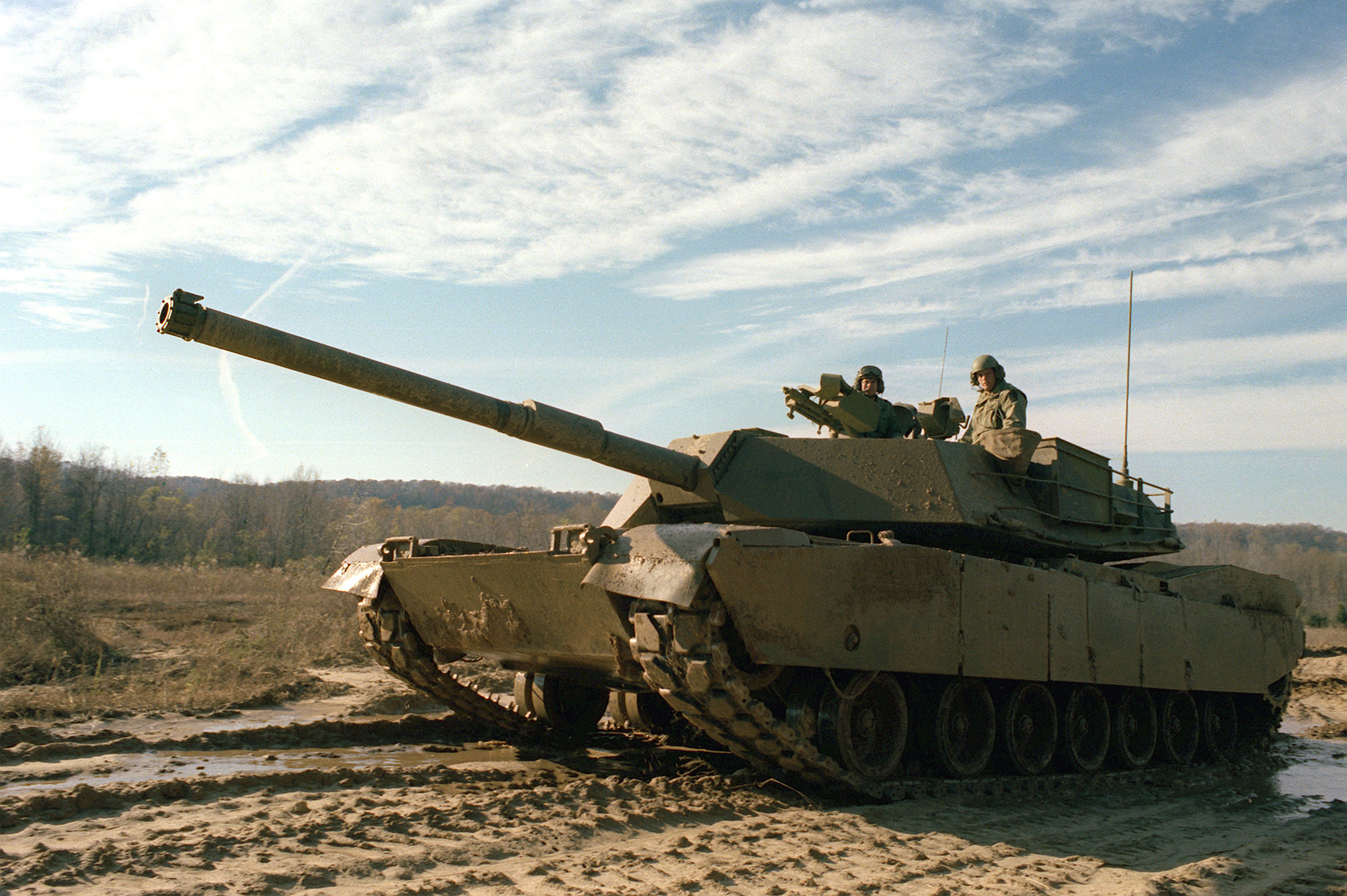
1979년 켄터키주 포트 녹스 시범 행사 중인 XM1 에이브럼스

M1 에이브럼스는 예산 초과 및 비실용적인 MBT-70과 XM815 프로젝트에서 전용된 자금으로 탄생했다.
시제품은 1976년 크라이슬러 디펜스와 제너럴 모터스에서 라이선스 생산된 105mm 강선포를 장착하여 인도되었다. 크라이슬러 디펜스 설계가 M1으로 개발하기 위해 선정되었다. 1979년, 제너럴 다이내믹스 랜드 시스템즈 사업부가 크라이슬러 디펜스를 인수했다. M1은 동종 최초의 전차였다. 낮은 차고 포탑과 전차에서는 최초로 초범 복합 장갑을 특징으로 했다. 이러한 모든 발전에도 불구하고, 에이브럼스는 자동 장전 장치가 검증되지 않고 위험하다고 간주되었기 때문에 M60 전차의 4인 승무원을 여전히 유지했다.
3,200대 이상의 M1 에이브럼스가 생산되어 1980년에 미 육군에 처음 배치되었다.
약 6,000대의 업그레이드된 M1A1 에이브럼스가 생산되었으며, 120mm 활강총포, 개선된 장갑, 그리고 화생방 방호 시스템을 사용했다.
냉전 이후 미국은 경전차 사용을 거의 완전히 중단하고, 대신 중무장 장갑차로 보완하고 있다. M60A1/(육군용 A3) 전차는 해병대에서 계속 운용되었으며 걸프 전쟁에서 활약했다.

## 이라크 전쟁

### 걸프 전쟁

#### M60

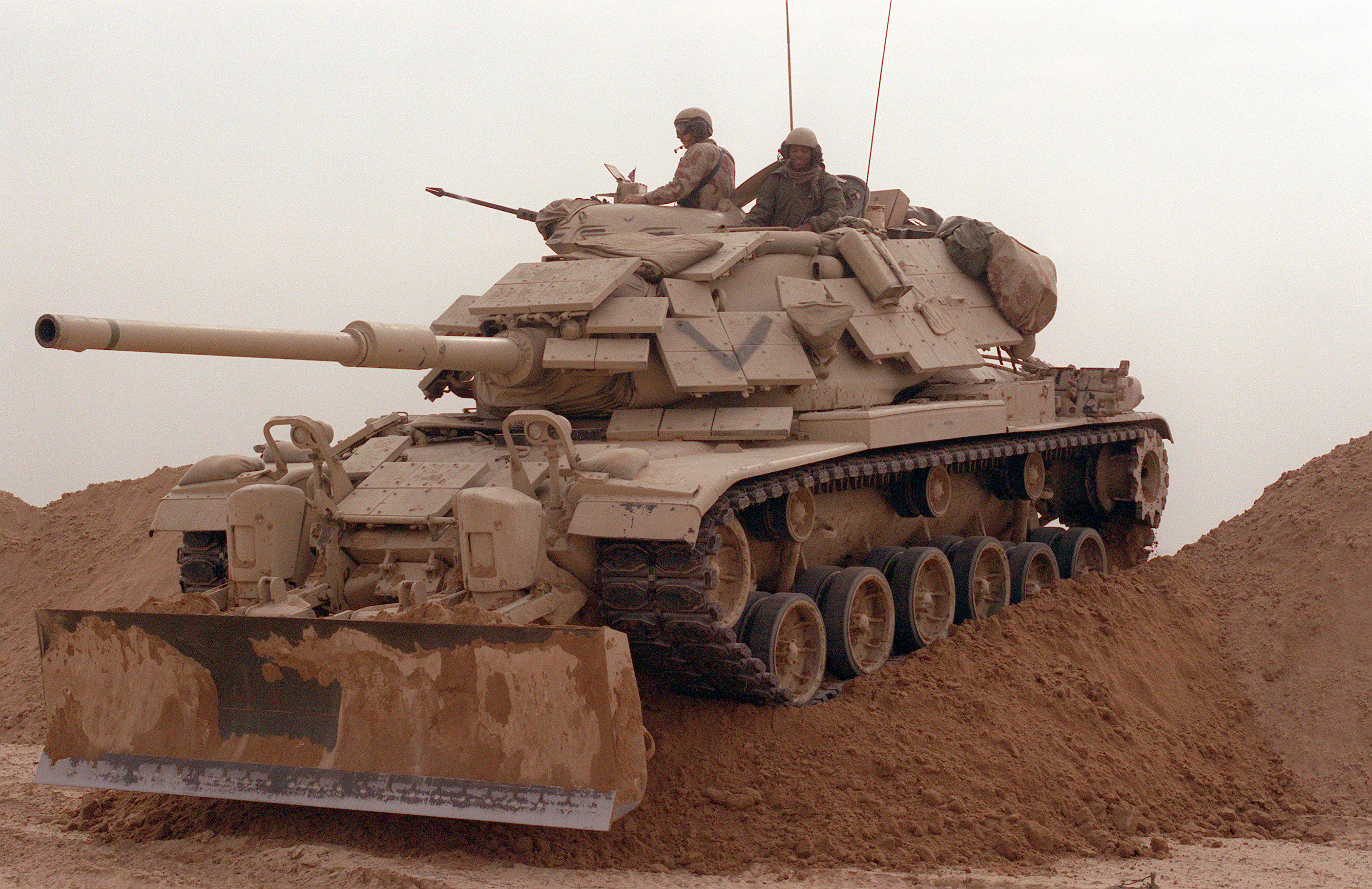
1991년 사막의 폭풍 작전 중 돌파 훈련에서 M60A1 주력전차를 조종하는 제2전차대대 D중대 미국 해병대원들. 전차에는 부가 반응장갑과 M-9 불도저 키트가 장착되어 있다.

M60A1 전차는 1991년 사막의 폭풍 작전 중 전투에 투입되어 T-54/T-59, T-55, T-62, 69식, T-72를 포함한 이라크 기갑 부대에 맞섰다. M60A1은 부가 반응 장갑(ERA) 패키지를 장착하고 쿠웨이트 시티로 진격하는 것을 지원했으며, 이라크 쿠웨이트 공항에서 이틀간의 전차 전투에 참여하여 단 한 대의 차량 손실과 승무원 사상자 없이 전투를 벌였다. 이 전차는 미국 해병대와 사우디아라비아 육군에서 사용되었다.

#### M1 에이브럼스

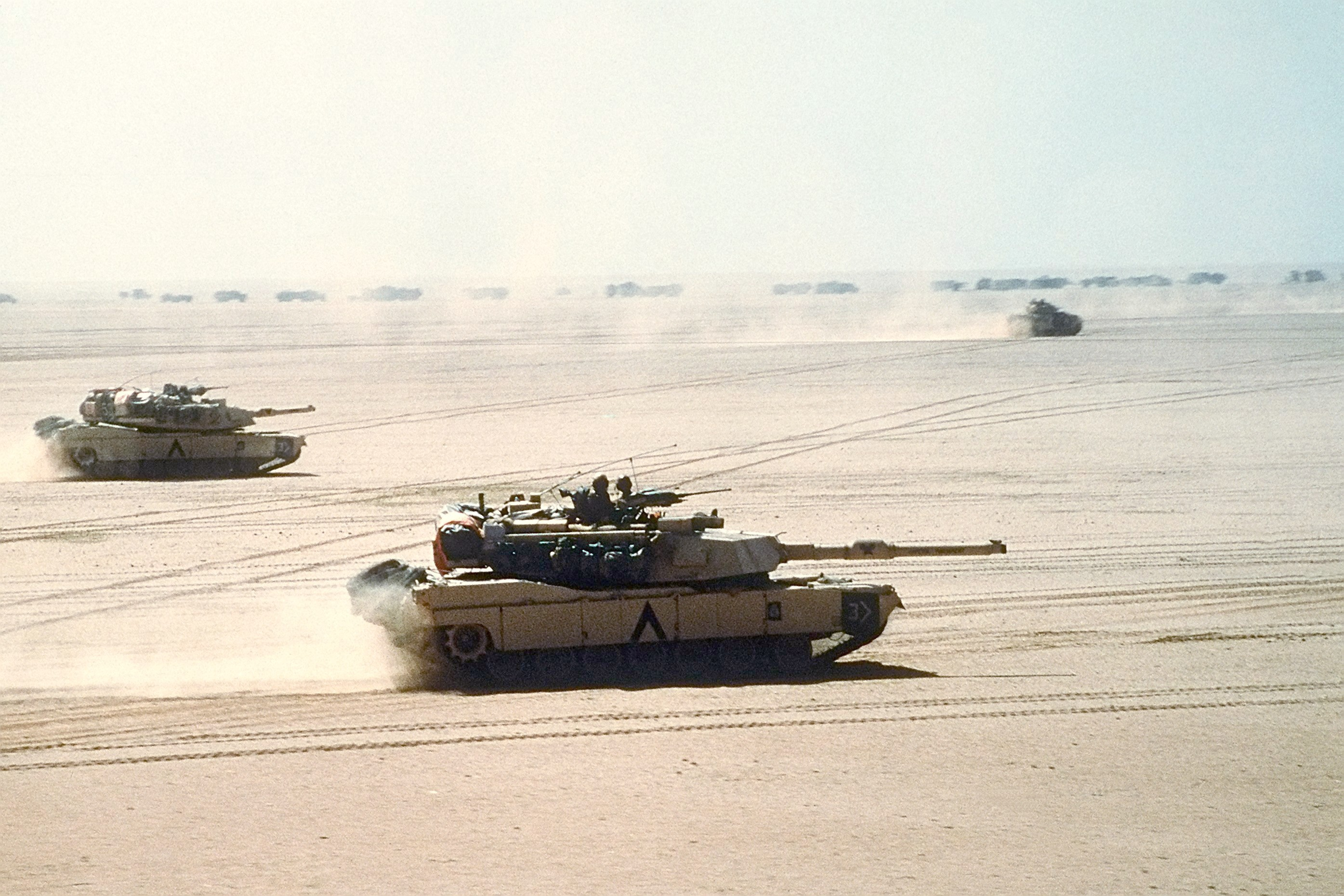
걸프 전쟁 중 임무를 위해 이동하는 에이브럼스. 배경에는 브래들리 보병전투차와 물류 호송대가 보인다.

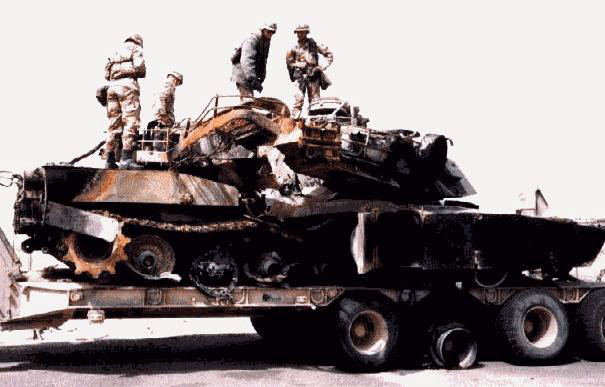
걸프 전쟁 중 아군 오폭으로 손실된 M1A1 에이브럼스.

에이브럼스가 1980년대에 운용을 시작했을 때, 미군 내에서 M60A3와 함께, 그리고 수많은 냉전 훈련에서 다른 NATO 전차들과 함께 운용되었다. 이러한 훈련은 주로 서유럽, 특히 서독에서 이루어졌지만 남한과 같은 다른 일부 국가에서도 이루어졌다. 이러한 훈련 기간 동안 에이브럼스 승무원들은 소련군 병사, 장비 및 차량에 대한 기술을 연마했다. 그러나 1991년 소련이 붕괴되면서 에이브럼스는 한 번도 전투에 참여하지 못했다.
에이브럼스는 1991년 걸프 전쟁까지 전투에서 시험되지 않았다. 총 1,848대의 M1A1이 사우디아라비아에 배치되었다. M1A1은 이라크의 소련 시대 T-55 및 T-62 전차뿐만 아니라 이라크에서 조립된 러시아 T-72 및 현지 생산 복제품(아사드 바빌 전차)보다 우수했다. T-72는 대부분의 소련 수출 설계와 마찬가지로 야간 투시 장치와 당시의 현대적인 거리측정기가 없었지만, 구식 능동 적외선 시스템이나 서치라이트를 장착한 일부 야간 전투 전차는 있었다. 다만, 에이브럼스에 장착된 최신 스타라이트 스코프와 수동 적외선 스코프는 없었다. 걸프전에서 운용 중단된 M1A1은 23대에 불과했으며 이 손실 중 한 대는 이라크의 공격으로 승무원 사망을 초래했다. 다른 일부는 경미한 전투 피해를 입었지만, 작전 준비 태세에는 거의 영향을 미치지 않았다. 에이브럼스 전차는 적의 공격을 받은 경우가 매우 드물었으며, 단 한 명의 사망자와 소수의 부상자만이 발생했다.

### 전간기 업그레이드
M1A2는 전차장 독립 열상 관측 장치 및 무기 스테이션, 위치 내비게이션 장비, 디지털 데이터 버스 및 무선 인터페이스 장치를 갖춘 추가 개선 모델이었다.
추가 업그레이드에는 모든 변형을 위한 열화 우라늄 장갑, 모든 A1을 새것과 같은 상태로 되돌리는 시스템 정비(M1A1 AIM), A1을 위한 디지털 개선 패키지(M1A1D), 미 육군과 해병대 간의 부품 표준화를 위한 공통성 프로그램(M1A1HC) 및 A2를 위한 전자 업그레이드(M1A2 SEP)가 포함되었다.
걸프 전쟁 사막 방패 작전과 사막의 폭풍 작전 및 보스니아 헤르체고비나를 위해 일부 M1A1은 장갑 업그레이드로 개조되었다.

### 아프가니스탄/이라크 전쟁

#### M1 에이브럼스

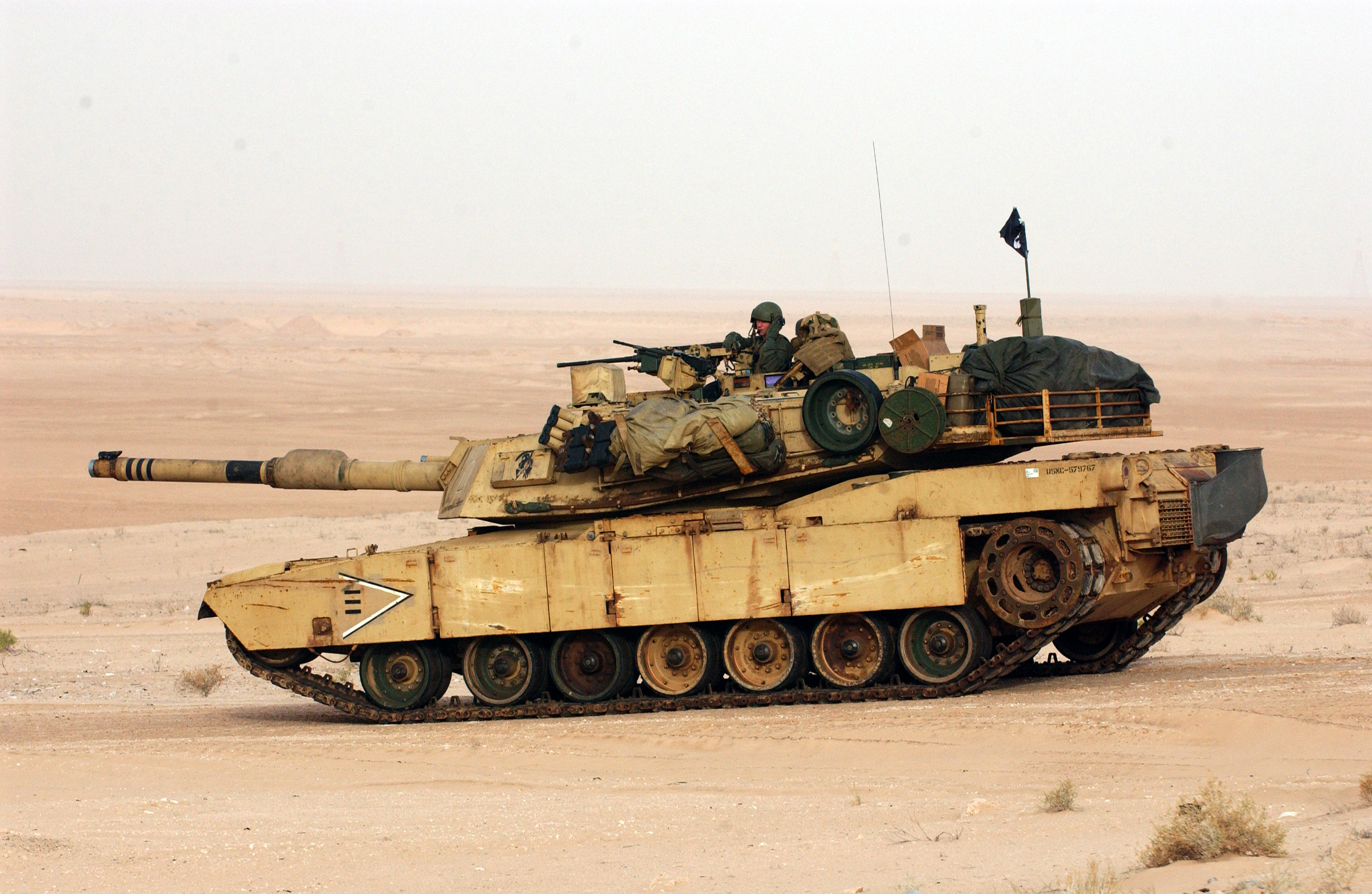
2003년 이라크에서 실사격 훈련 중인 미 해병대 M1A1

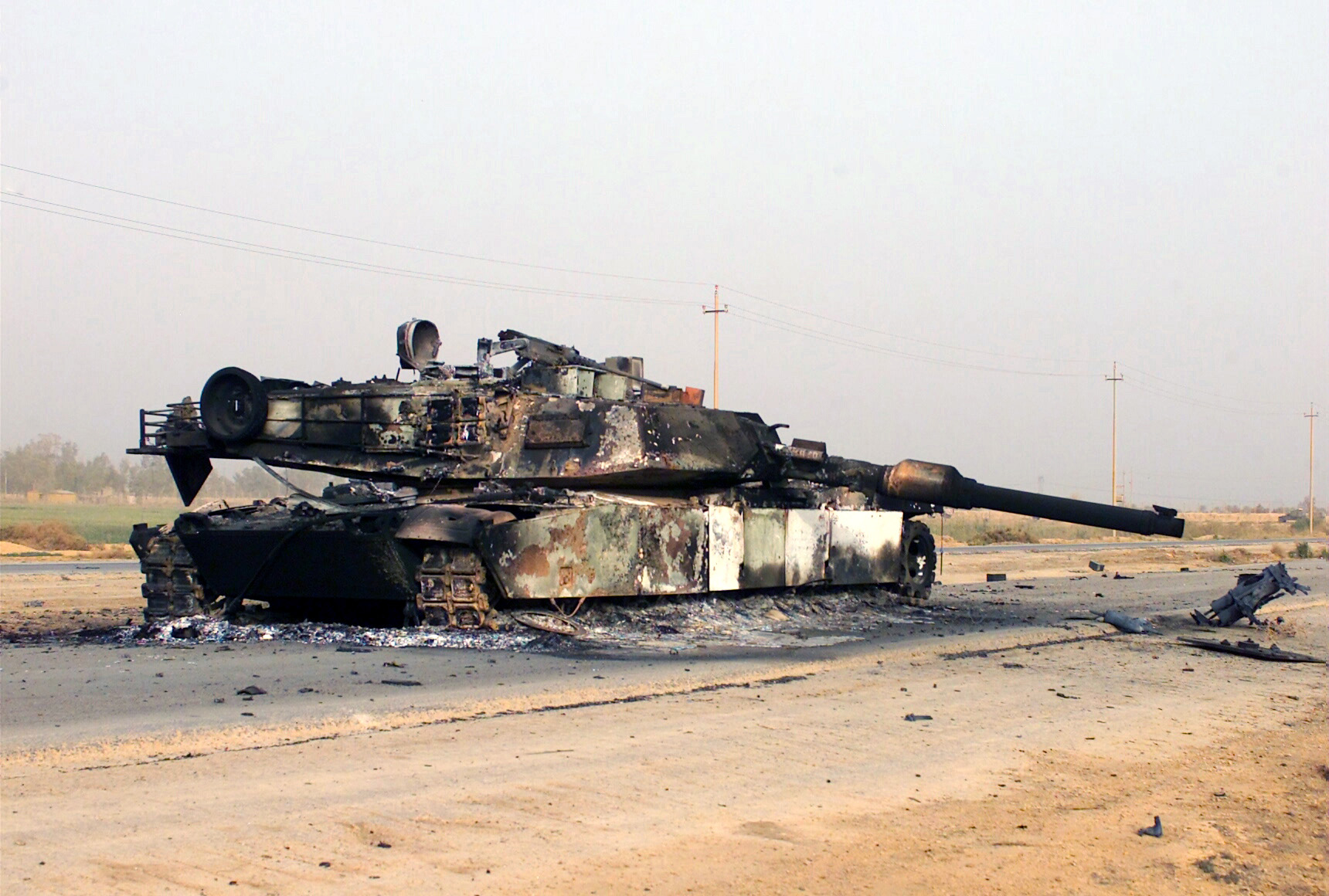
2003년 4월 이라크 자만 알 주부리 외곽의 페다인 진지 앞에 파괴된 미국 해병대 M1A1 에이브럼스가 놓여 있다.

2003년 이라크와 아프가니스탄에서 추가적인 전투가 벌어졌다. 2005년 3월 현재, 약 80대의 에이브럼스 전차가 적의 공격으로 인해 작전 불능 상태가 되었다.
이라크 전쟁에서 전차는 걸프 전쟁과 매우 유사한 성능을 보였으며, 이라크 침공 중 적의 공격으로 에이브럼스 승무원이 사망한 사례는 없었지만, 이후 점령 기간 동안 저격수와 길가 폭탄으로 인해 여러 전차 승무원이 사망했다. 버려진 에이브럼스 전차는 차량이나 기술의 회수를 막기 위해 아군 오폭으로 고의적으로 파괴되었다. 25mm AP-DU, 대전차 RPG 사격 및 12.7mm 탄에 의한 손상이 발생했다. 그러나 대전차 미사일이나 대전차 지뢰가 미군 MBT를 타격한 경우는 없었다.
M1A1의 가장 일방적인 성과는 바그다드 남쪽 18 마일 (29 km) 떨어진 마흐무디야 근처에서 근접 교전(50 야드 (46 m) 미만)으로 T-72 7대를 파괴한 것으로, 미군 측에는 손실이 없었다. 그러나 2003년 10월 29일, 병사 2명이 사망하고 1명이 부상을 입었는데, 이는 대전차 지뢰와 다른 폭발물(kg의 155mm 포탄 여러 발 포함)이 결합되어 효과가 증폭된 것에 의해 전차가 무력화되었기 때문이었다. 전차 아래에서 발생한 거대한 폭발로 포탑이 날아갔다. 이는 적군에 의한 M1 전차에 대한 적대적 공격으로 인한 최초의 사망 사건이었다.
M1A3 에이브럼스는 미 육군과 함께 초기 설계 단계에 있다. 육군은 2014년까지 시제품을 만들고 2017년까지 첫 전투 준비 M1A3를 배치하는 것을 목표로 한다. 육군은 에이브럼스가 2050년까지 미군에서 계속 사용될 것으로 예상한다.
미 육군의 미래 전투 시스템의 XM1202는 에이브럼스를 대체할 예정이었고, 프로그램 자금이 미국 국방부 예산에서 삭감될 때 개발 중이었다. 육군은 잠정적으로 결정적 치명성 플랫폼에서 에이브럼스의 후속작을 개발 중이다.

## 미 육군 전차 목록

### 제1차 세계 대전
- M1917 - 르노 FT-17의 라이선스 생산.

### 전간기 (제1차 세계 대전–제2차 세계 대전)
- M1 경전차/M1 전투차
- M2 경전차
- M2A2/A3/A4
- T7 전투차 - 경전차

### 제2차 세계 대전
- M2 중전차
- M3/M5 스튜어트 – 경전차
- M3 리/M3 중전차
- M4 셔먼 + 변형
- M6 중전차 – 실험용
- M22 경전차(공수) – 공수부대 경전차
- M24 채피 경전차
- T28 초중전차 – 초중전차/돌격포
- T20/T22/T23 중형전차

### 냉전–현재
- M26 퍼싱 - 중전차/중형전차
- M103 중전차 - 실제 전투에 투입된 적 없음
- T92 경전차 - 실험용
- M41 워커 불독, 공식 명칭 76mm 포 전차, M41 - 경전차
- M46 패튼 - 중형전차
- M47 패튼 - 중형전차
- M48 패튼 - 주력전차 (MBT)
- M60 - MBT
- M551 셰리든 AR/AAV - 수륙양용차 경전차
- M8 장갑포 시스템 (AGS) "뷰포드" - 경전차
- MBT-70 - 실험용 MBT
- M1 에이브럼스 - MBT
- XM1202 MCS - 실험용

## 같이 보기
- 전차의 역사
- 제1차 세계 대전의 기갑전투차량
- 전간기 기갑전투차량 목록
- 제2차 세계 대전의 전차
- 제1차 세계 대전 및 제2차 세계 대전의 미국 전차
- 제2차 세계 대전 중 미국의 장갑전투차량 생산

## 내용주
1. ↑  see 무기대여 셔먼 전차#영국 명명법
2. ↑  해군 건축 용어(즉, 선박의 요소 및 배치에 사용되는 용어)는 전차에도 사용된다.
3. ↑  "육군 작전 및 계획 차관보실에 따르면 페르시아만 지역에서 에이브럼스 전차 23대가 파괴되거나 손상되었다. 파괴된 에이브럼스 9대 중 7대는 아군 오폭으로 인한 것이었고, 2대는 무력화된 후 포획을 막기 위해 의도적으로 파괴되었다. 다른 에이브럼스 전차들은 적의 공격, 지뢰 또는 차내 화재로 손상되었다."[66]

### 참고 문헌
- Brown, Jerold E., 편집. (2000). 《Historical Dictionary of the U.S. Army》. Greenwood. 680쪽. ISBN 978-0313293221.
- Chamberlain, Peter; Ellis, Chris (1969). 《British and American Tanks of World War II》. New York: Arco Publishing. ISBN 0-668-01867-4.
- “Combat Car M1”. American Fighting Vehicle Database. 2021년 10월 2일에 확인함.
- Doyle, David (2008). 《M551 Sheridan.》. Squadron Signal Publications. ISBN 978-0-89747-582-2.
- Fletcher, David (1989). 《The Great Tank Scandal: British Armour in the Second World War - Part 1》. HMSO. ISBN 978-0-11-290460-1.
- Foss, Christopher F., 편집. (2002년 11월 1일). 《The Encyclopedia of Tanks and Armored Fighting Vehicles - The Comprehensive Guide to Over 900 Armored Fighting Vehicles From 1915 to the Present Day》. Thunder Bay Pr. 544쪽. ISBN 978-1571458063.
- Hoffman, George F. (February 1973). 《The Demise of the U.S. Tank Corps and Medium Tank Development Program》. 《Military Affairs》 37. 20–25쪽. doi:10.2307/1986566. JSTOR 1986566.
- Hunnicutt, Richard P. (2015) [1984]. 《Patton: A History of the American Main Battle Tank Volume 1》 Reprint판. Echo Point Books & Media. ISBN 978-1626541597. LCCN 84016586. OL 2854160M.
- Hunnicutt, Richard P. (1988). 《Firepower: A History of the American Heavy Tank》. Presidio Press.
- Hunnicutt, Richard P. (1971). 《Pershing: A History of the Medium Tank T20 Series》. Presidio Press. ISBN 0-98219-070-0.
- Hunnicutt, Richard P. (1971). 《Sherman: A History of the American Medium Tank》. Presidio Press.
- Hunnicutt, Richard P. (1990). 《Abrams: A History of the American Main Battle Tank Volume 2》. Presidio Press.
- Hunnicutt, Richard P. (1992). 《Stuart: A History of the American Light Tank - Volume 1》. Presidio Press.
- Hunnicutt, Richard P. (1995). 《Sheridan: A History of the American Light Tank - Volume 2》. Presidio Press.
- James, D. Clayton (1970). 《Volume 1, 1880–1941》. The Years of MacArthur. Boston: 호턴 미플린. ISBN 978-0-395-10948-9.
- Jarymowycz, Roman (2001). 《Tank Tactics: from Normandy to Lorraine》. Boulder: L. Rienner Publishers. ISBN 978-1-55587-950-1.
- Miller, David (2000년 6월 30일). 《Illustrated Directory of Tanks of the World: From World War I to the Present Day》. Zenith Press. 480쪽. ISBN 978-0760308929.
- Rinaldi, Richard A. (2004). 《The US Army in World War I - Orders of Battle》. Tiger Lily Publications LLC. ISBN 978-0-9720296-4-3.
- Steadman, Kenneth A. (1982년 4월 21일). “The Evolution of the Tank in the U.S. Army” (PDF). Combat Studies Institute, U.S. Army Command and General Staff College. 2021년 9월 25일에 원본 문서 (PDF)에서 보존된 문서. 2021년 9월 25일에 확인함.
- United States. War Department. General Staff (1933). 《Report of the Chief of Staff, United States Army to the Secretary of War》. Washington: U.S. Government Printing Office.
- Wilson, Dale E. (1990). 《Treat 'Em Rough: The Birth of American Armor 1917–20》 (영어). Presidio Pr. 257쪽. ISBN 978-0891413547.
- Zaloga, Steven J.; Johnson, Hugh (2005). 《M3 Lee/Grant Medium Tank 1941-45》. Osprey Publishing. 48쪽. ISBN 978-1-84176-889-2.
- Zaloga, Steven J. (2008년 10월 10일). 《Armored Thunderbolt, The US Army Sherman in World War II》. Stackpole Books. 368쪽. ISBN 978-0-8117-0424-3.
- Zaloga, Steven J. (2012년 1월 24일). 《US Marine Corps Tanks of World War II》. Osprey Publishing. 48쪽. ISBN 978-1849085601.